# جمهوری روم
جمهوری روم (به لاتین: Res publica Romana) حکومتی بود که در ۵۰۹ ق.م. در شهر رم تشکیل شد و تا ۲۷ ق.م. دوام یافت. این حکومت در اوج قدرتش بر جنوب و غرب اروپا، شبه‌جزیره بالکان، شمال آفریقا، آسیای صغیر و بخش‌هایی از شام حکومت می‌کرد.
در سال ۵۰۹ ق. م، در زمان سلطنت لوکیوس تارکوئینیوس متکبر، هفتمین و آخرین پادشاه روم، سکستوس، پسر پادشاه، به یکی از زنان اشرافی به‌نام لوکرتیا تجاوز کرد. خواهرزادهٔ پادشاه، لوکیوس یونیوس بروتوس، از این عمل به‌تنگ آمد و به‌همراه شوهر و پدر لوکرتیا و یک نفر دیگر شورشی به‌راه انداخت و پادشاهی را سرنگون و جمهوری را تأسیس کرد. سپس او و شوهر لوکرتیا با عنوان کنسول در رأس حکومت نوپا قرار گرفتند و از آن پس مجمعی به‌نام مجمع کنتوریاها هرساله دو کنسول با قدرت متساوی انتخاب می‌کرد که شخص اول مملکت بودند. مهم‌ترین وظیفهٔ کنسولان اداره دولت و اجرای قوانین تصویب شده در مجلس سنا بود و هرکدام ارتش مجزایی داشت.
پیدایش جمهوری روم یکی از مهم‌ترین وقایع تاریخ اروپاست، چراکه قسمت بزرگی از جنگ برای دموکراسی بوده‌است. در این حکومت مردمی، اعضای جامعه (به جز زنان و بردگان) در مکان‌های مشخصی جمع می‌شدند و قوانین را تصویب می‌کردند و اجرای آن را بر عهدهٔ کلانترها می‌گذاشتند.
حکومت پیشین، پادشاهی روم، با جنگ‌های متعدد با همسایگان قدرت خود را توسعه داده بود و پس از او نیز جمهوری روم این جنگ‌ها را پی گرفت و بر گسترهٔ قلمروش افزود؛ چنان‌که با پیروزی در جنگ اول کارتاژ (۲۶۴ تا ۲۴۱ ق. م) بر شبه‌جزیرهٔ ایتالیا تسلط یافت و با پیروزی در دومین جنگ کارتاژ (۲۱۸ تا ۲۰۱ ق. م) خود را به‌عنوان دولتی جهانی نمایاند و در ۵۳ ق.م. نیز برای نخستین بار با امپراتوری ایرانیان برخورد نظامی کرد. رومیان مرتب دیگر دولت‌شهرهای ایتالیا را که مقهور می‌کردند بدل‌به دولت‌شهرهای دست‌نشانده و متحد خود می‌کردند، و در نتیجه تقریباً سی دولت‌شهر در اطراف روم حلقه زده‌بودند و شبیه برج‌های محافظ قلعهٔ روم را حفظ می‌کردند. رومیان نسبت‌به قبایلی که مطیع خویش می‌کردند سیاست عاقلانه‌ای پیش‌می‌گرفتند: به عقاید و آداب و رسومشان احترام می‌گذاشتند و در آن مداخله نمی‌کردند، بدیشان استقلال محلی می‌دادند و از هیچ‌گونه بردباری و مهربانی و خوشرفتاری نسبت‌به آنان خودداری نمی‌ورزیدند. تسلط خویش را بدین نحو بر آنان مسلم می‌کردند که اولاً دسته‌هایی از قبیلهٔ خود را در میان آنان جای‌می‌دادند؛ ثانیاً راه‌های نظامی می‌ساختند تا مراکز آنان را مستقیماً به پایتخت مربوط کنند؛ ثالثاً با آنان ملاطفت می‌کردند تا به حکومتشان متمایل شوند. بدین‌ترتیب، رفته‌رفته طوایف دیگر شبه‌جزیره ایتالیا با لاتینان پیوند کردند و همخون شدند و عادات و زبان رومیان را اقتباس کردند و ملت روم از میان آنان به‌وجود آمد. هنر بزرگ رومیان آشنایی با شیوهٔ حکمرانی بود؛ آنان با ملل و اقوام مغلوب مهربانی می‌کردند و به ایشان می‌نمودند که منافعشان با آنِ روم یکی است، به هرمحل استقلال داخلی می‌دادند، عضویت جامعهٔ روم و پذیرفتن تابعیت آن را برایشان آزاد می‌گذاشتند و بدیشان حق می‌دادند که به‌مقامات عالی نایل شوند. در نتیجه، قبایل مغلوب حاضر می‌شدند از شخصیت خویش چشم بپوشند و از جامعه و دین و عادات و نام‌خانوادگی و زبان قبیلهٔ خود دست‌بدارند. بدین‌ترتیب، وحدت زبان و قانون و پول و قواعد بازرگانی پدید آمد و آرامش و نظم در امپراتوری برقرار شد و همه از نعمت نظم و امنیت بهره‌مند شدند؛ زبان لاتین همگانی شد و جملگی اتباع ــ غیر از طبقات پست ــ بدان تکلم کردند، و تنها در مدیترانه شرقی زبان و فرهنگ یونانی برتری داشت که در آنجا نیز رومیان نکوشیدند زبان و فرهنگشان را بر مردم تحمیل کنند، بلکه با فراست از علوم و ادبیات آنان استفاده بردند و تمدن خود را گستراندند. آنان پس از پیروزی در نخستین و دومین جنگ کارتاژ تمام شبه‌جزیره  را از آنِ خود کردند و بعدها اسپانیا و گالیا (فرانسه) و بریتانیا را نیز تصرف کردند و در ۹۲ ق.م. با شاهنشاهی اشکانی همسایه شدند.
ژولیوس سزار، سردار و دیکتاتور این جمهوری، با فتح گالیا و مصر و آناتولی و جزیرهٔ بریتانیا جمهوری را به اوج گستردگی‌اش رساند، اما بسیاری از مورخان فروپاشی این نظام را به خودکامگی سزار نسبت داده او را قاتل این جمهوری می‌دانند.
برخی صاحب‌نظرانْ دینداری، فقر و ساده‌زیستی، جنگاوری، خردمندی قانونگذاران، انضباط نظامی، انضباط مدنی و احترام به نظم عمومی، گزینش کارگزاران درستکار و وظیفه‌شناس، داشتن نهادهای قانونی برای اقامهٔ دعوی، مبارزات حزبی نسبتاً سالم میان توده‌ها و اشراف و نظام سیاسی مرکب از پادشاهی و اشراف‌سالاری و مردم‌سالاری را از ویژگی‌های این جمهوری ذکر کرده‌اند. نیکولو ماکیاولی، فیلسوف سیاسی ایتالیایی، این حکومت را حکومت کمال مطلوب خود گرفته بود و در کتاب گفتارهایی در باب ده کتاب نخست تیتوس لیویوس مکرر از آن یاد کرده و ساختارها و نهادهای سیاسی این جمهوری، قوانین مذهبی، قواعد جنگی و شخصیت بنیان‌گذاران و قانون‌گذارانش را تشریح نموده و تقلید از نظام سیاسی‌اش را توصیه کرده است.

## پیشینه

### اقوام نخستین

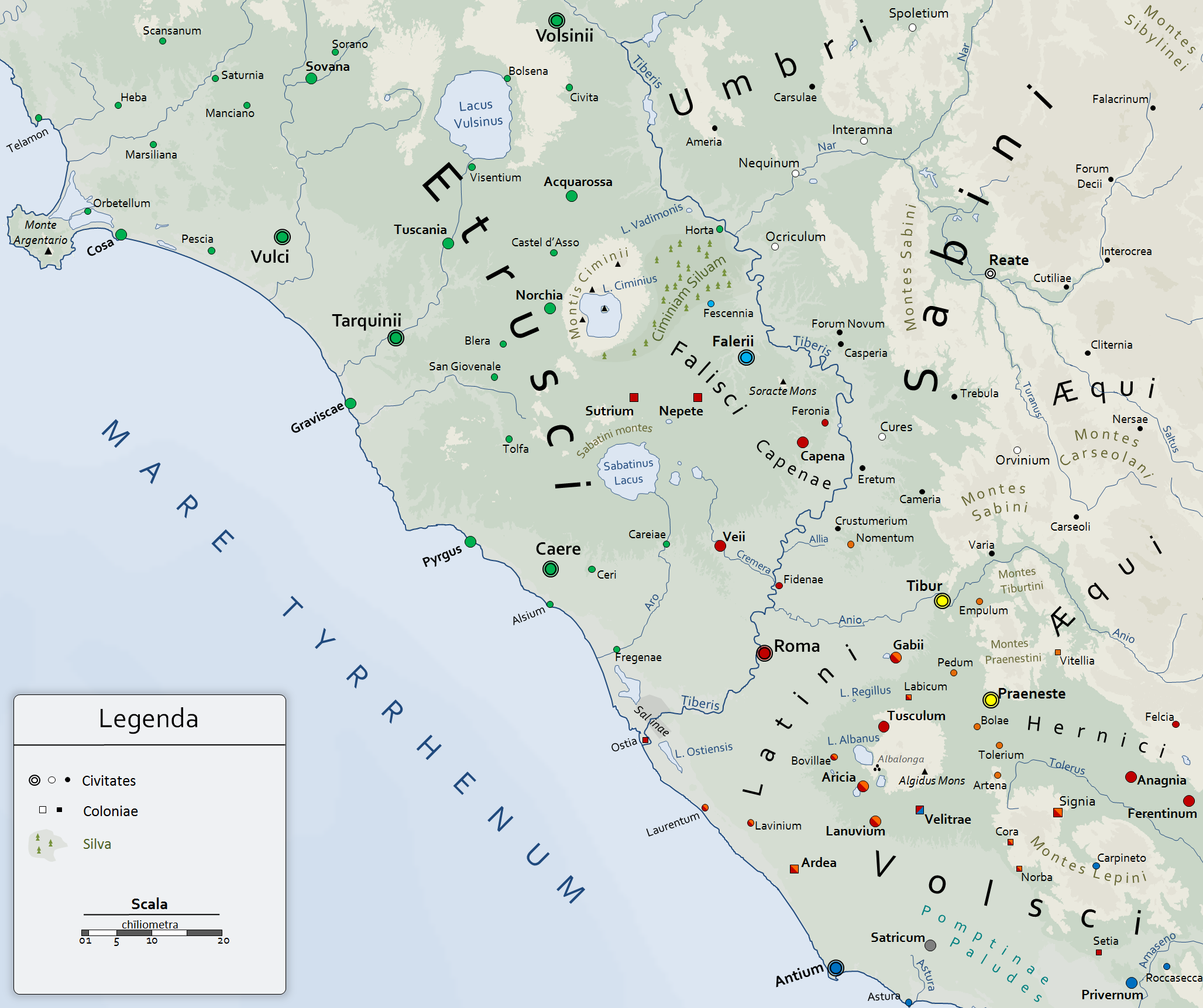
نقشهٔ دولت‌شهر روم (در نقشه با عنوان Roma) و دولت‌شهرهای همسایه‌اش در عصری که روم هنوز کل شبه‌جزیرهٔ ایتالیا را متصرف نشده بود. مهم‌ترین رقبای جمهوری روم در دوران اولیه اتروسکان (در نقشه با عنوان Etrusci) در شمال و ولسکیان (در نقشه با عنوان Volsci) در جنوب و سابینان (در نقشه با عنوان Sabini) در شمال‌شرقی‌اش بودند.

خاستگاه تمدن روم شهر باستانی رم در ایتالیاست. اما پیش از تشکیل دولت یکپارچه روم، قبایلی چون لاتینان، سابینان و سامنیت‌ها در هزاره دوم پیش از میلاد از شمال اروپا و با عبور از کوه‌های آلپ وارد سرزمین حاصلخیز و گرم شبه‌جزیره ایتالیا شده، در آنجا سُکنی گزیده بودند. این اقوام در خانه‌های گِلی زندگی می‌کردند و بیشتر به دامداری و کشاورزی مشغول بودند. در قرن نهم ق.م. اقوام دیگری به نام اتروسکان از آسیای صغیر وارد ایتالیا شدند و در همسایگی آن‌ها ساکن شدند. اتروسکان به سبب سکونت در آناتولی تحت تأثیر فرهنگ یونانی بودند و در فنون مختلف از جمله معماری، فلزکاری و سفالگری مهارت کسب کرده بودند و حکومتی مقتدر در شمال‌مرکزی ایتالیا به وجود آوردند. در سمت جنوب نیز دولت شهرهای قدرتمند یونانی چون آتن، اسپارت و کورنت به منظور توسعه قلمرو حکومت‌های خود به سرزمین‌های جنوبی ایتالیا (خاصه جزیره سیسیل) یورش برده و بخش اعظم جنوب ایتالیا را تحت سیطرهٔ خود درآورده بودند که به این قلمروها یونان بزرگ می‌گفتند. در این شرایط بود که شهر روم تأسیس شد.

### پادشاهی روم (۷۵۳ تا ۵۰۹ ق. م)
شهر روم در ۷۵۳ ق.م. به‌دست رومولوس بنا شد و نامبرده نخستین پادشاه از هفت پادشاهش شد. در آن دوران، شبه‌جزیره ایتالیا وحدت سیاسی نداشت و هر دولت‌شهری بر بخش‌هایی از آن حاکم بود. برای نمونه، در شمال روم اتروسکان (با دوازده دولت‌شهر مؤتلفه) و در جنوبش ولسکیان و لاتینان با چند دولت‌شهر حاکم بودند و روم تقریباً هرساله با آنان بر سر تسلط بر کل ایتالیا و حتی موجودیت خود در جنگ بود.

### حوادث منجر به براندازی پادشاهی
لوکیوس تارکوئینیوس متکبر، هفتمین و آخرین پادشاه روم از ۵۳۴ ق.م. تا ۵۰۹ ق.م. سلطنت کرد. او ستمگرترین پادشاه روم بود که علاقهٔ بسیار به طرح‌های جاه‌طلبانه و جنگجویانه داشت و مردم را به بیگاری گرفت و از خود بسیار منزجر ساخت، چنان‌که مردم بدو لقب Superbus دادند که در لاتین به‌معنای «متکبر» است. او بر دولت‌شهر گابیئی و بر وُلسکیان و روتولان هجوم برد و کوشید شهر روتولان، آردئا، را باحمله‌ای تصرف کند، اما جنگش طول کشید و فرساینده شد. پس سعی کرد شهر را با محاصره تسلیم خود کند. برای همین، اردوگاه‌هایی پیرامون آن شهر برپا کرد و سپاهیان را در آن‌ها اسکان داد و خود نیز در اردوگاه ماند، و چون جنگْ بیشتر فرساینده بود تا خونین، به سربازانش مرخصی بسیار می‌داد. در جریان یک باده‌گساری در خیمهٔ فرماندهان، بحث همسرانِ هریک از شاهزادگان در میان افتاد. پس هریک با گزافه‌گوییْ زیبایی و کمالات و اخلاقِ همسرِ خودش را ستود و بعد که مجادله داغ شد، لوکیوس تارکوئینیوس کولاتینوس ــ پسرِ پسر عموی پادشاه ــ پیشنهاد کرد که همگی به‌خانهٔ همدیگر بروند و یواشکی رفتار زنانشان را ببینند تا معلوم شود که همسر کدام‌یک از بقیه زیباتر و بااخلاق‌تر است ــ او مطمئن بود که همسر خودش، لوکرتیا، باکمالات‌تر و عفیف‌تر از همسر بقیه است. شاهزادگان پیشنهادش را پذیرفتند و از اردوگاه (در حوالی آردئا) به‌سوی روم راه افتادند تا یواشکی همسران یکدیگر را دید بزنند و ببینند که هریک، در غیاب شوهرش، به چه‌کاری مشغول است. شاهزادگان دیدند که همسرانِ هرکدامشان فقط مشغول عیاشی با همسالانشان هستند. سپس به‌سوی کولاتیا (منزل کولاتینوس) تاختند تا به خانهٔ کولاتینوس هم بروند و همسر او، لوکرتیا، را هم ببینند و بعد دربارهٔ زنانشان جمع‌بندی کنند. شب‌هنگام، وقتی به خانهٔ کولاتینوس رسیدند، دیدند که لوکرتیا تا پاسی از شب مشغول رشتن پشم است و به کنیزانش هم کمک می‌کند. پس همسرِ کولاتینوس در مسابقهٔ فضیلت زنانه پیروز شد، و کولاتینوس به همسرش بالید و شاهزادگان را میهمان کرد. سپس به‌سوی اردوگاه در آردئا بازگشتند.

#### تجاوز پسر شاه به لوکرتیا

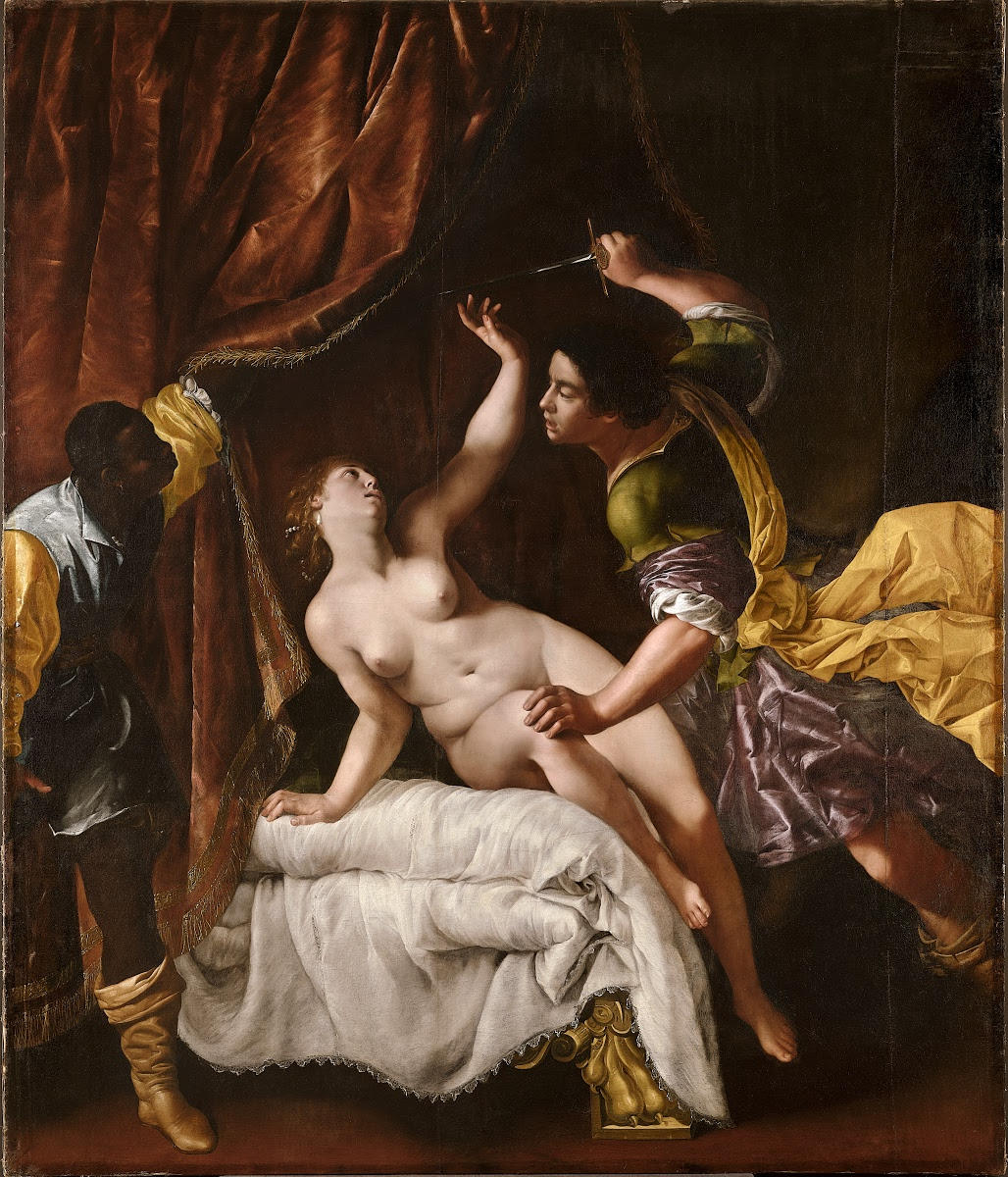
تجاوز به لوکرتیا توسط پسر پادشاه و سپس خودکشی آن زن منجر به سقوط حکومت پادشاهی و تشکیل جمهوری روم شد. در طول تاریخ، ماجرای تجاوز و خودکشی لوکرتیا مورد توجه بسیاری از نویسندگان، تندیس‌گران و نقاشان قرار گرفته‌است. برای نمونه، ویلیام شکسپیر، جفری چاوسر و توماس هی‌وود آثاری ادبی و رامبرانت، ساندرو بوتیچلی، آلبرشت دورر، آرتمیتسیا جنتیلسکی و تیسین نیز آثاری نقاشی آفریدند. (نقاشی بالا از آرتمیتسیا جنتیلسکی)

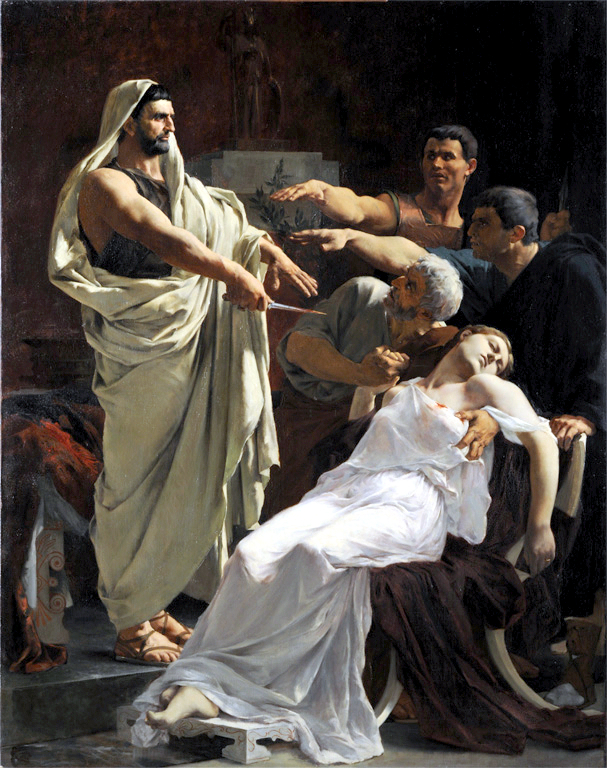
بروتوس خنجرِ آغشته به خونِ لوکرتیا را در دست می‌گیرد و سوگند می‌خورد که انتقام آن زن را از خاندان پادشاه می‌گیرد. پیرمردی که جسد را گرفته پدر لوکرتیا و فرد سیاهپوشِ بالای سرش شوهر اوست. (اثر هنری پینتا)

اما چند روز بعد، سکستوس تارکوئینیوس، جوان‌ترینِ آن شاهزادگان، مخفیانه و بدون اطلاع کولاتینوس به کولاتیا بازگشت و از آن زن عفیف و زیبا خواست به زنا رضایت دهد. چون زن مخالفت کرد، سکستوس شمشیر کشید و او را به تجاوز تهدید کرد، اما زن به‌قیمت جانش نیز تسلیم بدکاری نشد. پس سکستوس او را تهدید به آبروریزی، به‌عنوان آخرین حربه، کرد و گفت که وقتی او را کشت، جنازهٔ لختِ یک غلام را کنارش قرار می‌دهد تا همه بگویند که لوکرتیا در جریان یک زنا، آن هم با یک غلام، کشته شده‌است. لوکرتیا می‌دید که نه‌تنها جان که آبرویش نیز در خطر است، پس به‌ناچار به زنا رضایت داد. پس از آن، سکستوس، شادمان از مقهور کردن عفت زن، از کولاتیا رفت. لوکرتیا، که بسیار افسرده شده بود، پیکی به شوهرش کولاتینوس در اردوگاه آردئا و به پدرش لوکرتیوس در روم فرستاد و از آنان خواست که باشتاب به کولاتیا بیایند، و البته هرکدام یک مرد صمیمی و قابل‌اعتماد با خودش بیاورد. پس آن دو لوکیوس یونیوس بروتوس و پوبلیوس والریوس را برگزیدند و با هم، چهار نفری، به کولاتیا تاختند و به منزل لوکرتیا درآمدند. آنجا، لوکرتیا ماجرای تجاوز پسر پادشاه را برایشان شرح داد و از آنان خواست قسم بخورند که اگر مرد هستند، انتقام او را از سکستوس بِکشند. پس چون آن چهار مرد سوگند انتقام‌گیری خوردند و لوکرتیا خیالش بابت انتقام‌گیری راحت شد، خنجری را که زیر جامه‌اش پنهان کرده بود در قلبش فروکرد و خود را کشت تا ثابت کند که فقط به‌خاطر حفظ آبرویش مجبور به تن دادن به رابطه با سکستوس شده بود، و گرنه به‌هیچ‌روی راضی به رابطه نبوده‌است.

#### انقلاب و براندازی
در حالی‌که همسر و پدرِ لوکرتیا مشغول شیون و زاری بودند، بروتوس خنجر را از قلب لوکرتیا درآورده جلوی خود گرفت و به خون زن قسم خورد که انتقامش را می‌کشد و اجازه نمی‌دهد زین‌پس خاندان تارکوئینیان یا هر خاندان دیگری بر روم حکومت کند؛ و آن سه تن را گفت که به‌جای گریستن بر مرگ زن دست‌به‌کار شوند. پس این چهار مرد جنازهٔ لوکرتیا را برداشته تا میدان مرکزی شهر کولاتیا بردند و در معرض دید عموم گذاشتند و هریک از ددمنشی و گستاخی خاندان شاه دادوناله سرداد و کمک خواست. خاصه، بروتوس از آنان خواست که به‌جای گریستن بر جنازهٔ زن دست به شمشیر ببرند و خاندان فاسد شاه را خلع کنند. پس عدهٔ زیادی از جوانان داوطلب شده سپاهی تشکیل داده به‌سوی روم راه افتادند. از قضا، چنان‌که پیش‌تر گفته شد، سپاه روم و پادشاهش چند کیلومتر دورتر مشغول محاصرهٔ شهر آردئا بودند و از شورش اهالی کولاتیا و حرکتشان به‌سوی روم خبر نداشتند. وقتی سپاه داوطلب کولاتیا به روم درآمد، چون مردم روم دیدند که بروتوس و لوکرتیوس ــ دو تن از اشراف شهرشان ــ در خط مقدم آن سپاه می‌آیند، تعجب کردند. بروتوس رومیان را به میدان مرکزی فراخواند و همان نطقی که برای اهالی کولاتیا ایراد کرده بود را برای رومیان هم کرد و از آنان خواست رأی به خلع قدرت لوکیوس تارکوئینیوس متکبر و کل خاندان تارکوئینیان بدهند. رومیان نیز پذیرفتند و با همسر و پدر لوکرتیا همدردی کرده رأی به خلع قدرت تارکوئینیوس ــ که با پسرانش در آردئا بود ــ دادند. وقتی این اخبار انقلابی به تارکوئینیوس رسید، او دستپاچه و هراسان با گارد وفادارش به‌سوی روم به‌راه افتاد تا شورش را بخواباند. اما دروازه‌های روم را به رویش بستند و حکم تبعیدش را قرائت کردند و اکثریت سپاهش، که در اردوگاه آردئا مانده بود، نیز با انقلابیان همدلی کرده به شاه پشت کرد، و او مجبور شد با پسرانش به کائره، از دولت‌شهرهای اتروسکان و واقع در شمال روم، پناهنده شود. بدین‌سان، دوران پادشاهی روم (۷۵۳ تا ۵۰۹ ق. م) به‌پایان رسید و جمهوری روم تأسیس شد.
نیکولو ماکیاولی، اندیشمند سیاسی ایتالیایی، درباب تبعید شاهان و برقراری جمهوری می‌گوید:
«به‌عقیده‌ی من، از میان برداشتن حکومت پادشاهی در روم ضروری بود و اگر چنان نمی‌شد، رومیان در طی زمانی بسیار کوتاه ناتوان می‌گردیدند و قدرت پایداری را بکلی از دست می‌دادند. شاهان روم به چنان درجه‌ای از فساد رسیده بودند که اگر دو یا سه جانشین پیاپی مانند خود داشتند، فسادشان به‌همه‌ی اعضای بدن جامعه سرایت می‌کرد و برقرار ساختن نظامی نو در روم غیرممکن می‌شد. ولی چون رومیان سر را بریدند در حالی‌که بدن هنوز سالم بود، به‌آسانی توانستند آزادی و نظم را به کشور بازگردانند. این حقیقتی مسلم است که جامعه‌ای فاسد که در زیر یوغ فرمانروایی مقتدر به‌سر می‌برد هرگز ممکن نیست به‌ آزادی دست یابد، حتی اگر فرمانروا و تمامی خاندانش نابود شود، چه در آنجا همیشه یک فرمانروا جانشین فرمانروای دیگر خواهد شد [...] مایه‌ی نیکبختی روم این بود که شاهانش همین که به فساد گراییدند تبعید شدند، پیش از آنکه فسادشان به سراپای جامعه سرایت کند [...] پس از تبعید شاهان، روم دیگر در این خطر نبود که شاهی فاسد یا ناتوان در رأس دولتش قرار بگیرد، زیراکه بالاترین قدرت به‌دست کنسولان بود و کنسولان از طریق توارث یا نیرنگ یا زور و جاه‌طلبی به مقام خود نمی‌رسیدند، بلکه از راه انتخاب آزاد همیشه بهترین و شایسته‌ترین مردان شهر بدان مقام گماشته می‌شدند، و روم در پرتو لیاقت و خردمندی ایشان و به‌یاری بخت نیک توانست در مدتی که درازتر از دوران حکومت پادشاهی نبود به عظمت نایل آید. پس می‌بینیم که حکومت متوالی دو زمامدار لایق و مقتدر، مانند فیلیپ مقدونی و اسکندر برای مسخر ساختن جهان کافی است، اما دولت جمهوری زودتر و آسان‌تر از آن می‌تواند به چنان موفقیتی دست یابد، چون این امکان را دارد که مردان لایق و کاردان متعددی را متوالیاً در رأس دولت قرار دهد، و در دولت جمهوری منظم همیشه چنین است.»— نیکولو ماکیاولی، گفتارهایی در باب ده کتاب نخست تیتوس لیویوس، ترجمهٔ محمد حسن لطفی، انتشارات خوارزمی، کتاب نخست، فصل‌های ۱۷ و ۲۰

## سال‌های آغازین جمهوری

### تأسیس کنسولی
حکومت جدید به‌جای یک پادشاه مطلقه دو کنسول داشت که هر دو نیز به‌دست مردم ــ به‌واسطهٔ مجمعی موسوم‌به کنتوریاها ــ گزینش می‌شدند و اقتدارشان محدود به یک‌سال بود. نخستین کنسولان این جمهوری بروتوس (انتقام‌جوی لوکرتیا) و کولاتینوس (شوهر لوکرتیا) بودند. تاریخ‌نگار رومی سدهٔ یکم قبل از میلاد، تیتوس لیویوس، در کتاب از پیدایش روم می‌گوید که پس از تأسیس جمهوری نمایان‌ترین تفاوتی که با دوران پادشاهی روم پدید آمد این بود که قدرت قانونیِ شخص اول مملکت (=کنسول) محدود به یک سال شد، و گرنه در بقیهٔ موارد کنسولانِ از همان اقتدارات و امتیازات و نمادهای پادشاه (از جمله تبردار) برخوردار بودند؛ مثلاً به یکی از دو کنسول دوازده تبردار می‌دادند؛ چه در دولت پادشاهی نیز همین تعداد تبردار همراه شاه بود.
مونتسکیو، نویسندهٔ فرانسوی، در فصل اول کتاب ملاحظاتی درباب علل عظمت و انحطاط روم نیز می‌گوید که انتخاب هرسالهٔ کنسولان یکی از اسباب عظمت روم بوده است، چراکه کنسول، با آگاهی از اینکه در پایان سال تغییر می‌کند، همواره کمر به خدمت‌گزاری می‌بست و برای تحصیل نام نیک تلاش می‌کرد و شور و عشق خدمت جانشین تن‌آسانی و ستمگری شاهان شده بود.

### تدابیر بروتوس برای تحکیم آزادی
نخستین کاری که بروتوس کرد این بود که شهروندان روم را ــ که بسیار دوستدار آزادی نوپایشان بودند ــ واداشت که سوگند بخورند که «اجازه نمی‌دهند کسی در روم پادشاه باشد،» چه بیمناک بود مبادا خاندان شاه مخلوع با التماس یا وعدهٔ زر ایشان را بفریبند و آزادی‌شان را بخرند.
سپس بروتوس حواس خود را معطوف امور دینی-روحانی کرد: در رژیم پادشاهی، خودِ پادشاهان شخصاً بعضی مناسک اعطای قربانی را به‌جای می‌آوردند؛ حالا که شاهی نبود، برای آنکه جای خالی پادشاهان احساس نشود، بروتوس منصبی به‌نام «پادشاه قربانیان» را ایجاد کرد که متصدی‌اش به‌جای پادشاهان قربان می‌کرد. برای آنکه کلمهٔ «پادشاه» که در عنوانِ این منصب بود فرد متصدی‌اش را مستبد نکند و هوس پادشاهی به سرش نیندازد، این منصب را مادون منصب پونتیفکس قرار دادند.
ظاهراً، رومیان در پاسداری از آزادی نوپایشان بیش از اندازه حساس بودند: زیرا آقای لوکیوس تارکوئینیوس کولاتینوس، یکی از دو کنسول، فقط به‌سبب نام فامیلی «تارکوئینیوس» که داشت منفور شده بود، چه تارکوئینیوس نامِ پادشاهانِ پنجم و آخریِ روم نیز بود و، برای همین، توده‌ها از هرچه نام فامیلی تارکوئینیوس نفرت داشتند. ایشان گلایه می‌کردند که تارکوئینیوس‌ها بیش از حد به سلطنت خو گرفته‌اند؛ یعنی ابتدا تارکوئینیوس پریسکوس در ۶۱۶ ق.م. شاه شد و تا ۵۷۸ ق.م. سلطنت کرد و سرویوس تولیوس (ششمین شاه روم) جایش را گرفت، اما پسرِ شاه پیشین، تارکوئینیوس متکبر، تسلیم نشد و سلطنتی را که ارث پدری خود می‌دانست با زور و خدعه غصب کرد تا دومین تارکوئینیوسی شود که به سلطنت می‌رسد؛ یعنی حالا که تارکوئینیوس متکبر را از شهر رانده‌اند، یک تارکوئینیوس دیگر (لوکیوس تارکوئینیوس کولاتینوس) عالی‌ترین مقام جمهوری را دارد. پس کنسول بروتوس توده‌ها را به نشست فراخواند. در این نشست، او ابتدا سوگند توده‌ها مبنی بر اینکه «اجازه نمی‌دهند کسی بر روم حکومت کند یا خطری برای آزادی‌شان ایجاد کند» را بهشان یادآوری کرد و ایشان را سفارش کرد که این سوگند را با تمام وجود پاس دارند. سپس به توده‌ها حق داد که، با وجود اخراج خاندان شاه، خود را کاملاً آزادشده از استبداد ندانند؛ زیرا هنوز کسانی از خاندان شاه مخلوع نه‌تنها در شهرند بلکه بالاترین منصب را هم دارند، و همین امر خود خطری برای آزادیست. پس روی به همکارش تارکوئینیوس کولاتینوس کرده گفت:
«ای لوکیوس تارکوئینیوس کولاتینوس، داوطلبانه این ترسمان را بزدای. ما به‌خاطر داریم و اذعان هم می‌کنیم که تو چطور در خلع خاندان شاه به ما کمک کردی. حالا این لطفی که کردی را تکمیل کن و این نام شاهانه‌ات (=تارکوئینیوس) را بردار. من خودم تضمین می‌کنم که توده‌ها نه‌تنها دارایی‌هایت را بهت بازمی‌گردانند، بلکه اگر هم چیزی کم داشتی، سخاوتمندانه بهت می‌افزایند. برو ای دوست! جمهوری را از این ترسِ ظاهراً بی‌اساسش خلاص کن، چه این خلایق قویاً معتقدند که فقط با رفتن خاندان تارکوئینیان است که پادشاهی از روم رخت برمی‌بندد.»— تیتوس لیویوس، از پیدایش روم، جلد دوم، گفتار ۲
بزرگان شهر از جمله لوکرتیوس، پدرزنِ تارکوئینیوس کولاتینوس، جلو آمدند و همان خواهش‌ها را کردند و از او خواستند تا در برابر ارادهٔ عموم ملت کوتاه بیاید. تارکوئینیوس کولاتینوس کم‌کم ترسید که مبادا وقتی یک‌سال سپری شد و مدت قانونی کنسولی‌اش به پایان رسید و یک شهروند عادی شد، ایشان باز سراغش بیایند و همین درخواست‌ها را تکرار کنند و، علاوه‌بر این‌ها، دارایی‌هایش را هم غصب کنند. پس محترمانه و در اوج قدرت سیاسی استعفا کرد و با جملگی دارایی‌اش روم را به‌مقصد لاوینیوم ترک گفت. بروتوس شهروندان را فرمود که هرکس که از خاندان تارکوئینیوس است از شهر برود. سپس مجمع کنتوریاها را تشکیل داد که در آن پوبلیوس والریوس، به‌جای کولاتینوس، به‌عنوان کنسول همکار بروتوس برگزیده شد.

### توطئه‌چینی خاندان شاه برای بازگشت به قدرت
درحالی‌که رومیان تردید نداشتند که به‌زودی تارکوئینیان بر سر بازپس‌گیری تاج‌وتختشان جنگی با ایشان به‌راه خواهند انداخت، تارکوئینیان به‌جای جنگ به توطئه متوسل شدند. ماجرا از این قرار بود که در روم چند جوانِ اشرافی بودند که در زمان سلطنت تارکوئینیان همسن و هم‌بازی پسران پادشاه بودند و به خوشگذرانی و آداب‌ورسوم شاهانه خو گرفته بودند؛ و حالا که ولی‌نعمتشان خلع و سفره‌شان برچیده شده بود، شاکی بودند که «آزادیِ شهروندان به اسارتمان انجامیده‌است.» ازقضا، همین زمان، تعدادی فرستاده ازجانب خاندان شاه آمدند که، بدون اشاره به بازگشت تارکوئینیان، خواستار استرداد اموال شاه مخلوع شدند. سنای روم در باب این تقاضا چند روز بحث و نظرخواهی کرد. سناتورها چنین حساب‌وکتاب می‌کردند که در صورت عدم استرداد اموال شاه، ممکن است خاندان شاه این عدم استرداد را بهانهٔ جنگ قرار دهد، اما در صورت استرداد ممکن بود این اموال خرج تأمین لوازم و تدارکات جنگی شود. در این چند روزی که سنا مشغول بحث بود، آن فرستادگان به‌کار دیگری می‌پرداختند: آشکارا استرداد اموال را می‌خواستند اما در نهان مشغول طرح‌ریزی برای بازگرداندن خاندان شاه بودند و چند جوانان اشرافی را با خود همراه کردند.
قرار شد برادرانْ ویتلیان و اکوئیلیان کار توطئه را انجام دهند. از قضا، خواهرِ ویتلیانْ همسر بروتوس بود. این زن از ازدواجش با بروتوس دو پسر به‌نام‌های تیتوس و تیبریوس داشت. دایی‌ها این دو پسر را نیز وارد توطئه کردند. در این میان، سنا تصمیم گرفت دارایی‌های تارکوئینیان را مسترد دارد؛ پس فرستادگان، به‌بهانهٔ آماده کردن وسایط نقلیهٔ لازم برای انتقال اموال تارکوئینیان، کمی دیگر در روم ماندند. این فرستادگان از توطئه‌گران خواستند که نامه‌هایی به خط خودشان برای تارکوئینیوس بنویسند تا او باور کند که ایشان واقعاً عزم قوی برای اجرای توطئه دارند و در هنگام ورود احتمالی خود و خاندانش به روم دستشان را در پوست گردو نمی‌گذارند. اما وقتی رسولان با توطئه‌چینان بر سر ضیافت شامی بودند، یکی از غلامان از ماجرا اطلاع یافت و کنسولان را خبر کرد. پس کنسولان فوراً از خانه راهی شدند و تمام توطئه‌گران را، به‌انضمام سفرای تارکوئینیوس، زنجیر کردند و توطئه خنثی شد.
این‌بار، خشم سناتورها را فرا گرفت و ایشان تصمیم گرفتند اموال تارکوئینیان را بازپس ندهند، بلکه میان توده‌ها تقسیمش کنند تا نفرت میان خاندان شاهی و توده‌ها زیاد شود و هرگونه شانس صلح با شاه از بین برود.

#### مجازات فرزندان بروتوس

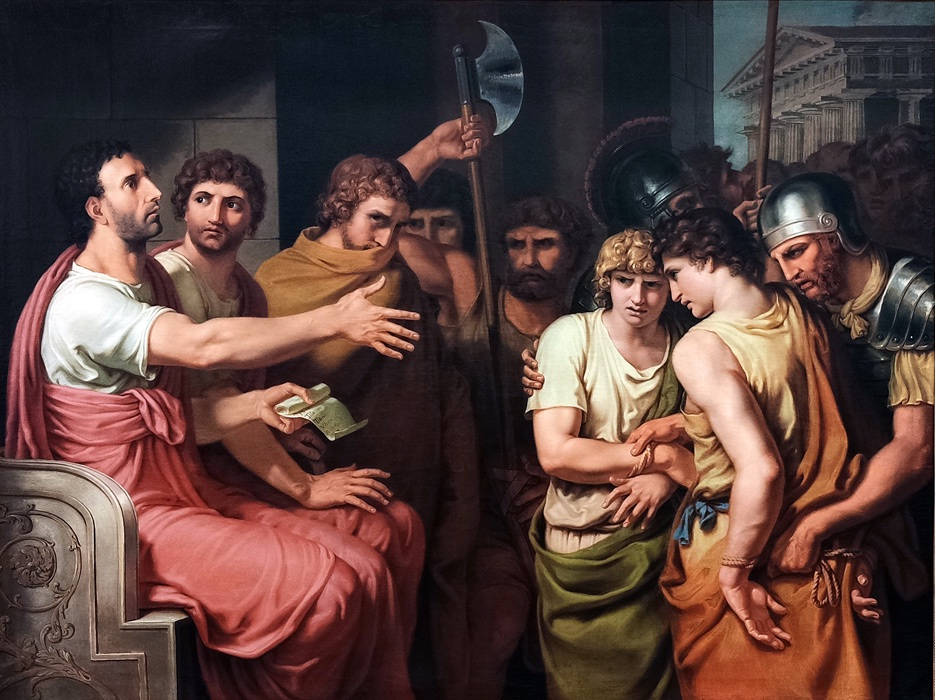
بروتوس نام دو پسرش را در نامه‌های توطئه‌گران می‌یابد و فرمان به اعدام آنان می‌دهد. (اثر یوهان تیشبین، ۱۸۰۰)

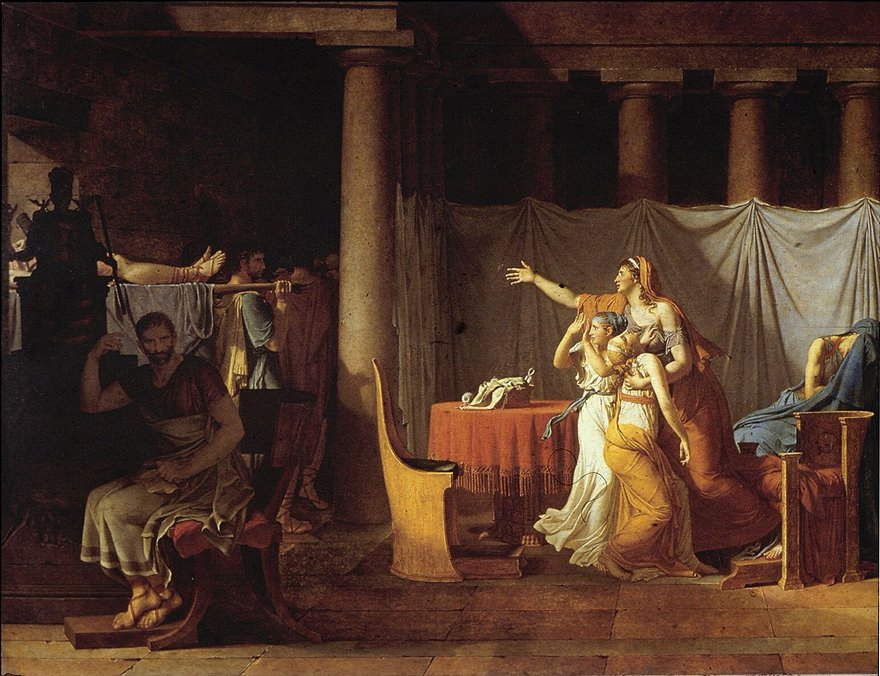
تبرداران برای بروتوس جسد پسرانش را می‌آورند، اثر ژاک-لویی داوید (۱۷۸۹)

توطئه‌گران به مرگ محکوم شدند. آنچه محکومیت آنان را جالب‌تر کرده بود این بود که منصب کنسولیْ بروتوس را وادار کرده بود شخصاً پسرانش را مجازات کند. در میان محکومان به مرگ، جوانان اشرافی زیادی دیده می‌شدند، لیکن این پسران بروتوس بودند که توجهات را به خود جلب می‌کردند؛ زیرا مردم از خود می‌پرسیدند که چطور در سالی که جمهوری تأسیس شده و میهن آزاد گشته و بروتوس آزادی‌بخش آن بوده و نخستین کنسول جمهوری شده‌است پسرانش باید به جمهوری و پدرشان خیانت بکنند. پس کنسولان بر کرسی کورولیشان نشستند و لیکتورها (تبرداران) را جلو فرستادند. ایشان نیز محکومان را لخت‌کردند و شلاق زدند و سپس با تبر گردنشان را قطع کردند؛ و در تمام این مدت احساسات پدرانهٔ بروتوس مشهود بود. پس از مجازات خائنان، برای آنکه درس عبرتی برای جلوگیری از تکرار این حوادث داده باشند، به غلامِ برملاکنندهٔ توطئهْ آزادی و حق شهروندی و پول از خزانهٔ دولت جایزه دادند.

نیکولو ماکیاولی اقدام بروتوس در کشتن فرزندانش را تأیید می‌کند و آن را سبب بقای جمهوری می‌داند:
«جامعه‌ای که با تحمل همهٔ دشواری‌ها توانسته‌است آزادی خود را به‌چنگ آورد در داخلهٔ خود فقط دشمن می‌یابد نه دوست؛ زیرا همهٔ کسانی که از ثروت حاکم زورگو سهمی برده و بر سفرهٔ حکومت استبدادی پیشین چریده‌اند همین که آن چشمه خشک می‌شود، مجبور می‌شوند بکوشند حکومت پیشین را به کشور بازگردانند تا دوباره از ثروت و حرمت پیشین بهره‌ور گردند. پس جامعهٔ آزاد در داخل خود هیچ دوستی نمی‌یابد، زیرا چنین جامعه و دولتی تنها به عده‌ای اندک پاداش و افتخار می‌بخشد نه به گروهی بزرگ.
پس از آزاد شدن روم از قید شاهان، برای چیرگی بر مزاحمت‌های دشمنان آزادی هیچ وسیله‌ای مؤثرتر و نجات‌بخش‌تر و ضروری‌تر از کشتن پسران بروتوس نبود. اینان تنها بدین سبب با همدستی عده‌ای از جوانان رومی به توطئه برضد میهن خود دست زدند که در حکومت جمهوری دیگر از اعتبار فوق‌العاده‌ای که در زمان سلطنت شاهان داشتند برخوردار نبودند و آزادی ملت را اسارت خود می‌انگاشتند؛ بنابراین، کسی که زمام حکومت بر کشوری را به‌دست می‌گیرد اگر مخالفان نظام نو را از میان برندارد، باید بداند که دولتی که بنیاد نهاده‌است دوام نخواهد یافت.»— نیکولو ماکیاولی، گفتارهایی در باب ده کتاب نخست تیتوس لیویوس، ترجمهٔ محمد حسن لطفی، انتشارات خوارزمی، کتاب نخست، فصل ۱۶

### نخستین جنگ با سلطنت‌طلبان (۵۰۹ ق. م)
پس چون تارکوئینیوس از ماجرا باخبر شد، در خشم شد و بر آن شد این‌بار تاج‌وتختش را نه با حیله و توطئه، که با جنگ علنی بازپس بگیرد. پس ملتمسانه به شهرهای گوناگون اتروریا رفت. بیش از همه، اهالی شهرهای وِیئی و تارکوئینیئی را (هر دو از قوم اتروسکان) التماس کرد و از ایشان خواست که اجازه ندهند که «من و فرزندانم، که همین تازگی‌ها شاه بودیم و حالا به خواری و دربه‌دری افتاده‌ایم، از بی‌خانمانی تلف شویم؛ چه ما نیز از نژاد اتروسکان و خویشاوند شماییم.» و گفت که قصد دارد از شهروندان ناسپاسش انتقام بکشد، و ایشان را تشویق کرد که یاری‌اش کنند، چه با یاری کردن به او می‌توانند از آن‌همه شکست‌هایی که از رومیان خورده‌اند انتقام بکشند. از یک‌سو، وینت‌ها تحت‌تأثیر انتقام‌جویی‌اش واقع شدند و کینه‌های گذشته‌شان با رومیان را به‌یاد آوردند و بر آن شدند که دعوتش را بپذیرند تا شاید رومیان را با سرداری یک رومی شکست دهند، از آن‌سو نیز اهالی تارکوئینیئی ــ که تاکنون با رومیان نجنگیده بودند ــ به اینکه شخصی خویشاوند و هم‌نامشان در روم پادشاهی کند افتخار می‌کردند. پس دو شهر نامبرده سپاهی در اختیارش نهادند تا تاج‌وتختش را بازپس گیرد. وقتی به سرحدات روم رسیدند، کنسولان برضد ایشان به‌راه افتادند. والریوس پیاده‌نظام را و بروتوس سواره‌نظام روم را رهبری می‌کردند. در سوی دشمن، آرونس تارکوئینیوس، فرزند شاه مخلوع، فرماندهی سواره‌نظام را و پدرش نیز فرماندهی پیاده‌نظام را داشت. نخست، سواران هر دو ارتش جلو آمدند. آرونس از روی لیکتورها توانست بروتوس را بشناسد. پس با دیدن اویی که خانواده‌اش را از روم تبعید کرده و تاج‌وتخت را از آنان گرفته بود برانگیخته شد و اسبش را مهمیز زد و، سرشار از انتقام‌جویی، به‌سویش تاخت. آن دوره، مشارکت شخصی سرداران در جنگ نشانهٔ شرافت و غرورشان بود. پس بروتوس مبارزطلبی‌اش را پذیرفت و به‌سویش تاخت. در جنگ تن‌به‌تنی که روی داد، هر دو کشته شده از اسبشان به زمین افتادند. آنگاه سواران و سپس پیادگان نیز وارد کارزار شدند. و در این جنگ هیچ‌یک از دو طرف پیروز نشد. اما اتروسکان (وینت‌ها و اهالی تارکوئینیئی) چنان ترسیدند که کار را ول کرده شبانگاه به خانه‌های خود بازگشتند. داستانی خرافی می‌گوید که سبب این کارشان صدای سیلوانوس بود که شبانگاه از جنگل برآمد و گفت «اتروسکان یک نفر بیشتر کشته داده‌اند، پس پیروز این نبرد رومیانند.» پس چون صبح شد اثری از دشمن نیافتند. این نبرد موسوم‌به نبرد جنگل آرسیا شد. پس از بازگشت به روم، کنسولِ باقی‌مانده، والریوس، برای همکار متوفی‌اش یک مراسم ترحیم باشکوه برگزار کرد، اما آنچه بزرگ‌ترین زینت این مراسم بود عزاداری شهروندان به‌مدت یک‌سال بود، مخصوصاً بانوان که بر او چونان یک پدر گریستند، پدری که از عفتِ هتک‌حرمت‌شدهٔ لوکرتیا انتقام سختی کشیده بود.

### سوءظن شهروندان بر والریوس
سپس، از آن رو که توده‌ها بسیار دمدمی و حساس به آزادی‌شان بودند، کنسولِ باقی‌مانده، والریوس، مورد سوءظن مردم واقع شد و شایعاتی پخش شد که او می‌خواهد پادشاه شود، چراکه کسی را به‌جانشینی بروتوس و به‌عنوان همکار خود نصب نکرده و مشغول ساختن دژی محکم در کوهستان ولیا است. والریوس از این شایعات در خشم شد و مردم را به نشستی فراخواند و، پیش از سخنرانی، تبرپوش‌هایش را پایین گرفت تا نشان دهد که قدرت خَلق بیشتر از آنِ کنسول است؛ سپس ایشان را گفت که چطور ممکن است اویی که در کنار بروتوس به اخراج خاندان تارکوئینیان از شهر کمک کرده و سرسخت‌ترین دشمن آن خاندان بوده بخواهد شاه شود؛ و به ایشان تضمین داد که آن خانه‌سازی‌اش در کوهستان خطری متوجه آزادی ایشان نمی‌کند. و برای اثبات حسن‌نیتش نه‌تنها خانه را از بالای کوه به زمین مسطح تپه آورد، بلکه آن را به پایین تپه هم منتقل کرد تا شهروندان بالاتر از تپه باشند. سپس، برای حفاظت از آزادی شهروندان، قوانینی ارائه و تصویب کرد که نه‌تنها او از اتهام سلطنت‌طلبی مبری، بلکه محبوب مردم نیز کرد، چنان‌که ملقب به پوبلیکولا (به‌معنای «مردمی، مردم‌دار») شد. مهم‌ترین این قوانین «دادخواهی به‌سوی مردم» و «اعدام و غصب اموال هرکس که درصدد ایجاد رژیم سلطنتی برآید» بودند که بسیار به مذاق توده‌ها خوش آمدند. سپس نشست کنتوریاها را تشکیل داد که در آن آقای اسپوریوس لوکرتیوس تری‌کیپیتینوس (پدر لوکرتیا) به‌عنوان کنسول همکارش برگزیده شد. البته هنوز چند روزی برنیامده بود که نامبرده به‌دلیل کهولت سن درگذشت و مارکوس هوراتیوس پولویلوس را به‌جانشینی او و همکاری والریوس برگزیدند.

### دومین جنگ با سلطنت‌طلبان (۵۰۸ ق. م)

در این نقشه، روم (Roma) با علامت ستاره و کلوسیوم، محل حکومت لارس پورسنا، با عنوان Clusium مشخص شده‌است که جزو قلمرو اتروسکان بود.

طرح کلی نبرد رومیان و اتروسکان. در این نقشه، قوای رومی به‌رنگ قرمز و اتروسکی به رنگ آبی‌ نمایانده شده و Pont Sublicius (سفیدرنگ) نیز پل سوبلیکیوس است. چنان‌که دیده می‌شود، جناح راست رومیان برتری مختصری بر جناح چپ اتروسکان یافت؛ اما در نهایت هر سه جناح رومی به‌سوی پل عقب‌نشستند و خود را به شهر رساندند. هوراتیوس و دو تن دیگر مانع گذر اتروسکان از این پل باریک شدند و پل را ویران کردند.

در سال ۵۰۸ ق. م، پوبلیوس والریوس پوبلیکولا (برای دومین بار) و تیتوس لوکرتیوس کنسول شدند. این‌بار، تارکوئینیان به لارس پورسنا، پادشاه کلوسیوم (کیوزی امروزین)، پناه بردند که از نیرومندترین شاهان اتروسک بود. آنان اصل‌ونسب اتروسکی‌شان را بدو یادآوری کردند و از او خواستند اجازه ندهد که آنان، به‌عنوان هم‌خون و هم‌نژادش، دربه‌در و آواره بمانند، و سنت تازهٔ «کنار زدن شاهان» را بی‌پاسخ نگذارد، و گرنه همهٔ شاهان ایتالیا به سرنوشت شاه روم دچار خواهند شد. پورسنا قانع شد و با سپاهی گران به‌سوی روم راه افتاد، چه او حضور یک حکومت پادشاهی در روم ــ به‌جای جمهوری ــ را به‌صلاح اتروسکان و رژیم خودش می‌دید، و چه بهتر که شاه روم یک اتروسک باشد. تا آن تاریخ، سنای روم را چنین وحشتی فرانگرفته بود، زیرا نام و آوازهٔ پورسنا و دولتش بسیار شهره بود. سنا نه‌تنها از دشمن، که از شهروندان خودش نیز بیمناک بود؛ چه می‌ترسید که مبادا توده‌های روم، از شدت ترس، خاندان شاه را به شهر راه دهند و با آنان صلح کنند و جمهوری سرنگون شود. پس از در دوستی با توده‌های روم درآمد و به‌ایشان خوش‌خدمتی‌های بسیار کرد و از پرداخت مالیات معافشان کرد و بار آن را بر دوش ثروتمندان انداخت و بازرگانانی به شهرهای ولسکیان و به کومای فرستاد تا گندم برای دوران محاصره بخرند. با این کار قلوب توده‌ها را جلب کرد و وفاداری ایشان در دوران سخت محاصره و قحطیِ متعاقبش را تضمین نمود.

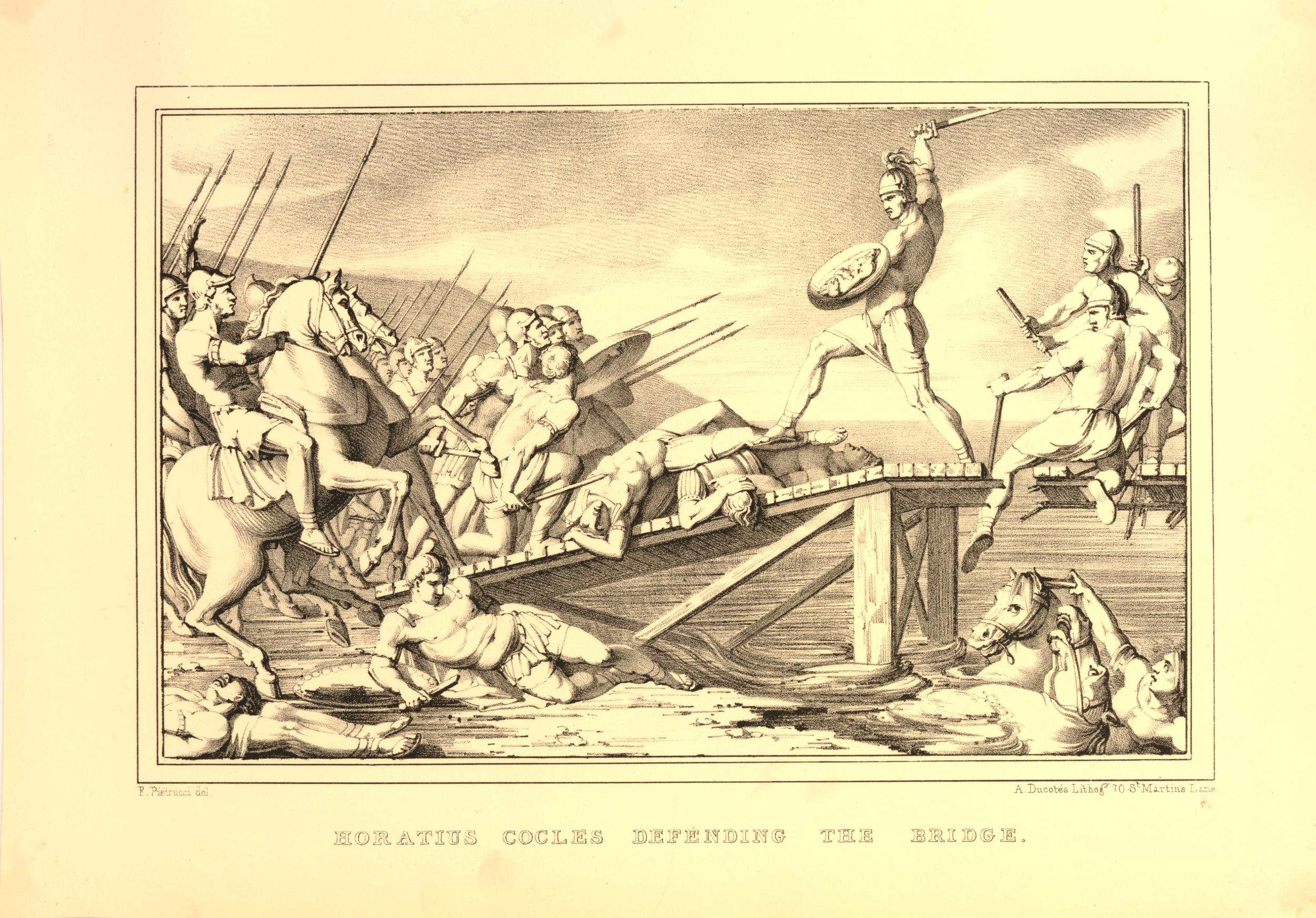
هوراتیوس کوکلس در حال دفاع از پل. در پشت‌سرش، رومیان مشغول تخریب پل هستند تا به دست دشمن نیفتد.

پس چون دشمن به حوالی روم رسید، جنگی بر سر تپهٔ یانیکولوم درگرفت که رومیان شکست یافتند و تپه به‌دست دشمن افتاد. پس رومیان از یانیکولوم عقب‌نشسته به‌سوی پل سوبلیکیوس دویدند تا به داخل شهر پناه ببرند. دشمن بر آن بود تا از این پل عبور کند و وارد شهر شود. آن روز، سربازی به‌نام هوراتیوس کوکلس مسئول حراست پل بود. او پیشنهاد کرد که پل را به هروسیله که می‌توانند ویران کنند تا دشمن نتواند با کاربرد آن وارد شهر شود. رومیان پیشنهادش را پذیرفتند؛ خودش نیز با دو تن دیگر به‌نام‌های اسپوریوس لارکیوس و تیتوس هرمینیوس به سر پل رفت تا دشمن را مشغول کند و همرزمانش وقت کافی برای تخریب پل را داشته باشند. او با خشم به اتروسکان نگاه کرد و ایشان را گفت که «شما بَردگان آن شاه متکبر! به آزادی خودتان ارج نمی‌نهید، حالا آمده‌اید به آزادی دیگران حمله کنید؟!» پس اتروسکان نیزه‌هایشان را بر سر او ریختند و او هم سپرش را جلوی خود گرفت. آنگاه رومیان فریاد برآوردند که پل را ویران کرده‌اند. پس هوراتیوس به داخل رود پرید و در میان نیزه‌هایی که اتروسکان از بالا به داخل می‌انداختند به همرزمانش رسید. رومیان او را بسیار عزیز داشتند و تندیسی در کومیتیوم به‌افتخارش ساختند و یک قطعه زمین را، به‌اندازه‌ای که در یک روز توانست شخم بزند، به او دادند و هر شهروند نیز، در آن قحطیِ ناشی از محاصره، از مقداری موادغذاییِ اندوخته‌اش چشم پوشید و به او داد. پس از آن، پورسنا استراتژی‌اش را از حمله به محاصره تغییر داد و پیرامون شهر در آنسوی تیبر (دورتر از روم) اردو زد و قایق‌های بسیار فراخواند تا هم مراقبت کنند که مواد غذایی وارد روم نشود و هم سربازانش را برای غارت‌گری به آنسوی تیبر بفرستد؛ چه می‌خواست رومیان را با گرسنگی تسلیم کند. کنسول والریوس اندیشید که باید از راه تظاهر به ترسویی و فریفتن اتروسکان با غنایم و احشامْ محاصره‌کنندگان را به داخل شهر بکشاند. پس به‌دستور او، رومیان احشامشان را در آنسوی شهر، که از دشمن دورتر بود، رها کردند. پس اتروسکان، به خیال تصاحب آن احشام و برگرفتن غنایم، نیروهایشان را با قایق از تیبر گذراندند و وارد شهر شدند؛ اما رومیان، که کمین کرده بودند، راه خروج از شهر را بر ایشان بستند و آنان را محاصره و قتل‌عام کردند. لیکن محاصرهٔ اتروسکان تخفیف نیافت، و حتی مواد غذایی در روم گران و کمیاب شد. آنگاه، یکی از جوانان اشرافی روم به نام موکیوس اسکایه‌ولا داوطلب کشتن پورسنا شد. پس خنجرش را زیر جامه پنهان کرده از شهر خارج شده به اردوگاه اتروسکان درآمد. اما او کاتب شاه را با خودِ شاه اشتباه گرفت و او را کشت. پس چون دستگیر شد، در هنگام بازجویی به دروغ و با زیرکی به پورسنا گفت که سیصد جوان رومی، که خودش نخستین نفرشان بوده، قسم خورده بودند پورسنا را بکشند و هنوز ۲۹۹ جوان دیگر مانده که یکی‌یکی بر شاه اتروسک حمله کنند. سپس برای اثبات دلاوری و قاطعیت جوانان رومی در کشتن پورسنا دست راستش را داخل آتشدانی که کنارش بود قرار داد و کباب کرد. پورسنا تحت‌تأثیر واقع شد و او را آزاد کرد، و چون حرف‌هایش را باور کرده بود، بیمناک از آن ۲۹۹ رومیِ دیگر، با رومیان صلح کرد و از محاصره دست کشید و از شهر عقب نشست و به مذاکره روی آورد. رومیان در برابر عقب‌نشینی او از روم اراضیی را که سال‌ها پیش از وینت‌ها گرفته بودند به صاحبانشان بازگرداندند و گروگانانی چند تسلیم پورسنا کردند، اما در باب بازگشت خاندان تارکوئینیان هیچ‌گونه نرمشی نشان ندادند و محترمانه بدو تأکید کردند که برایشان راحت‌تر است که دروازه‌های شهرشان را بر دشمن بگشایند تا بر خاندان شاه. پورسنا، که حالا دوست رومیان شده بود و شجاعتشان را می‌ستود، نخواست که با اصرار بر بازگشت تارکوئینیان به تاج‌وتخت روم روابطش با رومیان سرد شود، پس تارکوئینیان را جواب کرد و به کلوسیوم بازگشت. اینبار، لوکیوس تارکوئینیوس، نومید از کمک اتروسکانِ پورسنا، به لاتینان (همسایگان جنوبی روم) متشبث شد و نزد دامادش اکتاویوس مامیلیوس، پادشاه دولت‌شهر توسکولوم، رفت.

### فوت پوبلیوس والریوس
در سال ۵۰۳ قبل از میلاد، پوبلیوس والریوس پوبلیکولا، از قهرمانان و بانیان جمهوری، درگذشت. تیتوس لیویوس می‌نویسد که او با وجود مرتبهٔ بلندش چنان فقیر بود که اموالش برای برگزاری مراسم خاکسپاری کافی نبود. پس به خرج دولت دفنش کردند. زنان بر مرگ وی چنان گریستند که بر مرگ بروتوس.

### انتصاب نخستین دیکتاتور (۵۰۱ ق. م)
در سال ۵۰۱ قبل از میلاد، در جریان برگزاری جشنی در روم، چند جوان سابینی چند تن‌فروش رومی را با خود ربودند. به‌خاطر همین مسئله نزدیک بود نبردی میان رومیان و سابینان درگیرد. از سویی، بر مبنای اطلاعات رسیده، سی دولتشهر لاتین به تحریک اکتاویوس مامیلیوس (داماد تارکوئینیوس متکبر) در حال متحدشدن برضد رومیان بودند. در چنین شرایط حساسی، شهر بیمناک موجودیت خود شد و برای نخستین بار اقدام به نصب فردی با عنوان دیکتاتور کرد. تیتوس لیویوس در جلد دوم کتاب از پیدایش روم می‌نویسد که دقیقاً معلوم نیست نخستین دیکتاتور چه کسی بوده، ولیکن اکثر مؤرخان تیتوس لارکیوس را نخستین دیکتاتور و اسپوریوس کاسیوس را نخستین ارباب سواران می‌دانند.
مدت زمان خدمت دیکتاتور شش ماه بود، و در این مدت حتی کنسولان نیز پایین‌تر از وی قرار می‌گرفتند. دیکتاتور می‌توانست برای رفع خطری که وظیفه‌اش بود به‌اختیار خود به هر وسیله‌ای دست بیازد و هرکاری را که صلاح می‌دید بدون مشاوره با دیگران به‌جا آورد و حکم به مجازات هرکسی بدهد بی‌آنکه محکوم حق دادخواهی به‌سوی مردم داشته باشد، ولی این دیکتاتور حق نداشت گامی به زیان کشور بردارد؛ مثلاً حق نداشت اختیارات مجلس سنا یا مردم را سلب کند یا نهادهای موجود را از میان بردارد و نهادهایی دیگر به‌جای آنها بنهد. ماکیاولی یکی از علل عظمت جمهوری روم را تأسیس منصب دیکتاتوری می‌داند و جمهوری‌های دیگر را به نصب چنین منصبی برای مواقع بحران توصیه می‌کند. او می‌گوید: «جریان امور در کشور آزاد و مردم‌سالار به‌آهستگی پیش می‌رود زیرا هیچ شورا و هیچ مقامی نمی‌تواند به‌تنهایی همهٔ کارها را انجام دهد و در بسیاری از موارد آن‌ها ناچارند با یکدیگر همکاری کنند، اما مشکل اینجاست که هماهنگ ساختن عقاید مختلف مستلزم صرف وقت است، و اگر امری خطیر پیش آید که خواهان تصمیم‌گیری سریع و عمل بی‌درنگ است، این اتلاف وقت خطر و خسارت به‌بار می‌آورد. از این‌رو، کشورهای آزاد باید در قانون اساسی خود نهادی مشابه دیکتاتوری را پیش‌بینی کنند. برای کشوری آزاد که فاقد چنین نهادی باشد، چاره‌ای نمی‌ماند جز اینکه یا قانون اساسی را رعایت کند و نابود شود و یا قانون را بشکند. اما در کشور آزاد هرگز نباید ضرورتی پیش آید که مستلزم قانون‌شکنی و دست‌یازی به‌وسایل خلاف قانون باشد. زیرا وسیله‌ی خلاف قانون اگر هم در لحظه‌ای سودمند باشد سرمشقی زیانبار است؛ یعنی آنجا که عادت بر این باشد که قانون اساسی را برای هدف‌های خوب بشکنند، به همین بهانه برای هدف‌های بد هم می‌شکنند؛ از این‌رو کشوری آزاد که در قانون اساسی‌اش برای مقابله با همهٔ انواع پیشامدها راه و روشی پیش‌بینی نشده باشد، هرگز کامل نخواهد بود. خلاصه اینکه کشورهای آزادی که به‌هنگام خطر نتوانند به دیکتاتوری یا نهادی مانند آن توسل جویند به‌محض وقوع واقعه‌ای نامنتظر از میان می‌روند.»

### سومین و آخرین جنگ با سلطنت‌طلبان (۴۹۹ یا ۴۹۶ ق. م)
در سال ۴۹۹ یا ۴۹۶ ق. م، رومیان آئولوس پستومیوس را به دیکتاتوری و تیتوس آیبوتیوس را به فرماندهی سواره‌نظام برگزیدند و ایشان با سپاهی گران متشکل از سوار و پیاده راه افتادند و در حوالی دریاچه رگیلوس با قوای لاتینان روبرو شدند. رومیان همین‌که شنیدند خاندان شاه در سپاه دشمن هستند، برای شروع جنگ بی‌تابی کردند. در نتیجه، چنان نبردی درگرفت که سرداران دو سپاه نیز به تنِ خود در نبرد حضور یافتند و سخت‌ترین جنگ رومیان رقم خورد.

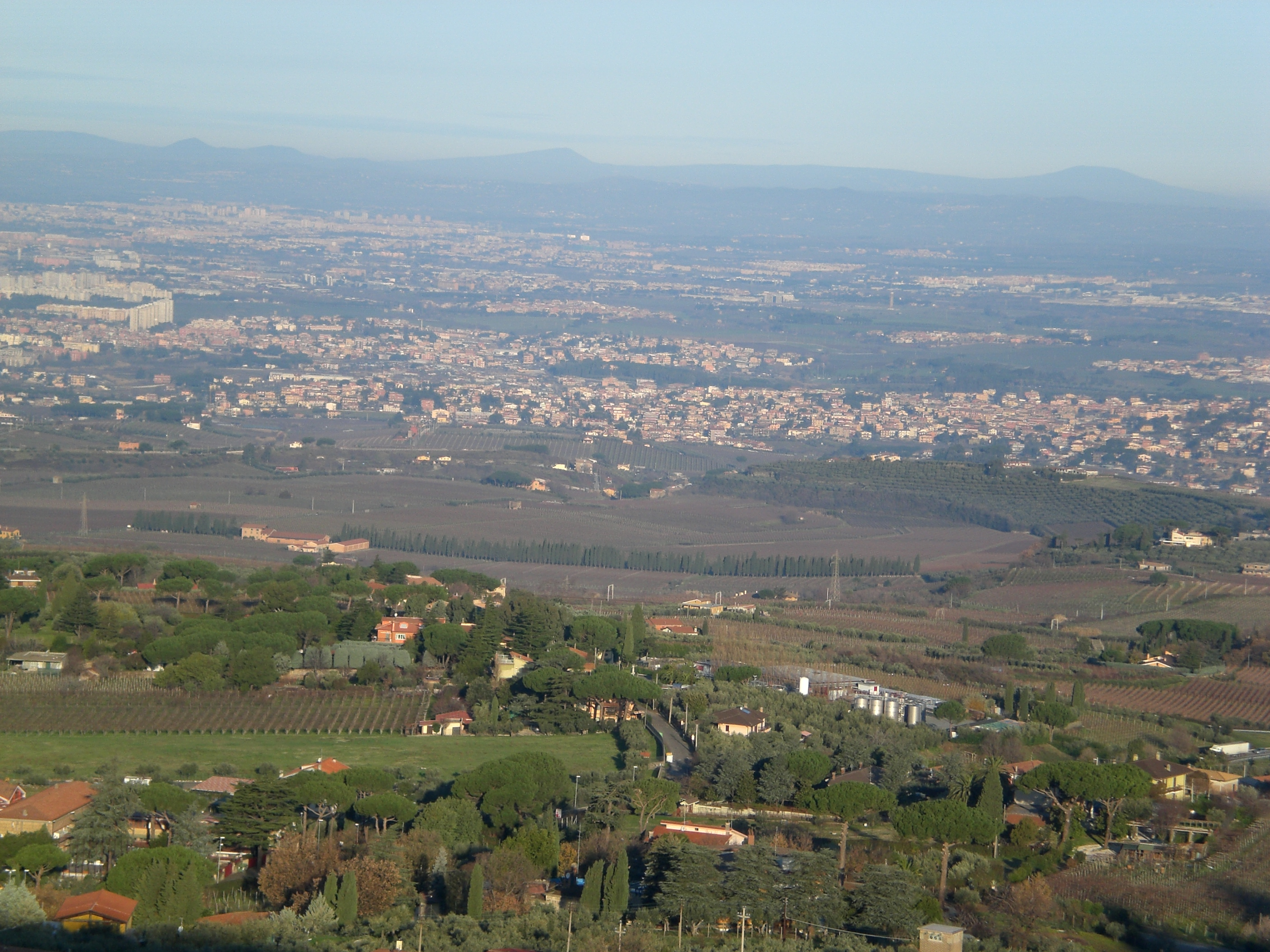
ناحیهٔ موسوم به پراتاپورچی (Prataporci) در شهر رم، مکان احتمالی وقوع نبرد رگیلوس

ابتدا تارکوئینیوس متکبر، که دیگر پیر شده بود، دیکتاتور روم را شناخت و اسب خود را به سمت وی مهمیز زد، لیکن از پهلو نیزه خورد و افرادش او را به عقبهٔ سپاه بردند. سپس تیتوس آیبوتیوس (فرمانده سواره‌نظام روم) بر اکتاویوس مامیلیوس (داماد تارکوئینیوس) تاخت و مامیلیوس نیز اسب خود را به‌سوی وی مهمیز زد. در این دوئل، آن رومی بازویش شکافته شد و مامیلیوس از سینه مجروح شد. سربازانِ هر سپاه رهبرِ خود را از میدان خارج کردند. آیبوتیوس نتوانست به جنگ ادامه دهد، بنابراین از میدان خارج شد. لیکن مامیلیوس به نبرد بازگشت. در این میان، لاتینان شروع به عقب‌نشینی کردند و مامیلیوس برای مقابله با این وضعیت، گردان سلطنت‌طلبان و تبعیدیانِ رومی تحت امر تیتوس تارکوئینیوس را (تنها پسرِ بازماندهٔ شاه مخلوع) به میدان فراخواند. این گردان، خشمگین از غصب اموال شاه و تبعید از میهن، با دلاوری بیشتری جنگید و از شکست لاتینان جلوگیری کرد. مارکوس والریوس (برادر پوبلیکولا) با دیدن پسرِ شاهِ مخلوع برانگیخته شد. او مفتخر بود که خاندان خودش شاهان را از روم بیرون کرده بود، اما خواست که افتخار کشتنشان هم با خاندان خودش باشد. پس با قدرت بر آن تیتوس تارکوئینیوس تاخت. تیتوس به میان مردان خود عقب نشست اما والریوس بی‌محابا به قلب دشمن زد تا خود کشته شد. با کشته شدن چنین مهره‌ای، رومیان ضعف نشان دادند و عقب‌نشستند. دیکتاتور پستومیوس به گارد محافظان خود فرمود که هر رومی را که در حال فرار می‌بینند دشمن بپندارند و بُکشند. پس رومیان چون خود را میان دشمن و گارد دیکتاتور گرفتار دیدند، از فرار دست‌کشیدند و جنگ را پی گرفتند؛ گاردِ تازه‌نفسِ دیکتاتور نیز وارد نبرد شد و گردان تبعیدیان رومی را سلاخی کرد. مامیلیوس چون کار را چنین دید، نیروهای ذخیره را برداشت و بار دیگر وارد معرکه شد تا گردان مزبور را نجات دهد. تیتوس هرمینیوس، از سرداران روم، مامیلیوس را دید و شناخت. پس با ضربهٔ نیزه‌ای جانانه وی را از پای درآورد. لیکن وقتی داشت غنایم آن سردار لاتین را برمی‌گرفت، خودش با نیزهٔ یکی از دشمنان مجروح شد و مُرد. حالا دیگر پیاده‌نظام روم فرسوده شده بود. پس دیکتاتور سواران را فرمود از اسبان خود فرودآیند و به کمک پیادگان بشتابند. ایشان اطاعت کردند و از اسبان پریدند و به خط مقدم شتافتند و سپرهای خود را برای پیادگان گرفتند. این کار روحیهٔ پیاده‌نظام را بالا برد، چه می‌دیدند که سواران نیز در مصائب جنگی‌شان شریک شده‌اند. با این اتحاد لاتینان را هزیمت کردند. سپس سواران ــ برای تعقیب دشمن ــ بار دیگر بر اسبان خود نشستند و دشمنِ متواری را تعقیب کردند و لشکرگاهشان را گرفتند.

#### پیامدهای نبرد رگیلوس
این شکست به جاه‌طلبی لاتینان پایان داد و آنان را مطیع جمهوری روم کرد. در واقع، چند سال بعد (۴۹۵ ق.م.) وقتی قوم ولسکیان مخفیانه رسولانی به دولت‌شهرهای لاتین فرستاد که آنان را برای جنگِ دوباره با روم تحریک کند، لاتینان چنان از شکست رگیلوس متأثر بودند که از این دعوت به جنگِ دوباره برآشفتند و رسولان را ــ برخلاف عرف معمول ــ دستگیر کردند و به روم فرستادند و سنای روم را از این نیت ولسکیان آگاه کردند. سنای روم از این افشاگری و باوفایی لاتینان چنان خرسند شد که شش هزار اسیرِ لاتینِ نبرد رگیلوس را به ایشان پس‌داد. لاتینان نیز در پاسخْ تاجی زرین پیشکش معبد ژوپیتر کردند، و حتی آن اسیران به روم نزد اربابان سابقشان بازگشتند تا از مهربانی رومیان در دوران اسارتشان سپاس‌داری کنند. تیتوس لیویوس می‌گوید که تا این تاریخ چنین وحدتی میان دو خَلق رومی و لاتین سابقه نداشت. دو سال بعد در ۴۹۳ ق.م، کنسول اسپوریوس کاسیوس به‌نیابت از دولت روم با لاتینان معاهدهٔ صلحی موسوم‌به «معاهدهٔ کاسیوسی» منعقد کرد که روابط دولت روم با همسایگان لاتینش را بیش‌ازپیش مستحکم کرد.

## روم و یونان بزرگ؛ جنگ با پیروس (۲۷۲–۲۸۰ پیش از میلاد)

نقشه عملیات جنگی پیروس در شبه جزیره ایتالیا (۲۷۵–۲۸۰ق. م)

پس از آنکه روم در جنگ سوم سامنی (۲۹۰–۲۹۸ق. م) هژمونی خود را بر ایتالیای مرکزی-جنوبی اعمال کرد، حال قرار بود وارد ستیز و کشمکش با شهرهای مگنا گراسیا (یونان بزرگ) و شهر نیرومند تاراس (تارانتوی امروزین) شود؛ آنهم به بهانهٔ کمک به شهر تهدید شدهٔ توریی، به طوری که روم عمداً معاهده کشتیرانیی که در ۳۰۳ق. م با دولت تارانتو منعقد کرده بود را زیرپا گذاشت و همین امر جنگ را آغازید.
از نیمهٔ دوم سدهٔ چهارم قبل از میلاد، حکومت مگنا گراسیا تحت حملات پیاپی اقوام بروتی و لوکانی تدریجاً رو به ضعف نهاد. شهرهای جنوبی ترِ مگنا گراسیا، به ویژه تارانتو که به‌سبب تجارت با خودِ یونان از بقیه مهم‌تر بود، بارها مجبور شدند مزدورانی از سرزمین مادری شان (یونان) ــ به ویژه از آرخیداموس سوم پادشاه اسپارت در سال‌های ۳۳۸–۳۴۲ق. م و الکساندر یکم پادشاه اپیروس در سال‌های ۳۳۰–۳۳۵ق. م ــ استخدام کنند تا از خود در برابر هجوم اقوام ایتالیایی دفاع کنند، ایتالیایی‌هایی که با فدراسیونی متشکل از لوکانی‌ها از پایان سدهٔ پنجم قبل از میلاد تا سواحل دریای یونان گسترش یافته بودند. در خلال این نبردها، اهالی تارانتو در تلاش برای اِعمال حقوق خود بر سرزمین آپولیا، معاهده ای با روم منعقد ساختند (بر اساس شواهد، در سال ۳۰۳ق. م یا شاید هم در ۳۲۵ق. م) که بر اساس آن ناوگان روم حق نداشتند در سمت شرقی از نقطه ای که امروزه کاپو کولونا نامیده می‌شود، فراتر بروند.
حملات تازهٔ لوکانی‌ها، این بار اهالی تارانتو را واداشت که کمک مزدورانی از سرزمین مادری شان (یونان) را خواستار شوند؛ این بار کلئونیموس اسپارتی (۳۰۲–۳۰۳ق. م) وارد مداخله شد، امّا از اقوام ایتالیایی شکست خورد. مداخلهٔ بعدی را قهرمان یونانی دیگری به نام آگاتوکلس سیراکوزی اِعمال کرد که این بار با شکست دادن بروتی‌ها (۲۹۵–۲۹۸ق. م)، نظم را به منطقه بازگرداند. امّا اعتماد یونانی‌های شهرهای کوچکِ ایتالیای جنوبی به تارانتو و سیراکوز رو به کاهش گذاشت، امری که به سود روم شد، رومی که در شمال بر اقوام سامنیتها، اتروسک‌ها، و سلت‌ها چیره شده بود.
با مرگ آگاتوکل سیراکوزی در ۲۸۹ق. م، اهالی توریی ناچار شدند در ۲۸۵ق. م و سپس در ۲۸۲ق. م برای نخستین بار از روم درخواست کمک در برابر لوکانی‌ها کنند. در این اوضاع و احوال جدید، کنسول گایوس فابریکیوس لوسکینوس بدان شهر فرستاده شد تا لوکانی‌ها را پس بزند، لوکانی‌هایی که پیش از این متفق رومیان بودند و اکنون در برابرشان شوریده بودند. وی در همان شهر یک پادگان رومی تأسیس کرد. مدتی چندان سپری نشده بود که شاهزادهٔ لوکانی، استنیو استالیو، از لوشینوس شکست خورد و شهرهای رجو کالابریا (جایی که رومیان پادگانی متشکل از ۴۰۰۰ فرد مسلح تشکیل داده بودند)، لوکری و کروتونه نیز خواستند تحت حمایت روم قرار گیرند.
این کمکی که روم به شهر توریی کرد، از سوی دموکرات‌های تارانتو به مثابه عملی خصمانه و برخلاف عهدنامهٔ کشتیرانیی که سال‌ها قبل منعقد کرده بودند، نگریسته شد. تارانتو نگران آن بود که مبادا نقش سرپرستیی که برای دیگر شهرهای جنوبی ایتالیا ایفا می‌کرد، رو به افول برود.
در هرحال، رومیان در اقدامی که نقض آشکار عهدنامهٔ کشتیرانی محسوب می‌شد، در پائیز ۲۸۲ق. م ناوگانی کوچک متشکل از ده قایق به خلیج تارانتو فرستادند که سبب تحریک آنان شد. این ناوگان کوچک که توسط آدمیرال لوسیوس والریوس فلاکوس یا کنسول پوبلیوس کورنلیوس دولابلا رهبری می‌شد، به سوی توریی یا به سوی خودِ تارانتو با مقاصد دوستانه هدایت شد. دموکرات‌های تارانتو پنداشتند که آن ناوگان در حال پیشروی به سمتشان است و برای همین به آن هجوم بردند؛ چهارتای آن را غرق و یکی را به غنیمت گرفتند، در حالی که پنج تای دیگر موفق شدند بگریزند. در میان رومیانی که به اسارت گرفته شدند، برخی بازداشت شده و بقیه به مرگ محکوم شدند. در حقیقت، دموکرات‌های تارانتو نگران آن بودند که روم بتواند الیگارش‌های شهر را به خود جذب کند، همانطوری که با دیگر شهرهای یونانی تحت کنترلِ خود همین کار را کرده بود. هیئت دیپلماتیک رومی که برای بررسی حادثه اعزام شده بود، مورد بی حرمتی قرار گرفت و حالت جنگ فوراً اعلام شد. در چنین شرایط نومیدانه ای بود که تارانتویی‌ها (به علاوهٔ لوکانی‌ها و سامنیت‌ها) خواستار کمک پیروس ــ پادشاه بسیار جاه طلب اپیروس ــ شدند. وی که از بستگان اسکندر کبیر بود، مشتاق ایجاد یک امپراتوری شخصی در مدیترانه غربی بود، و به خواهش تارانتویی‌ها به عنوان فرصتی مناسب برای دستیابی به هدف خود می‌نگریست.
پیروس و ارتش ۲۵۵۰۰ نفری اش (به همراه ۲۰ فیل جنگی) در ۲۸۰ق. م در سواحل ایتالیا پیاده شدند، وی از سوی تارانتو فوراً Strategos Autokrator∗لقب یافت. کنسول پوبلیوس والریوس لاوینوس برای مقابله با وی فرستاده شد، و از آنجا که دارای نیروهای به مراتب بیشتری بود، امیدوار بود یورش وی را ناتمام بگذارد و برای همین پیشنهاد مذاکرهٔ پادشاه یونانی را رد کرد. با این وجود رومیان در نبرد هراکلیا شکست خوردند زیرا اسب‌های آنان از دیدن فیل‌های پیروس متوحش می‌شدند، البته پیروس نیز بخش اعظم سپاه خود را بر باد داد. پیروس سپس به سوی روم قشون کشید، امّا نتوانست هیچ‌یک از شهرهای روم در سرراهش را متصرف شود. وی که خود را با خطر محاصره شدن توسط ارتش‌های دو کنسول روبرو می‌دید، به تارانتو بازگشت. مشاور وی، کینئاس، که یک سخنران بود، پیشنهاد صلحی تقدیم سنای روم نمود که بر طبق آن از رومیان می‌خواست به سرزمین‌هایی که از سامنیتها و لوکانی‌ها تصاحب کرده بودند، بازگردند و شهرهای یونانیِ تحت کنترل خود را آزاد سازد. این پیشنهاد پس از نطق درخشان کلودیوس کائکوس (کنسور کهنسال سال ۳۱۲ق. م) رد شد، نطقی که کهن‌ترین نطق ثبت شده در زمان سیسرون بود. در ۲۷۹ق. م، پیروس با کنسول پوبلیوس دکیوس موس و کنسول پوبلیوس سولپیکیوس ساوریو در نبرد آسکولوم رویارو شد؛ وی برای دو روز معطل و بی تصمیم ماند، چرا که رومیان نوعی گردونه ویژه آماده کرده بودند تا با فیل‌هایش مقابله کنند. سرانجام، پیروس شخصاً تصمیم به جنگ گرفت و پیروز نیز شد، امّا به قیمت تلفات سنگین و اتلاف قسمت مهمی از سپاهش، به طوری که گفت «اگر ما در یک نبرد دیگر پیروز شویم، تماماً نیست و نابود خواهیم شد». امروزه به نوعی از پیروزی که با متحمل شدن تلفات فراوان به دست آید، پیروزی پیروسی می‌گویند.
وی به درخواست کمکِ سیراکوز که جبّار آن، توئنون، در حال دست و پنجه نرم کردن با یورش کارتاژی‌ها بود، پاسخ گفت و بدینگونه خود را از مخمصهٔ ایتالیا رهانید. پیروس نمی‌توانست به کارتاژی‌ها اجازه دهد که کل جزیره سیسیل را تصاحب کنند و بدینگونه رؤیاهای غربی-مدیترانه ای خود را نقش بر آب ببیند؛ برای همین به کارتاژ اعلان جنگ داد. در ابتدا، جبهه سیسیلی وی پیروزی ساده ای بود، وی در تمامی شهرهای یونانی سرراه خود به مثابه آزادیبخش مورد استقبال قرار گرفت، و حتّی عنوان پادشاهِ (باسیلیوس) سیسیل را نیز دریافت داشت. کارتاژی‌ها پیش از رسیدن وی سیراکوز را در ۲۷۸ق. م محاصره کردند امّا با رسیدن پیروس، بدون درگیری عقب‌نشینی کردند؛ البته پیروس موفق نشد آنان را از مابقی جزیره بیرون بیندازد چراکه نتوانست مواضع آنان در لیلیبایوم(مارسالای امروزی) را متصرف شود. حکومت خشن وی، به ویژه کُشتن توئنون، کسی که پیروس به وی اعتماد نداشت، به زودی انزجار گسترده سیسیلی‌ها را برانگیخت، و برخی از شهرها حتّی به کارتاژ روی آوردند. در ۲۷۵ق. م، پیروس این جزیره را پیش از آنکه با شورش و اغتشاش گسترده‌ای روبرو شود، ترک گفت. وی به ایتالیا بازگشت، جایی که متحدان سامنیت وی در شُرف باختن جنگ در برابر رومیان بودند. پیروس بار دیگر با رومیان و این بار در نبرد بنه ونتو رویارو شد (۲۷۵ق. م). این بار فرمانده رومیان به نام کنسول مانیوس دنتاتوسپیروز شد و حتّی هشت فیل جنگی به غنیمت گرفت. پیروس سپس از ایتالیا عقب‌نشینی کرد، و یک پادگان در تارانتو (جایی که پنج سال پیش در آنجا پا گذاشته بود) جاگذاشت، و جبهه ای جدید در یونان علیه آنتیگونوس دوم گوناتاس به راه انداخت. مرگ وی در نبردی در آرگوس (یونان) در ۲۷۲ق. م تارانتو را در همان سال به تسلیم در برابر روم واداشت. از آنرو که شهر مزبور آخرین شهر مستقل ایتالیا بود، روم اکنون بر سرتاسر شبه‌جزیره ایتالیا (به جز سیسیل که در ۲۱۲ق. م و در خلال دومین جنگ کارتاژ به آن منضم شد) تسلط یافت و صاحب اعتبار نظامی بین‌المللی شد.

## جنگ‌های پونیک (کارتاژ)

### جنگ اول کارتاژ

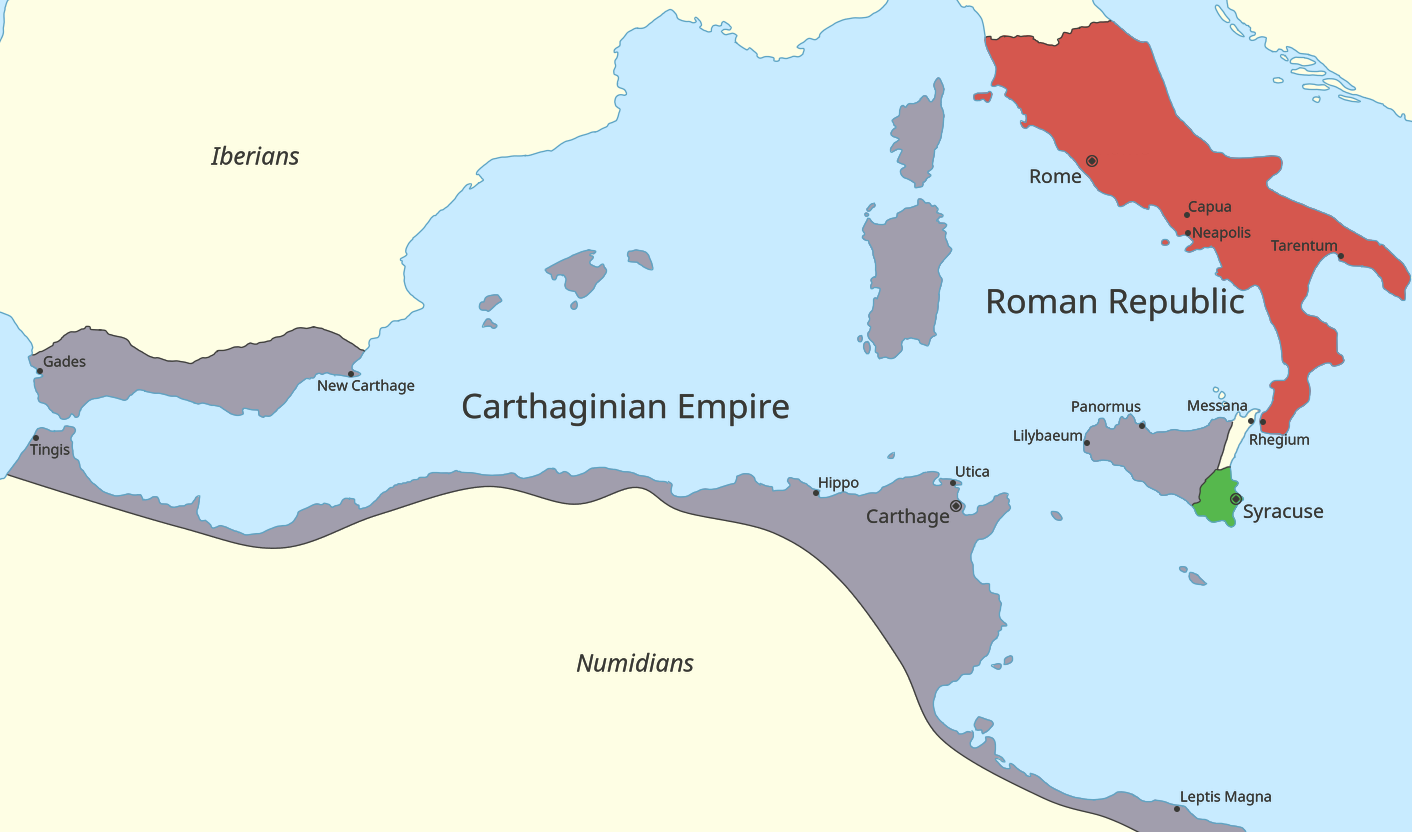
در سال ۲۶۴ق. م که نخستین جنگ کارتاژ آغاز شد، قلمرو جمهوری روم و کارتاژ به شکل بالا بوده‌است: جمهوری روم به رنگ قرمز، کارتاژ به رنگ خاکستری، و سیراکوز (جنوب شرقی سیسیل، که در تسلط یونانی‌ها بود) به رنگ سبز روشن.

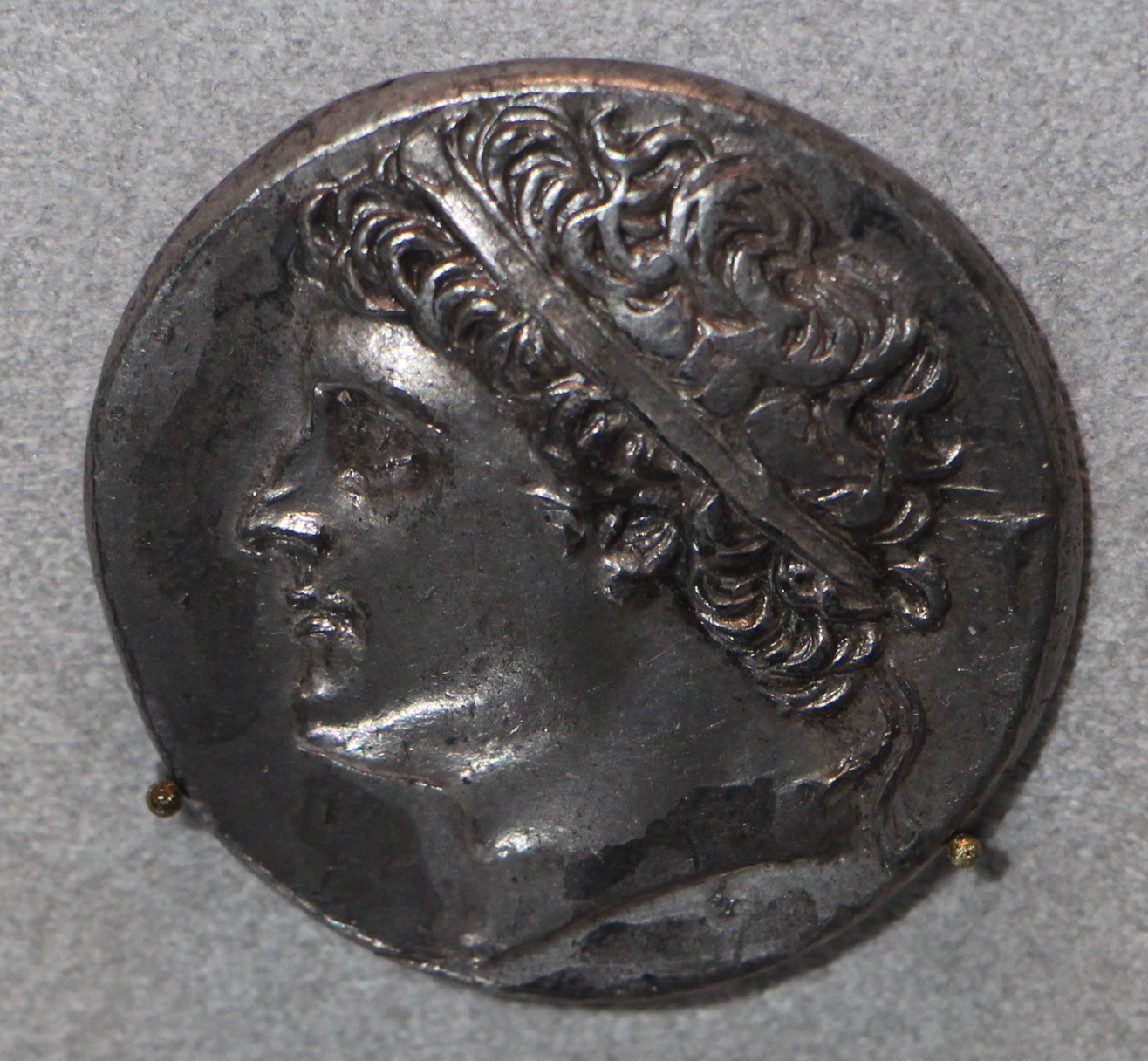
هیروی دوم سیراکوز

با پایان یافتن جنگ‌های پیروسی (۲۷۲–۲۸۰ق. م) و پایان استعمار یونانی‌ها بر ایتالیای جنوبی، روم اکنون کنترل و سیطره بر شبه‌جزیره ایتالیا (به جز سیسیل) را صاحب شده بود؛ از شمال کوهستان آپنینی گرفته تا پولیا و کالابریا. اینطور بود که رومیان حالا با امپراتوری کارتاژ (به عربی: قرطاج) برخورد کردند؛ کارتاژی که در آن زمان قدرت معظم مدیترانه غربی بود. کارتاژی‌ها (قرطاجنه) علاوه بر سرزمین‌های آفریقایی، جزایر ساردینیا و کرس، مالت، پانتلریا، بخشی از سیسیل غربی (بخش شرقی آن در انحصار یونانی‌ها بود) و جزایر بالئاری را نیز در تصرف خود داشتند.
تا این هنگام روم و کارتاژ هیچگاه با یکدیگر برخورد (جنگ) نکرده بودند، در عوض چندین بار معاهدات دوستی و اتحاد میان خود که مناطق نفوذ هریک را تعیین می‌کردند، را تجدید کرده بودند که آخرین آن‌ها اتحاد علیه پیروس بود. این وضع زمانی عوض شد که روم، به عنوان حاکم شبه جزیره ایتالیا، به این خیال افتاد که نفوذ خود را تا سیسیل هم بگسترانَد؛ یعنی نزدیک‌ترین و اصلی تر ین «انبار غله» ای که روم از آنجا می‌توانست برای نیازهای فزاینده اش، تدارکات و آذوقه تهیه کند.
بین سال‌های ۲۸۸ و ۲۸۳ق. م، مسینا (شمال سیسیل) توسط مامرتینی ها اشغال شد؛ مامرتینی‌ها مزدورانی بودند که قبلاً در استخدام آگاتوکلس، جبّار سیراکوز، بودند. آنان پس از مرگ آگاتوکلس دست به غارت و چپاول زدند تا اینکه هیروی دوم سیراکوز، پادشاه جدید سیراکوز، آنان را شکست داد (یا در ۲۶۹ق. م یا در ۲۶۵ق. م). کارتاژ نمی‌توانست به این پادشاه اجازه دهد بر مسینا مسلط شود، چراکه در اینصورت وی بر تنگه تسلط می‌یافت و پادگانی در آنجا می‌ساخت. مامرتینی‌های بازمانده که عملاً تحت قیمومیت کارتاژ قرار گرفته بودند، از روم درخواست کردند بدانان کمک کند و استقلالشان را به آنان بازگرداند. سناتورها در برابر این درخواست دچار دو دستگی شدند که آیا باید به مزدوران مامرتینی کمک برسانند یا خیر؛ چراکه یاری رساندن به آنان به معنای جنگ با کارتاژ می‌بود زیرا سیسیل جزو مناطق نفوذ کارتاژ بود (به علاوه، معاهدات دوستی این جزیره را به روی رومیان منع کرده بودند)؛ و سیراکوز نیز همین‌طور. کنسول آپیوس کلودیوس کائودکس (برادر کلودیوس کائکوس) که حامی مداخله و کمک به مامرتینی‌ها بود، به مجمع طایفه ای متوسل شد تا آرای لازم به سود مداخله در جنگ را کسب کند، آنهم با دادن وعدهٔ غنائم فراوان به رأی دهندگان. در اینجا بیشترین نطق به سود مداخله، از سوی قشر بازرگان و شهروندان عادی رومی انجام گرفت، یعنی کسانی که مشتاق به تسلط احتمالی بر ثروت و ذخایر غله سیسیل (جزیره ای که همچنین به سبب منابعی که در شهرهای یونانی داشت، معروف بود)، و همچنین احتمال ایجاد مستعمرات برای گشودن بازارهای جدید و آزاد کردن فشارهای اجتماعی_جمعیتی پایتخت بودند. اینچنین بود که در مجمع تصمیم بر این شد که درخواست مزدوران مامرتینی را بپذیرند. کنسول آپیوس کلودیوس کائودکس با فرمان گذر از تنگه مسینا، در رأس یک هیئت نظامی آماده شد. کارتاژی‌ها این امر را همچون نقض معاهدات دوستی تعبیر کرده و به روم اعلان جنگ دادند؛ بدینگونه بود که نخستین جنگ کارتاژ، که بدان نخستین جنگ پونیک نیز می‌گویند، آغاز شد. دیونوسیوس هالیکارناسی می‌نویسد که رومیان در هر گیروداری مداخله می‌کردند و به‌محض اینکه می‌دیدند دو قوم با یکدیگر جنگ می‌کنند (ولو اینکه با هیچ‌یک دوست و دشمن نبودند) خود را به‌میان می‌انداختند و مثل پهلوانان داستان‌های قدیمی از ضعیف حمایت می‌کردند، و رسمشان این بود که هرکس از آنان کمکی می‌خواست، به‌بهانهٔ اینکه حمایت ضعفا در تمام دنیا برعهدهٔ رومیان است، فوراً اجابت می‌کردند؛ نباید تصور کرد که این رسوم در یک مورد یا اتفاقی بوده است، بلکه رومیان اساس سیاست خود را بر این پایه قرار داده بودند و در مورد تمام کشورها به‌طور متساوی اعمال می‌کردند.

نموداری از یک کورووس

سیراکوز و کارتاژ که سده‌ها با یکدیگر در حال جنگ بودند، با یکدیگر متفق شدند تا با یورش روم مقابله کنند و تنگه مسینا را نیز سدّ کردند، امّا کائودکس، هیرو و کارتاژ را جداگانه شکست داد. جانشین وی مانیوس مِسالا با ۴۰٬۰۰۰ مرد نیرومند در خشکی پیاده شد و سیسیل شرقی را متصرف شد، عملی که هیرو را برانگیخت اتحاد خود را به جای کارتاژ معطوف روم کند. در ۲۶۲ق. م، رومیان به سوی ساحل جنوبی حرکت کردند و آکراگاس (آگریجتوی فعلی) را محاصره کردند. کارتاژ هم با هدف آنکه رومیان را محاصره کند، نیروهای تقویتی مشتمل بر ۶۰ فیل فرستاد _نخستین باری که از آنان استفاده می‌کردند ــ با این حال نبرد آگریجنتو را باختند. به هر روی، همچون زمان پیروس، روم نتوانست سراسر سیسیل را متصرف شود زیرا برتری ناوگان کارتاژی آنان را از محاصرهٔ مؤثر شهرهای ساحلی بازمی‌داشت، شهرهایی که می‌توانستند منابع و تدارکات لازم را از سمت دریا دریافت کنند. با به غنیمت گرفتن یک کشتی کارتاژی و استفاده از آن به عنوان الگو (مدل)، روم توانست یک برنامهٔ عظیم ساخت و ساز تدارک ببیند و صد عدد Quinquereme را تنها ظرف دوماه ــ و شاید بواسطه یک خط مونتاژــ تهیه و آماده کند. آنان همچنین وسیله تازه ای به نام کورووس ابداع کردند، که خدمه کشتی را قادر می‌ساخت به عرشه کشتی دشمن نفوذ کنند. کنسول سال ۲۶۰ق. م، شیپیو آسینا، در نخستین نبرد دریایی در برابر هانیبال گیسکو (با هانیبال اشتباه نشود) در لیپاری شکست خورد، امّا همکار وی (هرساله دو کنسول انتخاب می‌شدند) به نام گایوس دولیوس پیروزی بزرگی در میلاتزو (۲۶۰ق. م) به دست آورد. وی ۴۴ کشتی را غرق کرده یا به غنیمت گرفت، و نخستین رومیی بود که پیروزی دریایی به دست می‌آورد، و همچنین برای نخستین بار کارتاژی‌هایی را نیز به اسارت درآورد. هرچند کارتاژی‌ها در نبرد زمینی در ترمینی ایمرزه در سیسیل پیروز شدند اما کورووس رومیان را در دریا شکست ناپذیر ساخت. کنسول لوسیوس کورنلیوس شیپیو (برادر شیپیو آسینا) جزیره کرس را در ۲۵۹ق. م متصرف شد.
در تلاش برای تحمیل شکستی تعیین‌کننده به کارتاژ، کنسول مارکوس آتیلیوس رگولوس ناوگان دشمن را در سال ۲۵۶ق. م نبرد کیپ اکنوموس (احتمالاً یکی از بزرگ‌ترین نبردهای دریایی باستان) شکست داد و وارد تونس ــ سرزمین اصلی کارتاژ ــ شد، امّا در ۲۴۶ق. م در آنجا شکست خورده و کشته شد. جنگ برای سالیان بعدی ادامه یافت و بخت و اقبال هر بار به یکی از طرفین روی می‌کرد، تا اینکه در ۲۴۱ق. م روم ناوگان جدیدی آماده کرد که توسط گایوس لوتاتیوس کاتولوس رهبری می‌شد و اینبار کارتاژها را در نبرد سرنوشت ساز اگاتس شکست داد. با این نبرد، رومیان تسلط کارتاژی‌ها بر دریا را درهم شکستند و توانستند عملیات‌های زمینی را در بخش‌های زیادی از سیسیل (به استثنای سیراکوز که مستقل باقی ماند) آغاز کنند و کارتاژی‌ها را به تسلیم وادارند. اینچنین بود که جنگ برای بیش از بیست سال (از ۲۶۴ تا ۲۴۱ق. م) به طول انجامید.
کارتاژ ناچار شد غرامت سنگینی به روم بپردازد (۳۲۰۰ تالنت ائوبویایی در ده سال)، و همچنین تمامی اسیران جنگی روم را بدون فدیه آزاد سازد. سیسیلثروتمند و حاصلخیز (به جز بخش سیراکوز آن که سال‌ها در تسلط مگنا گراسیا بود) از سیطره کارتاژ خارج شد و تحت تسلط روم قرار گرفت، همچنین کارتاژ از هرگونه جنگ با هیروی دوم سیراکوز منع شد. کارتاژ با این وضع در پرداخت مستمری آن مزدوران لیبیایی و نومیدیایی که در خلال جنگ از آنان استفاده کرده بود، به مشکل خورد و برای همین دچار شورش خونین مزدورانش شد (۲۴۰ تا ۲۳۸ق. م)، شورشی که حکومت کارتاژ را واداشت سه سال را صرف تلاش برای سرکوبی قساوت آمیز آن کند. روم با سود جستن از این شورش‌ها، جزایر ساردنی و کرس را به ترتیب در ۲۳۸ و ۲۳۷ق. م و برخلاف معاهده صلح اشغال کرد؛ امری که کینه کارتاژ از رومیان را ابدی ساخت و به انتقامجویی آنان منجر شدو دومین جنگ پونیک را رقم زد.

### جنگ دوم کارتاژ

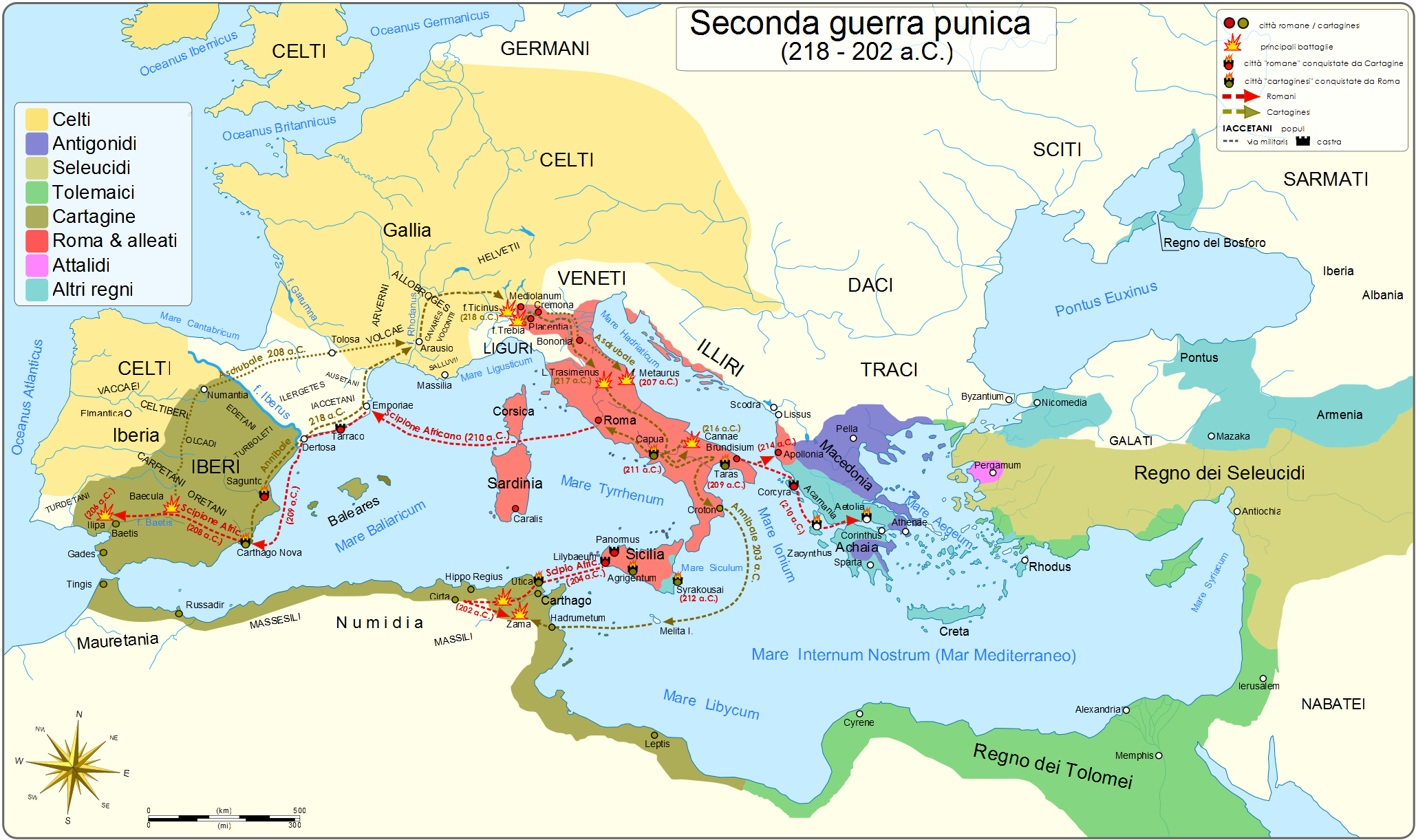
نقشه عملیات جنگی هانیبال (خطوط سبز) و شیپیو آفریکانوس (خطوط قرمز) در طول دومین جنگ کارتاژ

پس از آنکه شورش مزدوران سرکوب شد، کارتاژ باردیگر خواست مسیر تاریخی اش را بازیابد. حکومت کارتاژ به دو جناح اساسی تقسیم می‌شد؛ از یک سو اشرافیت زمیندار که توسط خاندان حنون کبیر هدایت می‌شد، و دیگری طبقهٔ بازرگان و سوداگری که به آمیلکار (به عربی «حملقر») و در کل به برقی‌ها نسبت داده می‌شد. حنون دوم (که در نخستین جنگ کارتاژ مشارکت داشت) از انعقاد قرارداد با روم و گسترش قلمرو کارتاژ در درون آفریقا (در خلاف جهت روم) طرفداری می‌کرد. آمیلکار امّا چشم به اسپانیا دوخته بود؛ جایی که کارتاژی‌ها از سده‌ها پیش تاکنون در آن علایق و منافع تجاری فراوانی داشتند و در واقع قلب اقتصادی برای تأمین مالی جنگ‌های پونیک بود.
آمیلکار که در فروخواباندن شورش مزدوران (۲۴۰ تا ۲۳۸ق. م) نقش محوری داشت، از لحاظ سیاسی شکست خورد و از سنای کارتاژ نتوانست ناوگان بگیرد تا با آن به اسپانیا برود. وی فرماندهی آن دسته از مزدوران که باقی مانده بودند را برعهده گرفت و در عملیاتی متهورانه سرتاسر سواحل شمال آفریقا را درنوردید تا اینکه به تنگهٔ جبل طارق رسید. آمیلکار که توسط پسرش هانیبال و دامادش هاسدروبال زیبا همراهی می‌شد، تنگه مزبور را رد کرده و با رسیدن به ساحل اسپانیا، روانه قسمت شرقی این سرزمین شد تا ثروت و غنائم تازه ای برای حکومت متبوعش بیابد.
این عزیمت جنبه ای از تصرف و اشغال را در خود داشت؛ از شهر قادس (امروزه کادیس) به بعد، احتمالاً بدون کسب اجازه از سوی سنای کارتاژ اشغال شدند. از ۲۳۷ق. م که این عزیمت از شمال آفریقا آغاز شد تا سال ۲۲۹ق. م که آمیلکار در نبردی کشته شد، وی چنان ماجراجویی به صرفه و سودمندی از حیث اقتصادی و نظامی انجام داد که توانست مقادیر هنگفتی کالا و فلز که از اهالی محلی به عنوان خراج کسب کرده بود، به سرزمین آفریقایی خود بفرستد. با مرگ آمیلکار، دامادش (هاسدروبال زیبا) منصب فرماندهی نیروهای کارتاژ در اسپانیا را برای هشت سال در دست گرفت و با انعقاد معاهداتی با اهالی محلی و تأسیس شهری جدید به نام «کَرت هَدَشت» (امروزه کارتاخنا)، سیاست تثبیت سرزمین‌های متصرفه را در پیش گرفت.
رومیان که هنوز در گیر گل‌ها در شمال بودند، ترجیح دادند با هاسدروبال معاهده ای منعقد کنند و در ۲۲۶ق. م بر اثر فشار متحدشان مارسی که خود را بر اثر گسترش کارتاژی‌ها در خطر می‌دید، با کارتاژ معاهدهٔ جدیدی منعقد کردند که رود ایبرو را به عنوان محدودهٔ گسترش کارتاژی‌ها تعیین می‌کرد. اینچنین بود که به‌طور ضمنی قلمرو تحت نفوذ کارتاژ در اسپانیا به رسمیت شناخته شد. اوضاع زمانی تغییر کرد که هاسدروبال در ۲۲۱ق. م توسط یک مزدور گل کشته شد، و ارتش کارتاژ به اتفاق آراء هانیبال را که تنها ۲۶سال سن داشت را به عنوان سومین فرمانده خود در اسپانیا برگزید. حکومت کارتاژ هم برآن شد این انتصابِ ارتش را تأیید و تصویب کند.
زمانی که در ۲۱۸ق. م ژنرال هانیبال به شهر سائونتو، متحد روم که البته در جنوب رود ایبرو قرار داشت، یورش برد، سنای روم پس از چندی درنگ و تردید به کارتاژ اعلان جنگ داد تا دومین جنگ کارتاژ (پونیک) آغاز شود. پولیبیوس با فابیوس پیکتور (تاریخنگار لاتین) که علل جنگ را در محاصره سائونتو و تجاوز نیروهای کارتاژ از محدوده رود ایبرو می‌یابد، مخالفت می‌کند. وی معتقد است که دو حادثهٔ نامبرده در آغاز سلسله وقایعی که منجر به جنگ دوم پونیک شدند مؤثر بوده امّا علل ریشه ای جنگ نیستند. وقوع جنگ اجتناب ناپذیر بود، و چنان‌که خود می‌گوید «جنگ در شبه‌جزیره ایبری [چنان‌که رومیان خیال می‌کنند] رخ نداد بلکه دقیقتر، در دروازه‌های روم و سرتاسر ایتالیا به وقوع پیوست».
هانیبال با ارتشی توانمند متشکل از فیل‌ها در عملیاتی تهورآمیز رشته کوه‌های آلپ را پشت سر گذارد، به شمال ایتالیا حمله‌ور شد، و لژیون‌های رومی را در نزدیکی تیچینو، تربیا، و دریاچه تراسیمنو شکست داد. در سال ۲۱۶ق. م، کنسول‌های جدید، لوسیوس امیلیوس پائولوس و گایوس ترنتیوس وارو، بزرگ‌ترین ارتش ممکن متشکل از هشت لژیون (بیش از ۸۰٬۰۰۰ سرباز) ـ دوبرابر ارتش کارتاژ ـ را گرد آوردند و با هانیبال که در کانای (کانه)، واقع در پولیا، کمین کرده بود روبرو شدند. با وجود ضعف عددی، هانیبال از سواره نظام سنگینتر خود سود جُست تا جناحین روم را بکوبد و پیاده‌نظام آنان را محاصره کند؛ پیاده‌نظامی که آن را قلع و قمع کرد. از نقطه نظر تلفات، نبرد کانای بدترین شکست در تاریخ روم بود: تنها ۱۴٬۵۰۰ سرباز گریختند، پائولوس و همین‌طور ۸۰ تن از سناتورها کشته شدند. پولیبیوس شمار کشتگان را 70,000 و لیویوس ۴۷٬۷۰۰ کشته و ۱۹٬۳۰۰ اسیر اعلام می‌کنند.
این فاجعه سبب آغاز موجی از پشت کردن متحدان روم، شورش سامنیتها، اُسکان‌ها، لوکانی‌ها، و یونانیانِ شهرهای جنوبی ایتالیا شد. در مقدونیه، فیلیپ پنجم مقدونی نیز با هدف دستیابی به ایلیریا و مناطق پیرامون اپیدامنوس که توسط روم اشغال شده بود، اتحادی با هانیبال منعقد کرد. یورش وی به آپولونیا سبب آغاز نخستین جنگ مقدونیه شد. در ۲۱۵ق. م، هیروی دوم سیراکوز در سنین کهولت درگذشت، و نوه جوانش هیرونیموس سیراکوز∗ به اتحاد دراز مدّت سیراکوز با روم پایان داد تا طرف کارتاژ را بگیرد. در این اوضاع خراب، راهبرد (استراتژی) تهاجمی در برابر هانیبال که مورد قبول خاندان شیپیو بود، جای خود را به تاکتیک‌های تأخیری که از مقابله رودررو با هانیبال اجتناب می‌کرد، سپرد. حامیان اصلی این استراتژی فابیوس ماکسیموس، ملقب به کونکتاتور، و فولویوس فلاکوس بودند. «راهبرد فابیان» مایل به بازپس‌گیری تدریجی و آهستهٔ سرزمین‌های از دست رفته بود، چراکه هانیبال نمی‌توانست همه جا حضور داشته باشد تا از آن‌ها دفاع کند. هرچند سردار کارتاژی در میدان‌ها نبرد شکست ناپذیر باقی ماند و تمامی ارتش‌های رومی که بر سر راهش قرار داشتند را شکست می‌داد، با این حال وی نتوانست مانع از آن شود که کنسول کلادیوس مارسلوس سیراکوز را پس از محاصره ای طولانی در ۲۱۲ق. م تسلیم خود سازد.

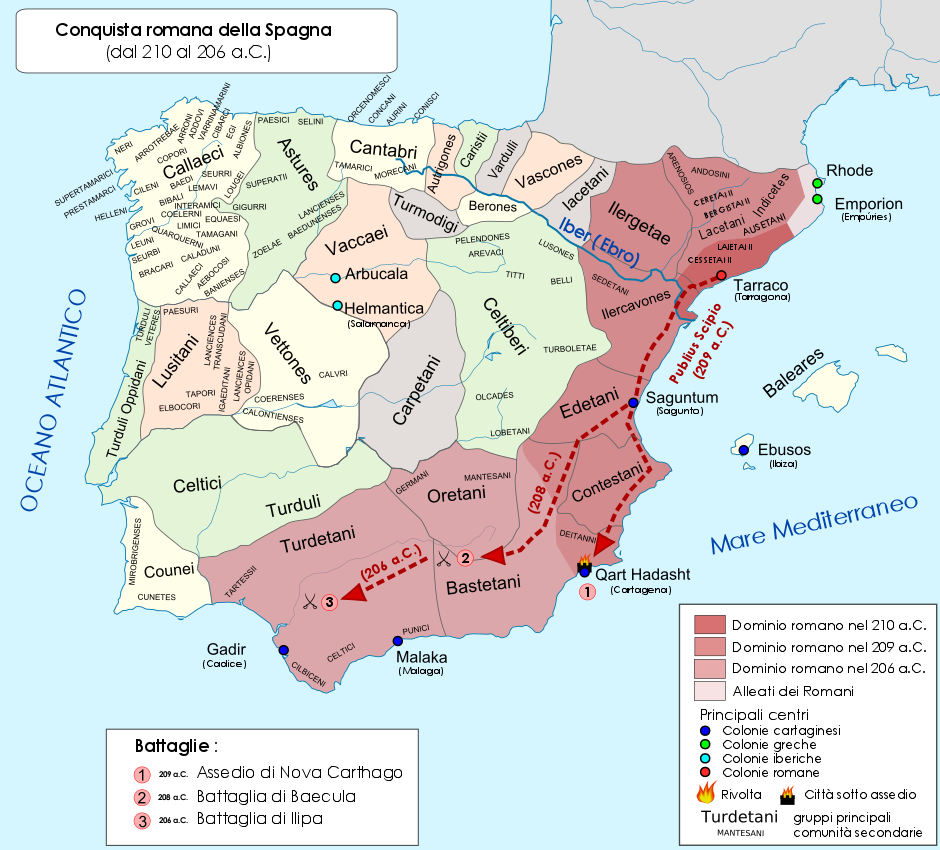
شیپیو آفریکانوس در پایان سال ۲۱۱ پیش از میلاد از ایتالیا با ناوگان (برخلاف هانیبال که هفت سال پیشتر از مسیر کوه‌ها روانه ایتالیا شده بود) روانه شبه‌جزیره ایبری شد و از تاراگونا (Tarraco) عملیات‌های خود را آغازید: در ۲۰۹ ابتدا مهم‌ترین شهر اسپانیا یعنی کَرت هَدَشت (امروزه کارتاخنا، در نقشه باعنوان Qart Hadasht) را طی یک محاصره متصرف شد، سپس در ۲۰۸ در نبرد بایکولا و در ۲۰۶ در نبرد ایلیپا (در راهنمای نقشه با عنوان Battaglia di Ilipa) پیروز شد تا به سلطه کارتاژی‌ها بر اسپانیا پایان دهد.

پوبلیوس کورنلیوس شیپیو (که بعدها ملقب به «آفریکانوس» شد) به منصب ویژهٔ پروکنسولی نایل شد تا در ۲۱۱ق. م از مسیر دریا روانهٔ جبهه هیسپانیا (اسپانیا) شود. وی به فوریت با پیروزی در مجموعه ای از نبردها با تاکتیک‌های مبتکرانه اش خود را ژنرالی قابل نشان داد. در ۲۰۹ق. م، وی کارتاخنا، شهر اصلی کارتاژ در اسپانیا، را با یک محاصره متصرف شد و سپس هاسدروبال (فرزند هامیلکار و برادر هانیبال؛ با هاسدروبال زیبا اشتباه نشود) را در نبرد بایکولا شکست داد (۲۰۸ق. م). پس از این شکست، هاسدروبال از سوی حکومت کارتاژ فرمان حرکت به سوی ایتالیا را دریافت داشت. از آنرو که وی فاقد ناوگان بود، به‌ناچار همان مسیری را طی کرد که برادرش هانیبال در کوه‌های آلپ پیموده بود؛ امّا این مرتبه دیگر خبری از غافلگیری رومیان نبود. کنسول مارکوس لیویوس سالیناتور و کنسول گایوس کلادیوس نرو منتظر وی بودند. دو کنسول نامبرده فاتح نبرد متاروس شدند (۲۰۷ق. م)، و هاسدروبال کُشته شد و سرش را برای برادرش هانیبال فرستادند. این نقطه عطف نبرد بود. در حقیقت جنگ فرسایشی به خوبی اثر خود را نشان داده بود. اکنون نیروهای هانیبال فرسوده شده بودند چراکه وی از پشتیبانی و لجستیک احتمالی برادرش محروم شد، او که تنها یک فیل جنگی به نام سوروس برایش باقی مانده بود، به سوی بروتیوم (کالابریای فعلی) عقب نشست. در یونان، روم با اتحاد با دشمنان فیلیپ پنجم مقدونی (متحد یونانی هانیبال) یعنی اتحادیه ایتولیان، اسپارت، و پادشاهی پرگامون توانست بی آنکه نیروهای نظامی چندانی به جبهه یونان گسیل بدارد، فیلیپ پنجم را محدود کرده و مانع از کمک رساندن وی به هانیبال شود.
در هیسپانیا (نام قدیم اسپانیا)، شیپیو به نبردهای پیروزمندانه اش در جنگ‌های کارمونا در ۲۰۷ق. م، و نبرد ایلیپا (امروزه سویل) در ۲۰۶ق. م ادامه داد که تهدید پونی‌ها (کارتاژی‌ها) را از شبه‌جزیره ایبری رفع کرد. وی که در سال ۲۰۵ق. م به مقام کنسولی روم نایل شد، سنا را متقاعد کرد که استراتژی فابیانی را کنار گذاشته و در عوض به کمک پادشاه نومیدیه، ماسینیسا، که به روم گرویده بود، به شمال آفریقا یا به عبارتی سرزمین اصلی کارتاژ، یورش ببرند. شیپیو در ۲۰۴ق. م در شمال آفریقا پیاده شد. یوتیکا را متصرف، و نبرد دشت‌های بزرگ را فاتح شد؛ حادثه ای که حکومت کارتاژ را واداشت هانیبال را از ایتالیا فراخوانده و باب مذاکرات صلح با روم را بگشاید. این گفتگوها البته به شکست انجامیدند زیرا شیپیو با هدف آنکه از وقوع تهدید دوبارهٔ کارتاژ علیه روم جلوگیری کند شروط سختی پیش روی امپراتوری آفریقایی می‌گذاشت. پس هانیبال در ۲۰۳ق. م به شمال آفریقا بازگشت تا در نبرد زاما با ژنرال رومی رویارو شود. در این نبرد ارتش روم تلفات سنگینی متحمل شد اما پیروزی قاطعی را دارا شد که کارتاژ را واداشت تسلیم شده و به شروط سنگین روم تن در دهد. پس از این پیروزی در شمال‌آفریقا، به شیپیو لقب «آفریکانوس» دادند. مونتسکیو می‌گوید که در این جنگ هنر اسبان افریقایی و اسپانیایی، که بر اسبان ایتالیایی برتری داشتند، سبب موفقیت هانیبال شد؛ شیپیو وقتی اسپانیا را فتح کرد با ماسینیسا عقد اتحاد بست و به‌علت داشتن همان اسب‌های افریقایی بود که این برتری را از کارتاژیان گرفتند و سواره‌نظام روم در جنگ موفق شد.
بدین ترتیب دومین جنگ پونی (کارتاژ) از ۲۱۸ق. م تا ۲۰۱ق. م به طول انجامید و به حق می‌توان بدان چونان یک جنگ جهانی نگریست. این جنگ اساساً در قلمرو ایتالیای جنوبی درگرفت اما در عین حال اسپانیا و قلمرو اصلی امپراتوری کارتاژ نیز در آن درگیر بودند. افزون بر آن، دیپلماسیِ تقریباً تمامی حکومت‌های مدیترانه ای، از نومیدیه گرفته تا سلسله‌های حاکم بر مصر و سوریه، و دولت‌های کوچک آناتولی، یونان و مقدونیهی فیلیپ پنجم نیز در آن درگیر بودند.

#### پیامدها
هرچند رومیان در نهایت فاتح نبرد شدند اما در طول سالیان جنگ متحمل هزینه‌های گزافی در برابر هانیبال شدند. آنان تا سال‌ها کابوس جنگی ناتمام و دشمنی نامرئی در دروازه‌های روم را می‌دیدند. این جنگ، که بسیار مشهور شده و اغلب تاریخ‌نگاران کیفیت آن را نوشته و مردم روزگار به‌خاطرسپرده‌اند و از آن یادمی‌کنند، نمونهٔ شگفت‌انگیزترین پایداری‌های بشر در عهدباستان است، چه رومیان پس از چهار شکست بزرگ (خصوصاً در تراسیمنو و کانای)، که بدترینشان کانای بود، باز تن به‌صلح نداده بودند و سنای روم اعلام کرده بود که تا هانیبال از خاک روم خارج نشود، حاضر به‌صلح نخواهد شد.
قبل از شکست کارتاژ، همیشه جنگ‌های رومیان بزرگ ولی نتیجهٔ آن، یعنی فتوحات روم، کوچک جلوه می‌کرد، ولی بعد از سقوط کارتاژ هرچه رومیان جنگیدند، به‌عکس گذشته کوچک و زدوخوردها ناچیز بود ولی نتیجه‌اش، یعنی فتوحات روم، بزرگ می‌نمود. مونتسکیو در اینباره می‌گوید:
وقتی جنگ بین دو کشور مقتدر طولانی شد، دیگر امنیت برای کسی باقی‌نمی‌ماند و همه در آتش حرص‌وولع و هجوم فاتح می‌سوزند و خطاست اگر برخی گمان کنند می‌توانند خود را کنار کشیده، از دور در کمال راحتی تماشاگر بمانند، زیرا فاتح دائماً هوای جنگ در سر می‌پروراند و جری می‌گردد و برآن می‌شود که ملل ضعیف یا مللی را که مشغول تن‌آسانی‌اند مورد یورش قرار دهد. رومیان بعد از غلبه بر کارتاژ مصداق واقعی این موضوع بودند، زیرا بعد از آن کشورگشایی خود را ادامه دادند و به‌طرف مشرق راندند. 
کشورهای قوی آن‌زمان که می‌توانستند با رومیان نبرد کنند و در مشرق روم واقع بودند عبارت از چهار کشور یونان و مقدونیه و سوریه و مصر بودند. رومیان ابتدا آهنگ یونان و مقدونیه کردند.— منتسکیو، ملاحظاتی درباب علل عظمت و انحطاط روم، صفحه ۵۵ (فصل پنجم)

## گسترش در شرق مدیترانه: یونان، مقدونیه و آسیای صغیر تا سقوط کورینت(۱۴۶–۲۰۰ پیش از میلاد)
اکنون که رومیان قدرت هژمون مدیترانهٔ غربی شدند، اهداف گسترش طلبانه خود را معطوف دولت‌های یونانی شرق مدیترانه کرند. در سال ۲۰۰ق. م ساکنان رودس و پرگامون که از جانب فیلیپ پنجم مقدونی احساس خطر می‌کردند، درخواست کمکی به سوی رومیان فرستادند؛ روم نیز در پاسخ اولتیماتومی به فیلیپ پنحم فرستاد و تصمیم به مداخله گرفت. اکنون که کارتاژ برای بار دوم از روم شکست خورده بود، فیلیپ پنجم و مقدونی‌ها به دشمنان اصلی قدرت نوظهور روم بدل شده بودند، و روم با تردید به پیمان دوستی این پادشاه مقدونی با آنتیوخوس سوم سلوکی (۲۰۳ق. م) می‌نگریست. بهانهٔ روم برای آغازیدن دومین جنگ مقدونیه، درخواست کمک رودسی‌ها و پرگامونی‌ها به روم برای حمایت از آنان در برابر اهداف سلطه طلبانه مقدونیان و سلوکیان بود. در ۲۰۰ق. م روم اولتیماتومی به فیلیپ داد که وی آن را رد نمود و جنگ در ۲۰۰ق. م آغاز شد.

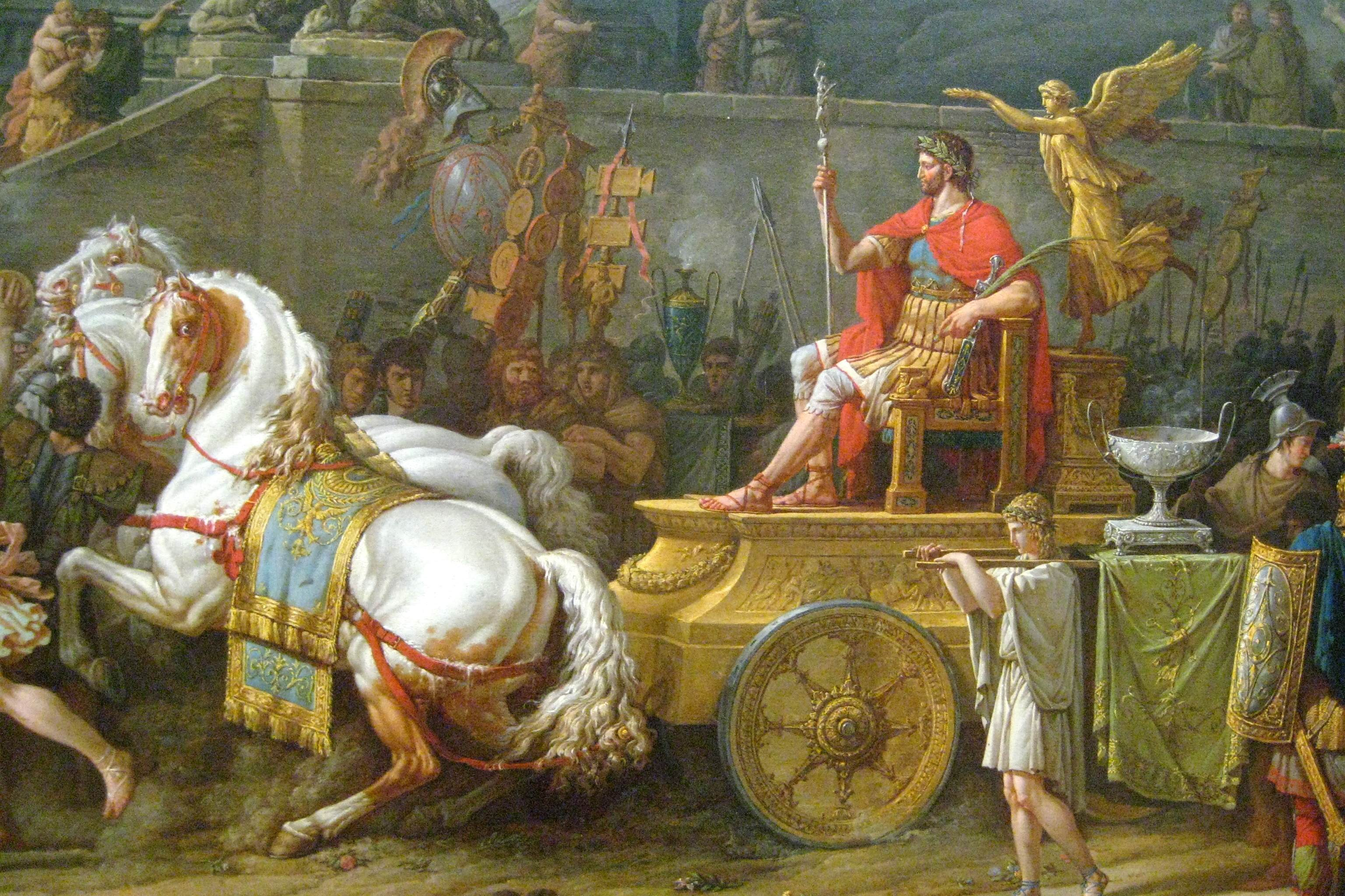
تریومف کنسول لوکیوس امیلیوس پائولوس؛ اثر کارل فرنه

پس از چند نبرد، در ۱۹۷ق. م رومیان به فرماندهی کنسول تیتوس کوینکتیوس فلامینینوس در نبرد کینوسکیفالای شکستی سنگین به مقدونی‌ها وارد کرده و فیلیپ را وادار نمودند شروط سخت صلح روم را بپذیرد. سال بعد کنسول فلامینینوس رسماً آزادی یونان از تسلط مقدونیان را اعلام کرد و در ۱۹۴ق. م همراه با لژیون‌های رومی یونان را ترک کرد.

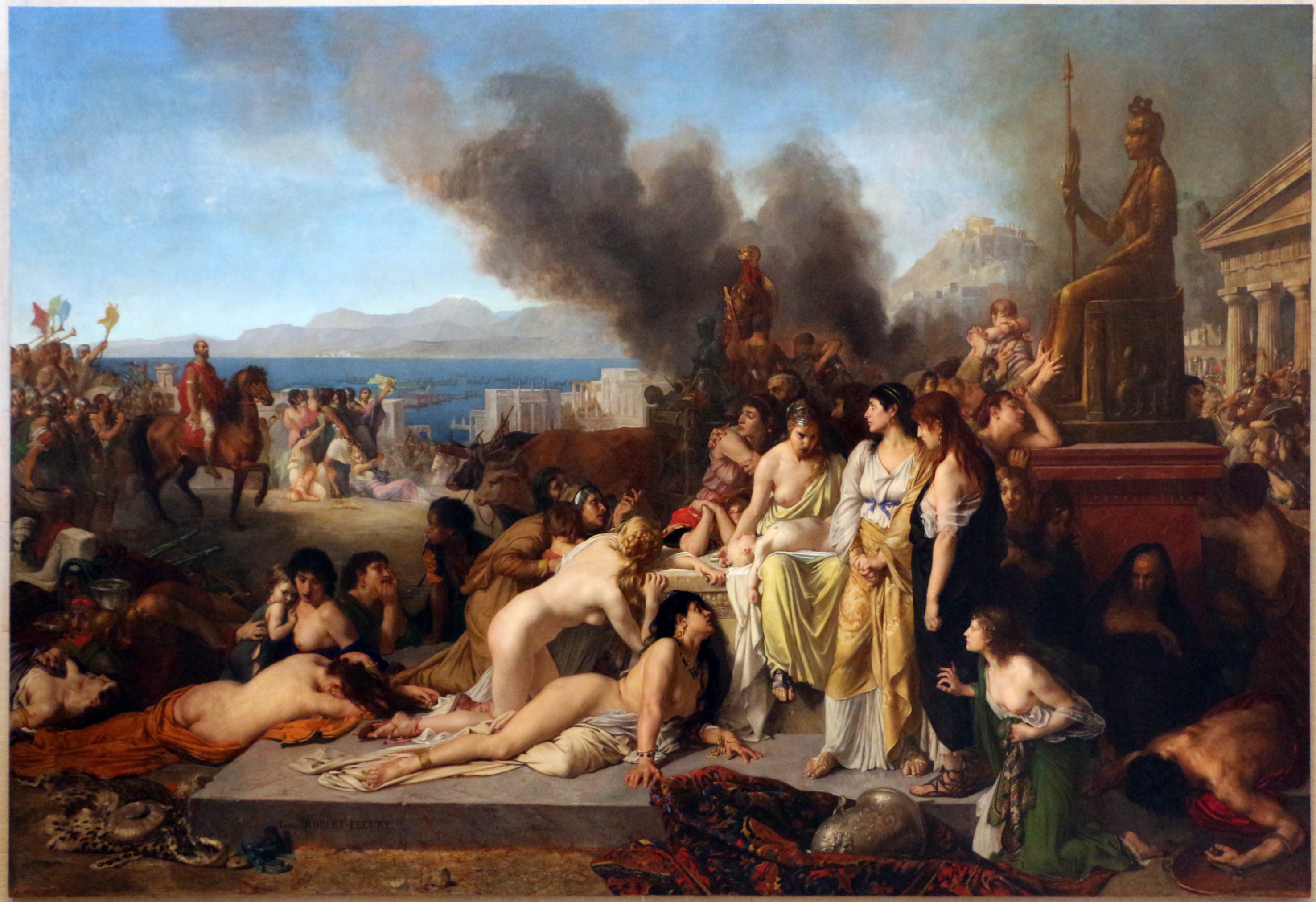
صحنه ای از نبرد کورینت (۱۴۶ق. م) که لژیون‌های رومی را در حال ورود به شهر کورینت برای غارت و سوزاندن آن نشان می‌دهد. واپسین روز کورینت؛ اثری از تونی روبر فلوری، ۱۸۷۰

اما این وضع موجودِ تحمیلیِ رومیان دیری نپایید چراکه اتحادیه ایتولی که در خلال جنگ متحد رومیان بود، بر اثر شروط سنگین صلحی که رومیان به کل یونان تحمیل کرده بودند، خواستار کمک آنتیوخوس سوم شدند تا آنان را از جبّاران رومی برهاند. اینچنین بود که جنگ سلوکیه و روم آغاز شد (۱۸۸–۱۹۱ق. م) و با پیروزی رومیان به پایان رسید.
در ۱۷۹ق. م فیلیپ پنجم در گذشت. پسر بااستعداد و جاه طلب وی، پرسئوس صاحب تاج و تخت شد و بار دیگر علایق مقدونیان در سلطه بر یونان را بروز داد. روم که می‌دید متحدان یونانی اش بار دیگر توسط مقدونیان در خطر قرار گرفته‌اند، باز به مقدونیه اعلان جنگ داد تا سومین جنگ مقدونیه آغاز شود. پرسئوس در ابتدا موفقیت‌هایی در برابر رومیان به‌دست‌آورد اما روم با فرستادن ارتشی نیرومندتر به وی پاسخ داد. این ارتش به فرماندهی لوسیوس امیلیوس پائولوس مقدونیان را در نبرد پیدنا در ۱۶۸ق. م به سختی شکست داد، مقدونیان تسلیم شده و به جنگ پایان دادند. رومیان که متقاعد شده بودند یونانی‌ها اگر به حال خود رها شوند، نخواهند توانست صلح را حفظ کنند تصمیم گرفتند نخستین جای پای دایمی خود را در جهان یونانی به وجود آورده و موقعیت خود را در آنجا مستحکم کنند؛ به طوری که مقدونیه را به چهار جمهوری متکی تقسیم کردند تا خشم مقدونیان ادامه یابد.
چهارمین جنگ مقدونیه، از ۱۵۰ تا ۱۴۸ق. م در برابر پادشاه خود خوانده مقدونی به نام آندریسکوس رخ داد، کسی که مدعی بود فرزند پرسئوس است و می‌خواست پادشاهی قدیم مقدونی (که اکنون تبدیل به چهار جمهوری شده بود) را احیا کند. رومیان به سرعت وی را در نبرد دوم پیدنا شکست دادند و در ۱۴۶ق. م آن را به صورت یکی از ایالات رومی به خود منضم کردند.
اتحادیه اخائیه (که برخلاف اتحادیه ایتولی از دشمنان روم بود) فرصت را برای جنگ با روم مغتنم شمرد اما این هم به سرعت شکست خورد. در ۱۴۶ق. م، (همان سالی که امپراتوری کارتاژ در سومین جنگ پونی نابود شد) رومیان در نبرد کورینت این شهر را محاصره و با خاک یکسان کردند و بدین گونه اتحادیه مزبور نیز تسلیم شد و رومیان آن را به صورت ایالت رومی آخیا درآوردند.

### سومین جنگ کارتاژ (۱۴۶–۱۴۹ پیش از میلاد)
کارتاژ پس از شکست در دومین جنگ پونی هیچگاه از لحاظ نظامی بازسازی نشد، امّا اقتصاد خود را به سرعت بازسازی کرد. جنگ سوم کارتاژ در حقیقت صرفاً تنبیهی بود که کارتاژیان علیه همسایه نومیدیایی خود ــ که با روم متحد شده و بازرگانان کارتاژی را مورد راهزنی قرار می‌دادند ــ اِعمال کرد. معاهدات [ــِـ صلح] هرگونه جنگی با متحدان روم را منع کرده بودند، و برای همین دفاع در برابر راهزنان/دزدان دریایی به عنوان «اقدامی جنگی» تلقی می‌شد. در میان رومیان، جناحی وجود داشت که از نابود سازی کامل رقیب آفریقایی طرفداری می‌کرد؛ یکی از این افرادِ خواهان جنگ با کارتاژ، کاتوی بزرگ بود که تمامی سخنرانی‌هایش را با گفتهٔ معروف «Ceterum censeo Carthaginem delendam esse» (و البته من معتقدم که کارتاژ باید نابود شود) به پایان می‌برد. بهانهٔ لازم برای جنگ سوم پونی را ماسینیسا ــ پادشاه نومیدیه ــ به رومیان داد؛ کسی که از مدتها پیش حوزه نفوذ خود را به زیان کارتاژ گسترش می‌داد. در ۱۵۰ق. م کارتاژ تصمیم گرفت به حملات ممتد نومیدیان پاسخ گوید، درحالی‌که می‌دانست این اقدام نقض شروط صلحی محسوب می‌شد که رومیان تحمیل کرده بودند. این اقدام کارتاژ بهانه ای شد تا روم در سال بعد به کارتاژ اعلان جنگ دهد. سنا که در واقع توسط کاتو تهییج شده بود، تصمیم گرفت به کارتاژ حمله کند، و در ۱۴۷ق. م کنسول شیپیو امیلیانوس (پسر خواندهٔ پسر شیپیو آفریکانوس) را به آفریقا گسیل داشتند. وی پس از یک محاصره طولانی، در ۱۴۶ق. م، شهر کارتاژ را نیست و نابود کرد. جنگ سه سال در خاک آفریقا به طول انجامید (۱۴۶–۱۴۹ق. م) و با شکست قاطع کارتاژ پایان یافت. رومیان خواستار تسلیم کامل و جایگیری شهر در صحرا و دور از هرگونه منطقه ساحلی یا بندری شدند، امّا کارتاژی‌ها این درخواست را رد کردند. رومیان نیز شهر را محاصره کرده، شکست داده و با خاک یکسان کردند. قلمروهای باقی ماندهٔ کارتاژ ضمیمه روم، و بازسازی شدند تا بخشی از ایالت رومی آفریکا شوند. به علاوه، قلمروهای کارتاژ در ایبری نیز توسط روم تصاحب شد و کارتاژ دیگر یک «امپراتوری» نبود بلکه اتحادیه ای از مستعمرات پونی∗(شهرهای بندری در مدیترانه غربی) بود.

## گسترش‌های تازه در مدیترانه: هیسپانیا و آسیای روم (۱۲۹–۱۳۳ پیش از میلاد)

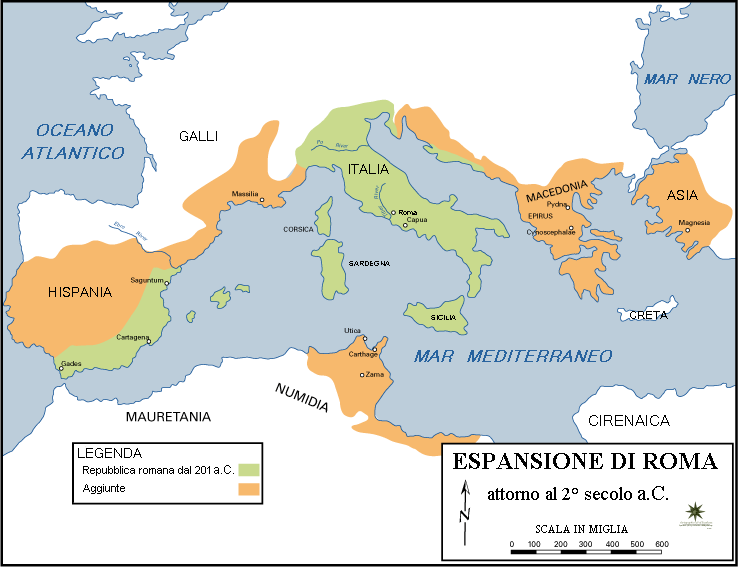
جمهوری روم در دوران پس از جنگ‌های دوم پونی (به رنگ سبز)، و سپس در حدود سال ۱۰۰ پیش از میلاد (به رنگ نارنجی). پادشاهی پرگامون که آتالوس سوم برای روم به ارث گذاشت، در انتهای راست نقشه با عنوان آسیا دیده می‌شود.

پس از آنکه کارتاژی‌ها و مقدونیان ناچار به تسلیم شدند، روم تصمیم گرفت یکبار برای همیشه مسئله اسپانیا را حل کند؛ مسئله ای که از دهه‌ها پیش سربرآورده بود. رومیان پس از آنکه کارتاژی‌ها را در دومین جنگ پونی شکست دادند، از سال ۱۹۷ق. م قلمرو اسپانیا را به دو بخش تقسیم کردند، یکی هیسپانیا سیتریور (اسپانیای نزدیکتر) و دیگری هیسپانیا اولتریور (اسپانیای دورتر)، پایتخت‌های آنان به ترتیب تاراگونا و کوردوبا بود. سوءمدیریت لجام گسیخته و استثمار خشن سبب شورشی شد که به قبایل همسایه لوزیتانی‌ها و سلتیبری‌ها نیز سرایت نمود. پس از نتایج متفاوت و نبردهای خونین و تلفات سنگین از حیث نیروی انسانی و منابع مالی، سرانجام این شورش‌های محلی با کشته شدن سرکرده لوزیتانی‌ها، ویریاتوس، در ۱۳۹ق. م. پایان یافتند. از سوی دیگر، در سال ۱۳۳ق. م، اوضاع و احوال به گونه ای بود که به انضمام پادشاهی پرگامون به جمهوری روم نیز منجر شد که در ۱۲۹ق. م تبدیل به یکی از ایالات روم به نام «آسیا» شد. پادشاه آتالوس سوم قلمرو پادشاهی خود را برای رومیان به ارث گذاشت، امّا سه سال وقت نیاز بود تا رومیان بتوانند مستقیماً بر آن سرزمین تسلط یابند، چراکه تحت هدایت ایومنس سوم شورش توده ای خشنی بر ضد رومیان درگرفته بود که به زحمت سرکوب شد. اکنون روم می‌توانست خود را قدرت مسلط مدیترانه بداند.

## تضادهای اجتماعی و نخستین جنگ داخلی (۶۰–۱۴۶ پیش از میلاد)
دورانی که از تشنجات حاصل از فعالیت‌های سیاسی برادران گراکوس تا تسلط لوکیوس کورنلیوس سولا را در برمیگیرد، نشانگر آغاز بحران‌هایی است که، تقریباً یک سده بعد، جمهوری آریستوکرات را به فروپاشی کامل دچار کردند. تاریخ‌نگاری به نام رونالد سیمه دوران گذار از جمهوری به پرینکیپاته‌ی آگوستی را «انقلاب روم» نام نهاده‌است؛ البته جورجو روفولو آن را تعریفی نامناسب می‌داند، چراکه «انقلاب‌ها با سرنگون کردن پادشاهی‌ها رخ می‌دهند نه با تأسیس کردنشان»
مشخصه این دوران، ظهور مردان نیرومندی چون ماریوس، سولا، پومپیئوس کبیر، کراسوس، و جولیوس سزار می‌باشد، کسانی که موفقیّت‌های نظامی خود را وارد عرصه سیاسی کردند.

### اصلاحات برادران گراکی (۱۲۱–۱۳۳ پیش از میلاد)
گسترشی تا بدین حد وسیع و سریع در حوضه مدیترانه در حقیقت جمهوری را ناچار کرد با چالش‌های عظیم و از جنس متفاوتی روبرو شود: نهادهای رومی تاکنون برای ادارهٔ دولتی کوچک پیش‌بینی شده بودند درحالی‌که اکنون ایالات از شبه‌جزیره ایبری تا شمال آفریقا، یونان، و آسیای صغیر گسترش یافته بودند.
از زمان اصلاحات ارضی-کشاورزی که یک تریبون مردم به نام تیبریوس سمپرونیوس گراکوس در ۱۳۳ق. م پیشنهاد کرد، تشنجات سیاسی بیش از پیش سنگین شده و به یک سری از دیکتاتوری‌ها، جنگ‌های داخلی و آتش‌بس‌های موقت مسلحانه در سدهٔ بعد انجامیدند. اهداف و مقاصد گراکوس در اصل محافظه‌کارانه بودند. وی از فقر مردانی که در نقاط مختلف ایتالیا مشاهده کرده بود بیم داشت و متقاعد شده بود که در این شرایط حفظ انسجام اجتماعی به عنوان اسکلت‌بندی ارتش امری غیرممکن خواهد بود. وی پیشنهاد کرد که با توزیع وافر زمین به شهروندانِ دارای ثروت کمتر، روح تازه ای به قشر خُرده زمیندار بدهند، قشری که از یک سو بر اثر «مالیات» جنگ‌های پیاپی و از سوی دیگر بر اثر فشار زمینداران بزرگ (که یا با اخراج مستأجرانِ ناتوان از پرداخت بدهی خود یا با خرید سرمایه‌هایشان اقدام به ازدیاد نفوذ خود می‌کردند) دچار مضیقه بزرگی شده بودند. جنگ‌های متوالی در داخل و خارج، در حقیقت، از یک سو زمیندارانِ خُرده مالک را برای سال‌ها وادار به رها کردن زمین‌هایشان جهت حضور در خدمت نظامی کرده و از دیگر سو، برای روم مقادیر هنگفتی کالا و اسیر به قیمت مناسب (بر اثر غارت غنایم و متصرفات) به ارمغان آوردند؛ این اسیران معمولاً در کارهای کشاورزی پاتریسی‌های روم به کارگرفته می‌شدند که خود پیامدهای خطرناکی برای بافت اجتماعی روم داشت، چراکه زمین‌های کوچک در حد و اندازهٔ رقابت با زمین‌های بزرگی که بردگان را در آن به کار می‌گرفتند (زمین‌هایی که عملاً با هزینهٔ صفر محصول تولید می‌کردند)، نبودند. تمامی خانوارهایی که بر اثر بدهی ناچار به ترک شهرستان‌ها شدند به روم کوچ کردند، جایی که مفهوم پرولتاریای شهری تولد یافت: توده ای از افراد که بیکار بوده و چیزی برای سیر کردن شکم نداشتند. این امر تنش‌های اجتماعی اجتناب ناپذیر و خطرناکی در خود داشت.
در همین زمینه، تیبریوس گراکوس که به عنوان تریبون در ۱۳۳ پیش از میلاد برگزیده شد، کوشش کرد قانونی تصویب کند که مقدار زمینی که هر شخص می‌توانست در تملک داشته باشد را محدود کند. آریستوکرات‌ها، که نزدیک بود مقدار زیادی از دارایی شان را از دست دهند، با این پیشنهاد قویاً به مخالفت برخواستند. تیبریوس این قانون را به مجمع پلبی‌ها تسلیم کرد، امّا توسط تریبون همکارش، مارکوس اکتاویوس (که احتمالاً توسط آریستوکرات‌ها و سناتورها خریده شده بود)، وتو شد. تیبریوس سپس اکتاویوس را در مجمع مزبور استیضاح کرد. این قانون تصویب شد امّا تیبریوس به همراه ۳۰۰ تن از هواخواهانش زمانی که می‌خواست (برخلاف عرف رایج) بار دیگر برای سال ۱۳۲ق. م به منصب تریبونی انتخاب شود تا اصلاحات خود را تکمیل کند، توسط دسته‌ای از سناتورها کُشته شد.
برادر وی با عنوان گایوس گراکوس در ۱۲۳ق. م به منصب تریبونی مردم انتخاب شد. هدف نهایی گایوس، تضعیف سنا و تقویت جناح دموکرات بود. در گذشته، سنا رقبای سیاسی خود را یا به‌وسیلهٔ تأسیس کمیسیون‌های قضایی یا با صدور یک senatus consultum ultimum (فرمان نهایی سنا) حذف می‌کرد. دو ابزار نامبرده سنا را قادر می‌ساخت رویه قضایی معمول را دور بزند. گایوس گراکوس کمیسیون قضایی را غیرقانونی خوانده و فرمان نهایی سنا را نیز معارض با قانون اساسی اعلام کرد. گایوس سپس قانونی به مجمع پلبی‌ها پیشنهاد کرد که حقوق شهروندی به متحدان ایتالیایی روم اعطا می‌کرد. این آخرین پیشنهاد به مذاق پلبی‌ها خوش نیامد و پشتیبانی از وی را قطع کرد. وی کوشید برخلاف عرف رایج برای سومین بار در ۱۲۱ق. م در انتخابات تریبونی حاضر شود، امّا شکست خورد و به همراه ۳٬۰۰۰ تن از حامیانش توسط نمایندگان سنا در تپه کاپیتول روم به قتل رسید.

### ژوگورتا، ژرمن‌ها و ظهور گایوس ماریوس (۱۰۰–۱۱۲ پیش از میلاد)
در سال‌های بعد، مشخصهٔ بارز فضای سیاسی روم جدال میان دو جناح سیاسی پوپولارها و اپتیمات‌ها بود. در این حال و احوال بود که یک انسان نوین، شهروندی رومی برخواسته از شهرستان، وارد تاریخ روم شد: گایوس ماریوس.
ماریوس، پس از آنکه صلاحیت‌های نظامی خود را در هیسپانیا اولتریور نشان داد، با هدف تصدی منصب سیاسی مناسبی بر مبنای سلسله مناصب ــ که وی را واجد صلاحیت کنسولی می‌کرد ــ به روم بازگشت. در روم با جولیا، خواهر گایوس ژولیوس سزار (پدر ژولیوس سزار معروف) ازدواج نمود. در ۱۰۹ق. م به عنوان لگاتوس به آفریقا فرستاده شد تا در جنگ علیه ژوگورتا شرکت جوید. در ۱۰۸ق. م بار دیگر به روم بازگشت تا نامزد تصدی منصب کنسولی شود، منصبی که در ۱۰۷ق. م بدان برگزیده شد، البته به لطف اتهامات و ناخرسندی‌هایی که متوجه توانائی‌های نظامی اشرافیت بود. به عنوان کنسول، وی موفق شد نبرد علیه ژوگورتا را به پایان برساند.
جنگ‌های ژوگورتی میان سال‌های ۱۱۲ تا ۱۰۶ پیش از میلاد میان روم و ژوگورتا، پادشاه حکومت شمال آفریقایی نومیدیه، درگرفت. حادثه از آنجایی آغاز شد که در ۱۱۸ پیش از میلاد، میسیپسا، پادشاهِ پادشاهی نومیدیه (متحد وفادار روم در خلال جنگ‌های کارتاژ؛ امروزه در الجزایر و تونس)، درگذشت. دو فرزند مشروع وی به نام‌های آدربال و هیمپسال و یک فرزند نامشروع به نام ژوگورتا به مقام جانشینی وی رسیدند. میسیپسا پادشاهی خود را میان سه فرزند نامبرده تقسیم کرده بود، امّا ژوگورتا هیمپسال را کشته و آدربال را به خارج از نومیدیه فراری داد. آدربال به روم گریخت تا تقاضای کمک نماید؛ در ابتدا روم میان دو برادر میانجی‌گری نمود. درنهایت، ژوگورتا به حملات خود ادامه داد تا منتج به جنگی طولانی و بی‌نتیجه با روم شود. وی همچنین پیش از جنگ و در طول آن، به بسیاری از فرماندهان رومی و حداقل دو تریبون رشوه داد. گایوس ماریوس، که در آن زمان یک لگاتوس برخواسته از خانواده‌ای مشخصاً ناشناختهٔ شهرستانی بود، از جنگ نومیدیه به روم بازگشت و در ۱۰۷ق. م در میان مخالفت سناتورهای محافظه‌کار به منصب کنسولی انتخاب شد. سپس به نومیدیه حمله برد و به‌فوریت به جنگ خاتمه داد و به کمک سولای جوان ژوگورتا را دستگیر نمود. این جنگ آخرین ثبات‌سازی روم در منطقه شمال آفریقا بود و پس از آن‌که در این جنگ رومیان موانع طبیعی صحرایی و کوهستانی را تصرف کردند، غالباً به گسترش و توسعهٔ خود در قاره آفریقا خاتمه دادند. این ناتوانی مشهود سنا و نیز استعداد ماریوس به روشنی دیده شد. جناح پوپولارها با نزدیک شدن به ماریوس از این فرصت سود فراوان برد.

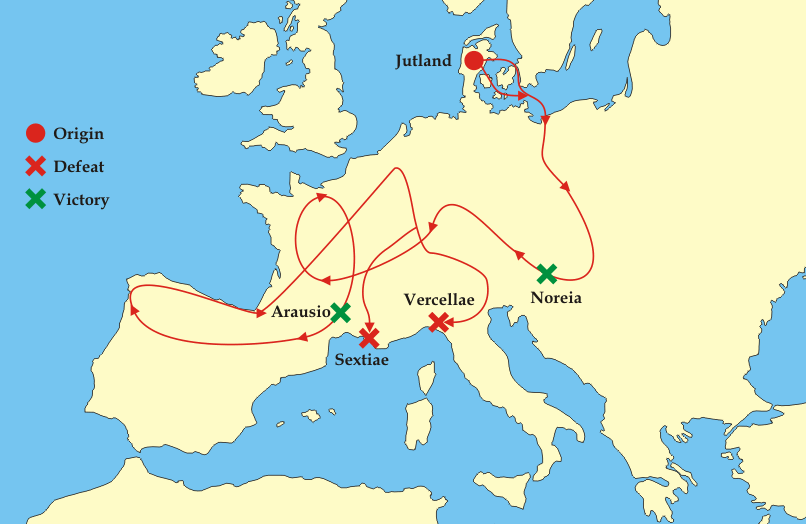
نقشه حرکت کیمبری‌ها و توتون‌ها (پیروزی آنان در نبرد آراوسیو به رنگ سبز و شکست آنان در نبردهای آکوای سکستیای و ورکلای به رنگ قرمز نشان داده شده‌است)

امّا جنگ‌های کیمبری (۱۰۱–۱۱۳ پیش از میلاد) چالشی بسیار جدی‌تر بود. قبایل ژرمنی کیمبری و توتونی از اروپای شمالی به سوی مرزهای شمالی روم کوچ کردند و با رومیان و متحدان آنان درگیر شدند. در ۱۰۷ق. م، ارتش کنسول لوکیوس کاسیوس لونگینوس در گل ناربونی شکست خورده و خودش نیز کُشته شد. امّا شکست سهمگین دیگری در ۱۰۵ق. م در آراوسیو به رومیان تحمیل شد، شکستی که با نابودی ۱۲۰٬۰۰۰ نفر از رومیان همراه بود و آنان را متوحش و پریشان ساخت.
در این اوضاع سهمناک ماریوس، که به عنوان تنها ژنرالی نگریسته می‌شد که قادر به سازماندهی ارتش در برابر ژرمن‌هاست، از سال ۱۰۴ تا ۱۰۰ پیش از میلاد (که خطر یورش ژرمن‌ها با پیروزی در نبردهای آکوای سکستیای و ورکلایرفع شد) برای پنج مرتبه متوالی به منصب کنسولی برگزیده شد. ماریوس در برابر توتون‌ها و کیمبری‌ها ارتشی جدید ایجاد کرد که محصول اصلاحات خود وی بود. ارتش‌های سابق از شهروند-دهقان‌هایی که منتظر بازگشت به مزرعه خود پس از پایان جنگ بودند تشکیل شده بود، امّا ارتش جدید حاصل از اصلاحات ماریوس ارتشی دایمی و ثابت بود که از داوطلبان آموزش دیده و تقریباً برای بیست سال خدمت تشکیل شده بود؛ بدین معنا که متشکل از افرادی حرفه‌ای بود که نه تنها مشتاق حقوق و مستمری خود بوده، بلکه در رؤیای غارت و غنیمت و نیز وعده دریافت زمین در پایان خدمت نظامی نیز بودند. پرولترها و بیچارگان شهری به صورت توده‌ای به ثبت نام در ارتش روی آوردند. این ارتشی بود که نه از شهروندانی که احساس وظیفه کنند، بلکه برعکس، از سربازانی که به فرماندهٔ خود وفادار بودند، تشکیل شده بود.
به هر روی، در نبرد آکوای سکستیای (۱۰۲ق. م) و نبرد ورکلای (۱۰۱ق. م) هر دو قبیله توسط ارتش ماریوس مضمحل شدند تا تهدیدشان علیه شمال ایتالیا رفع شود.
در تمامی این دوران، چه در نبرد مقابل ژوگورتا و چه ژرمن‌ها، ماریوس جوانی اشرافی را در کنار دست خود داشت، کسی که شایستگی‌های نظامی‌اش را تحسین می‌کرد و البته بعدها دشمن خودش نیز شد و نخستین جنگ داخلی را به راه انداخت: لوکیوس کورنلیوس سولا.

## نخستین جنگ داخلی (۹۱ تا ۸۸ پیش از میلاد)
از زمان برادران گراکوس پیشنهادها و لوایحی مبنی بر تعمیم حقوق شهروندی به دیگر اقوام ایتالیایی متحد روم ارائه شده و مورد بحث قرار گرفتند امّا تلاش‌ها به نتیجه‌ای نرسید. در ۹۱ق. م زمانی که تریبون مارکوس لیویوس دروسوس، که مشغول تهیه و تدارک لایحه‌ای برای اعطای حق شهروندی به متحدان ایتالیایی بود به قتل رسید، بر خیلی‌ها ثابت شد که حکومت روم ذاتاً قصد اعطای شهروندی به آنان را ندارد. اینچنین بود که جنگی داخلی که از ۹۱ تا ۸۸ پیش از میلاد به طول انجامید، میان ارتش روم و متحدان ایتالیایی به وقوع پیوست.
سامنیت‌ها آخرین ایتالیایی‌هایی بودند که تسلیم ارتش روم شدند، ارتشی که تحت فرماندهی سولا و نیائئوس پومپیئوس استرابو (پدر گنایوس پومپیئوس کبیر) بود. هر چند در پایان این جنگ‌ها متحدان ایتالیایی به لحاظ نظامی شکست خوردند امّا موفق شدند شهروندی روم را کسب کنند.

## ظهور سولا و دیکتاتوری او (۸۸ تا ۷۸ پیش از میلاد)
در سنا، نزاع سیاسی میان دو جناح متخاصم، اپتیمات‌ها که «قهرمان نظامی» خود را در لوکیوس کورنلیوس سولای اشرافی می‌جُستند، و پوپولارهایی که توسط ژنرال و انسان نوینی به نام گایوس ماریوس رهبری می‌شدند روزبه‌روز شدیدتر و رادیکال‌تر می‌شد. اینجا بود که آشوب و ناآرامی‌های داخلی با جنگ‌های داخلی سولا که از سال ۸۸ق. م میان این دو ژنرال رخ دادند، به بیشینهٔ خود رسیدند.
سولا در سال ۸۸ پیش از میلاد، به منصب کنسولی برگزیده شد و با فرمان سنا به فرماندهی یک ارتش رومی گماشته شد تا جنگ علیه قدرت آسیایی نوظهور مهرداد ششم، پادشاه پنتوس، را عهده‌دار شود. ماریوس و پوپولارها به‌واسطهٔ یک تریبون، فرماندهی سولا در جنگ علیه مهرداد را ملغی کردند. سولا درپاسخ ارتش خود را به ایتالیا بازگردانده و در اقدامی بی‌سابقه در روم رژه رفت. وی به قدری از اقدام تریبون خشمناک بود که قانونی را از تصویب گذراند که برای همیشه منصب تریبونی را تضعیف می‌کرد. پس از اینکار باردیگر روانهٔ جنگ خود با مهرداد شد. بلافاصله پس از آنکه وی روم را ترک کرد، پوپولارها به رهبری ماریوس و لوسیوس کورنلیوس کینا کنترل شهر را به‌دست گرفتند.
در طول مدتی که جناح پوپولارها شهر را در کنترل خود داشت، آنان ماریوس را به منصب کنسولی گماشتند، همچنین با انتصاب افراد فاقدصلاحیت به مناصب گوناگون کلانتری، به الیگارشی باسابقه دهن‌کجی کردند. از دیگرسو، سولا مهرداد را شکست داد و در ۸۵ق. م با وی معاهده صلحی منعقد کرد و با شتاب روانه روم شد. در ۸۳ق. م به روم رسید تا دومین جنگ داخلی سولا (۸۳ تا ۸۱ق. م) آغاز شود. در نوامبر ۸۲ق. م در نبرد پورتا کولینا که درست در نزدیکی دروازه‌های روم به وقوع پیوست، ارتش تحت امر سولا بر ارتش طرفداران ماریوس و کینا پیروز شده و باردیگر وارد شهر روم شده و رژه رفتند. این اقدام سولا خود نقطه آغازی (عطفی) بود که در نظامیان رومی این عادت را ایجاد کرد علیه مخالفان داخلی خود به جنگ دست یازند؛ امری که خود آغازگر مجموعه جنگ‌های داخلیی شد که نهایتاً جمهوری روم را به فروپاشی دچار کرده تا تبدیل به امپراتوری روم شود.
به‌هرحال، سولا و حامیانش، بیشتر حامیان ماریوس را از دم‌تیغ گذراندند. وی که پیامدهای خشونت‌آمیز اصلاحات رادیکال پوپولارها را دیده بود، طبیعتاً یک محافظه‌کار (اپتیمات) بود و برای همین دست به اقداماتی برای تقویت آریستوکرات‌ها و افزایش کرسی‌های سنا زد. وی همچنین خود را دیکتاتور ساخت و پس از آن‌که یک‌سری اصلاحات سیاسی اعمال کرد، در سال ۸۰ق. م به عنوان کنسول نیز خدمت کرده و در ۷۹ق. م به‌طور خودخواسته از دیکتاتوری مستعفی گشت. وی در ۷۸ پیش از میلاد به مرگ طبیعی درگذشت.

## جنگ‌های مهردادی (۸۸ تا ۶۳ پیش از میلاد)

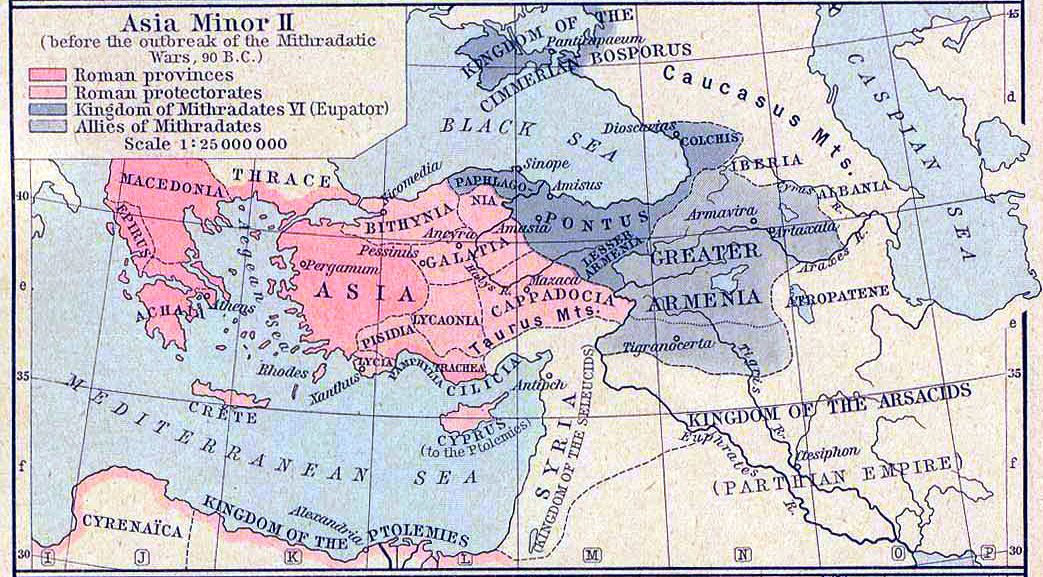
نقشه آناتولی پیش از آغاز جنگ مهردادی یکم: نواحی تحت تسلط روم (صورتی پُررنگ و با عنوان Asia)، نواحی تحت تسلط متحدان روم (صورتی کم‌رنگ)، پادشاهی پنتوس (آبی روشن و با عنوان Pontus)، و متحدان پنتوس (آبی کم‌رنگ)

### جنگ مهردادی یکم (۸۵–۸۹ ق. م)
در ۱۱۱ پیش از میلاد، مهرداد ششم، فرزند مهرداد پنجم مقتول، به تخت پادشاهی پنتوس رسید. این پادشاه جوان فوراً سیاستی گسترش‌طلبانه در حوزه دریای سیاهدر پیش گرفت و تمامی نواحی از سینوپ (شمال ترکیه) تا حوزه دانوب مشتمل‌بر کولخیس، تاوریس، شبه‌جزیره کریمه را متصرف شد و سپس اقوام همسایهٔ سکاها، سرم‌ها و رخش‌الان‌های ایرانی‌تبار را مطیع ساخت. سپس این شاه جاه‌طلب علایق خود را معطوف شبه جزیره آناتولی ساخت، جایی‌که اقتدار روم در آن به‌طور مداوم رو به رشد بود. وی آگاه بود که درگیری با جمهوری روم به قیمت نابودی یکی از طرفین خواهد انجامید.
جنگ مهردادی یکم در پایان ۸۹ ق. م آغاز شد. خصومت‌های میان مهرداد و رومیان با دو پیروزی این پادشاه بر متحدان روم آغاز شد؛ ابتدا پادشاه بیتینی، نیکومدس چهارم و سپس ژنرال رومی مأمور آنجا به نام مانیوس آکوئیلیوس را شکست داد. سال بعد مهرداد تصمیم گرفت پروژه تصرف کل شبه‌جزیره آناتولی (ترکیه امروزی) را ادامه دهد و برای همین از فریگیه (در مرکز آناتولی) آغازید. پس از آن به آن بخش‌هایی از آسیا (استان روم) که در تسلط رومیان بود دست یازید. سپس مأموران خود را به استان‌های مجاور فرستاد و لیکیه، پامفیلیه، و ایونیا را مطیع ساخت.
مدّتی چندان نگذشته بود که مهرداد توانست فرستاده ارشد رومیان در آسیا (استان روم) به نام مانیوس آکوئیلیوس را اسیر کند و سپس او را به‌شیوه‌ای وحشیانه به قتل برساند. ظاهراً از این‌جا به بعد، بخش اعظم شهرهای استان آسیا خود را تسلیم این فاتح پونتوسی کردند، و از وی همچون آزادی‌بخش خود از یوغ رومیان استقبال کردند. تنها رودس بود که به روم وفادار ماند.
به محض آنکه این اخبار به روم رسیدند، سنا علیه مهرداد ششم اعلان جنگ داد، هرچند که در روم میان دو جناح سیاسی اصلی جمهوری (اپتیمات‌ها و پوپولارها) شکاف‌های بزرگی وجود داشت و جنگ اجتماعی نیز به پایان نرسیده بود. اینچنین بود که فرمان داده شد یکی از کنسولهای آن سال، به حکومت استان آسیا گماشته شود، و این مأموریت نصیب کسی نشد جز لوکیوس کورنلیوس سولا.
در این میان مهرداد ششم اکثر آسیای صغیر را تصاحب کرده بود، و دستور داد تمام آنانی که، خواه آزاده خواه بَرده، به یکی از زبان‌های ایتالی تکلم می‌کردند، باقساوت کُشته شوند. اینچنین بود که نه تنها معدود سربازان رومی که برای حفاظت از پادگان‌های محلی باقی‌مانده بودند بلکه ۸۰٬۰۰۰ نفر از شهروندان رومی در دو استان سابقاً رومیِ آسیا و کیلیکیه قتل‌عام شدند.اوضاع برای رومیان زمانی بدتر شد که متعاقب شورش در این استان‌های آسیایی، استان آخیا در یونان نیز علیه حُکام رومی خود شورید. پادشاه پنتوسی (مهرداد) در چشم اینان به مثابه آزادیبخش یونان نگریسته می‌شد؛ تقریباً یک اسکندر کبیر جدید.
با رسیدن لوکیوس کورنلیوس سولا به یونان در ۸۷ ق. م سرنوشت جنگ علیه مهرداد به سود رومیان تغییر کرد. وی ابتدا آتن را محاصره کرد و بعد پیرئاس را متصرف شد. این فرمانده رومی دو پیروزی تعیین‌کننده دیگر در جنگ به‌دست‌آورد: ابتدا در نبرد خایرونیا در ۸۶ ق. م، جایی‌که به گفته تیتوس لیویوس ۱۰۰٬۰۰۰ نفر کُشته یا اسیر از پادشاهی پنتوس گرفت، و سپس در ارکومنوس.
همزمان، در ابتدای سال ۸۵ ق. م فرمانده سواره‌نظام رومی، گایوس فلاویوس فیمبریا، در رأس دومین ارتش رومی روانه رویارویی با مردان مهرداد در استان آسیا شد و چند بار پیروز شد و حتّی موفق شد پایتخت جدید مهرداد، پرگامون را متصرف شود و تنها اقبال بد او این بود که نتوانست خودِ مهرداد را نیز اسیر کند. از دیگر سو، سولا هم به پیشروی در مقدونیه (استان روم) ادامه می‌داد و تراکی‌هایی که در سرراهش مقاومت می‌کردند را قتل‌عام کرد. بدین‌گونه وی شورش یونانی‌ها را فروخواباند و آنان را بار دیگر مطیع روم ساخت.
پس از یک رشته مذاکرات مقدماتی، مهرداد و سولا در تابستان ۸۵ ق. م با یکدیگر برای صلح به توافق رسیدند (معاهده داردانوس)؛ که مهرداد را واداشت از تمامی فتوحات پیش از جنگ خود در آناتولی همچون بیتینی، فریگیه، پفلاگونیا، و کاپادوکیه عقب‌نشینی کند و دو هزار تالنت به عنوان خسارت بپردازد. حال سولا توانست به روم بازگردد تا حساب دشمنان داخلی‌اش را برسد (نگاه کنید به دومین جنگ داخلی سولا). بدین‌صورت نخستین جنگ مهردادی به پایان رسید.
در ۷۴ ق. م، هنگامی‌که نیکومدس چهارم پادشاهی خود، بیتینی، را برای روم به ارث گذاشت، این پادشاهی بدل به یک استان رومی به همین نام شد.

### جنگ مهردادی دوم (۸۱–۸۳ ق. م)
جنگ مهردادی دوم توسط ژنرال رومی لوسیوس لیسینیوس مورنا هدایت شد، این جنگ بیشتر به‌سبب جاه‌طلبی‌های روم به‌وقوع پیوست تا بخاطر نیاز ضروری. این جنگ کوتاه با شکست هرچند نه چندان شدید رومیان پایان یافت.

### جنگ مهردادی سوم (۶۳–۷۴ ق. م)

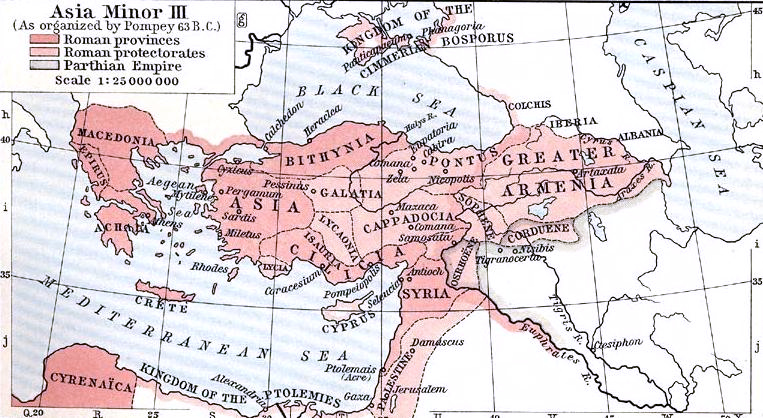
نقشه آناتولی در پایان جنگ مهردادی سوم: نواحی تحت تسلط روم (به رنگ صورتی روشن) و متحدان آن (صورتی کم‌رنگ). استان‌های سوریه، کیلیکیه، و بیتینی در پایان این جنگ‌ها به جمهوری منضم شدند.

درحالی‌که لوکیوس لیکینیوس لوکولوس همچنان در برابر مهرداد ششم و تیگران دوم درگیر بود، گنایوس پومپیئوس کبیر موفق شد در ۶۷ ق. م تمامی حوضه مدیترانه را از لوث وجود دزدان دریایی پاک سازد و جزیره کرت، سواحل لیکیه، پامفیلیه و کیلیکیه را از آنان بگیرد و بدین‌صورت دیسیپلین و استعداد سازمان‌دهی فوق‌العاده خود را ثابت کند. حال کیلیکیه که برای بیش از چهل سال لانهٔ دزدان دریایی بود، اینچنین با اقتدار مطیع روم شد. در ادامهٔ این وقایع، شهر طرسوس مبدل به پایتخت استان رومی تازه تأسیس کیلیکیه شد. سپس ۳۹ شهر جدید ساخته شدند. سرعت این جبهه نشان داد که پومپیئوس به عنوان یک ژنرال، در دریا نیز دارای نبوغ لجستیک بسیاری است.
پس از تسویه حساب با دزدان دریایی در مدیترانه، حال پومپیئوس به لطف قانون موسوم به مانیلیا که سزار و سیسرون آن را پشتیبانی کردند، مأمور هدایت جبهه تازه‌ای علیه مهرداد ششم شد (۶۶ ق. م). این قانون به پومپیئوس اقتدار و اختیار مطلقی برای فتح و سازماندهی سرتاسر مدیترانه شرقی داد، پومپیئوس از حالا می‌توانست تکلیف کند که چه کسانی دوستان روم‌اند و چه کسانی دشمنان آن؛ وی جواز چنان قدرت نامحدودی را گرفته بود که تا آن هنگام به هیچ‌کس دیگری واگذار نشده بود، و تمامی نیروهای نظامی روم در خارج از ایتالیا تحت امر وی نهاده شد.
در سال‌های بعدیِ جنگ (۶۶ تا ۶۳ ق. م) و در پایان آن، پومپیئوس که شورش یهودیان را هم فروخوابانده بود به استان تازه تأسیس سوریه رفت و مهیای از نو سازمان‌دادنِ کل سرزمین‌های شرقی روم شد: در این ساختار جدید، معاهده‌ای میان جمهوری روم و شاهنشاهی اشکانی منعقد شد که بر مبنای آن، رود فرات از این به بعد مرز میان دو دولت شناخته می‌شد، ارمنستان بزرگ نصیب تیگران دوم شده و فارناک دوم (فرزند مهرداد ششم متوفی) نیز پادشاهی بسفور، آریوبرزن هم کاپادوکیه، و آنتیوخوس یکم هم زیوگما (کوماژن) و بخش‌هایی از بین‌النهرین را صاحب شدند.
گنایوس پومپیئوس همچنین تصمیم گرفت چند شهر جدید (ظاهراً طبق گفتهٔ دیون کاسیوس، هشت شهر) تأسیس کند، همچون نیکوپولیوس (به معنای «شهر پیروزی» که یادآور پیروزی وی در برابر مهرداد ششم بود)؛ سپس شهر اوپاتوریا را با عنوان جدید «مانیوپولیس» بازسازی نمود، شهری که توسط مهرداد تأسیس شده و به نام او نیز نام‌گذاری شده بود امّا بعدها به‌علت پذیرایی و استقبالی که از رومیان به‌عمل آورد، آن را ویران کرده بودند. در کاپادوکیه نیز شهر قیصریه را از نو ساخت، شهری که بر اثر جنگ کاملاً ویران شده بود. متعاقباً شهرهای بسیارِ دیگری در پونتوس، فلسطین، و سوریه هم بازسازی کرد و کیلیکیه (جایی که بخش اعظم نبرد خود در برابر دزدان دریایی را انجام داده بود و تا آن زمان با عنوان صولی نامیده می‌شد) را به عنوان تازه پومپیئوپولیس (به‌معنای «شهر پومپیئوس») تغییر نام داد.
به پاس این دستاوردها، سنای روم برای وی مراسم تریومف شایسته‌ای در ۲۹ سپتامبر (زادروز خودش) سال ۶۱ پیش از میلاد برگزار کرد و او را به لقب مانیوس مفتخر ساخت که در لاتین به‌معنای «کبیر» است. در بالاتر اشاره شد که نیکومدس چهارم، واپسین شاه بیتینی، قلمرو خود را در ۷۴ ق. م برای روم به ارث گذاشت؛ حال با پایان یافتن جنگ مهردادی سوم، قلمرو پادشاهی پنتوس نیز به همراه قلمرو بیتینی متفقاً به عنوان استان جدیدی تحت نام بیتینی و پنتوس به جمهوری روم منضم شدند.

## شورش اسپارتاکوس (۷۱–۷۳ پیش از میلاد)

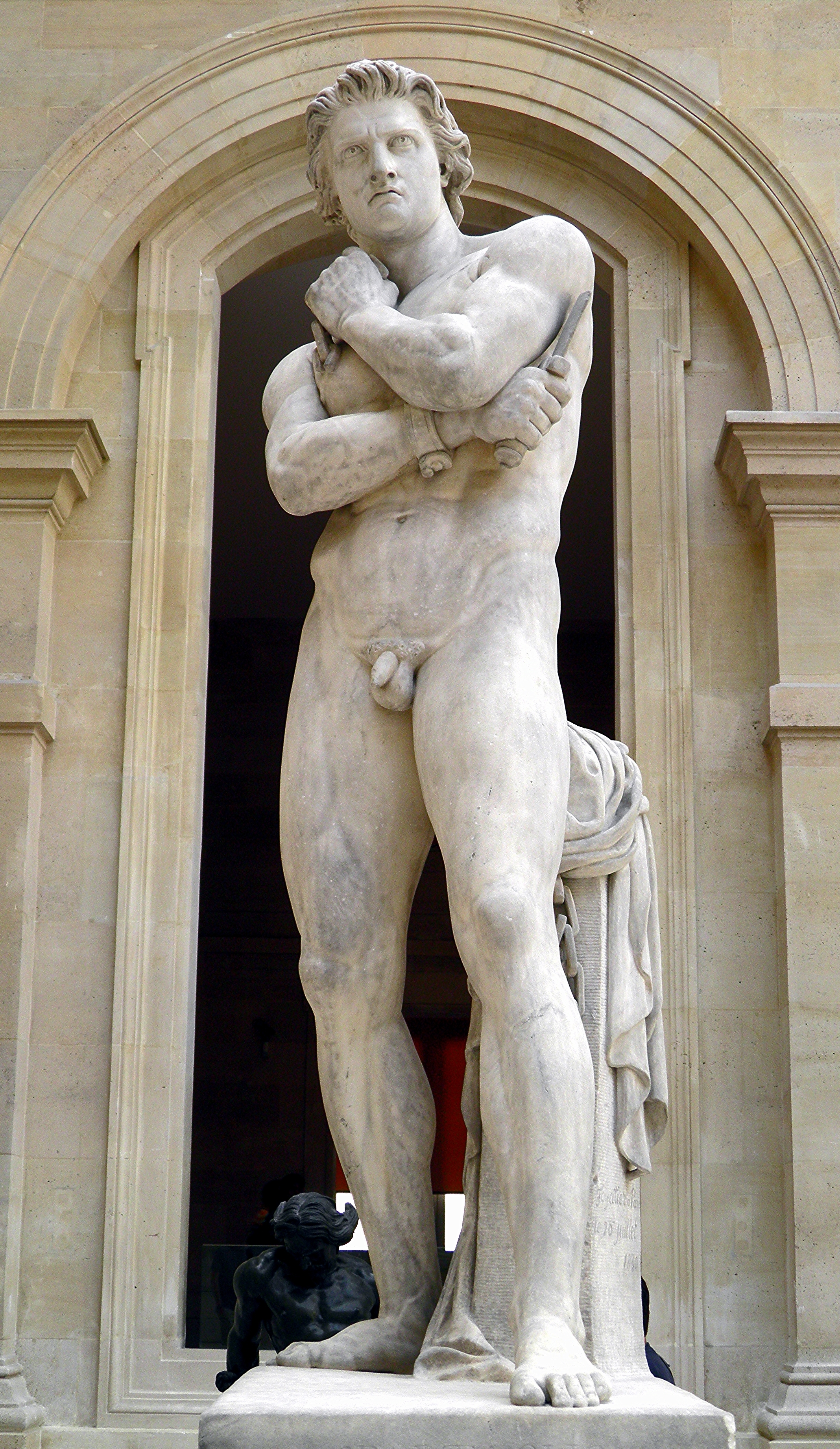
تندیس اسپارتاکوس، رهبر بَردگان شورشی، واقع در موزه لوور، پاریس

### پیش زمینه
خصیصه اوضاع سیاسی در سده یکم پیش از میلاد، یک ناآرامی و تنش مستمر میان جناح‌های سیاسی پوپولارها (عوامیون) و اپتیمات‌ها (مهتران) بود: پس از جنگ داخلی میان حامیان انسان نوینی به نام گایوس ماریوس و آریستوکراتی به نام لوکیوس کورنلیوس سولا که به انتصاب دومی به مقام دیکتاتور انجامید، تسلط اپتیمات‌ها تحکیم شد و آنان به حاکم بلامنازع سنا و سپهر سیاسی روم بدل شدند. سپس در ۸۰ ق. م شورش یکی از پوپولارها به نام کوینتوس سرتوریوس آغاز شد: وی آن دسته از ماریان‌ها که از تعقیب و آزارهای سیاسی سولا گریخته بودند را به دور خود جمع نمود و به هیسپانیا پناهنده شد، جایی که با قبایل لوزیتانی، که هیچگاه تماماً تحت تسلط رومیان درنیامده بودند، نیز متحد شد. در برابر این دولت شورشیِ سرتوریوس که به لطف جریان مستمر ورود تبعیدیان سیاسی از روم برپا شده بود، گنایوس پومپیئوس در سال ۷۶ ق. م به هیسپانیا فرستاده شد تا دولت شورشی سرتوریوس را سرکوب کند؛ و او تنها هنگامی توانست دست برتر را داشته باشد که کنفدراسیونی که سرتوریوس آن را شکل داده و اداره می‌کرد در ۷۲ ق. م از هم‌پاشید. همزمان با این شورش در جبهه باختری، رومیان در جبهه خاوری نیز درگیر جنگ مهردادی سوم در برابر مهرداد ششم بودند و توسط لوکیوس لیکینیوس لوکولوس رهبری می‌شدند. همین جنگ دو جبهه‌ای در حقیقت حضور نیروها در ایتالیای رومی را کاهش داده بود و سپاه موجود در پایتخت را ناکافی کرده و به شورش اسپارتاکوس اجازه داد موفقیت‌های اولیه‌اش را کسب کند.
«آنان از حیث سربازان آموزش‌دیده و نیز ژنرال‌های مجرب دچار کمبود بودند. کوینتوس متلوس و گنایوس پومپیئوس در اسپانیا، مارکوس لوکولوس در تراکیه، و لوکیوس لوکولوس نیز در آسیای صغیر درگیر بودند؛ و هیچ‌چیز در دسترس نبود مگر سربازانی آموزش‌ندیده و، بالاتر از همه، افسرانی ناشی.»— Theodor Mommsen، Storia di Roma antica, libro V, pp. 657-658
انگیزه دیگری که شورش بردگان را برانگیخت (شورشی که برخلاف نخستین و دومین جنگ بردگان بیش از آنکه محلی باشد، کلی و سراسری بود) همانا موفقیّت اقوام محلی ایتالیایی بود، کسانی که به قیمت یک «جنگ اجتماعی» سه ساله (۸۸–۹۱ ق. م) موفق به گسترش حقوق شهروندی خود شده بودند.
کشاورزی در شبه‌جزیره ایتالیا در مقیاسی عظیم به استثمار بردگان در زمین‌های بزرگ متکی بود. شرایط خشنی که بردگان در آن نگه‌داری می‌شدند، خود اغلب دلیلی بر شورش‌های خونین بود؛ شورش‌هایی که در دهه‌های پیش از شورش اسپارتاکوس هم مشکلات متعددی ــ به‌ویژه در سیسیلــ برای رومیان به‌بار آورده بودند.

### شورش
اسپارتاکوس بَرده‌ای اهل تراکیه بود و به عنوان گلادیاتور آموزش دید. در ۷۳ پیش از میلاد به همراه تنی چند از همراهانش، در کاپوآ شورش کرد و به سوی وزوویوس گریخت. شمار شورشیان به سرعت تا ۷۰٬۰۰۰ تن رسید، شورشیانی که غالباً متشکل از بردگان تراکیه‌ای، گالی، و ژرمن بودند. در ابتدا، اسپارتاکوس و نفر دوم شورش یعنی کریکسوس موفق شدند لژیون‌های متعددی که در برابرشان فرستاده می‌شدند را شکست دهند. هنگامی‌که فرماندهی رومیان تحت امر مارکوس لیکینیوس کراسوس ــ که شش لژیون در اختیار داشت ــ یکپارچه شد، شورش در ۷۱ ق. م سرکوب شد و حدود ده‌هزار برده از میدان نبرد گریختند. بر طبق گفتهٔ پلوتارک، اسپاراکوس با دزدان دریایی کیلیکیه به توافق رسیده بود تا او و ۲٬۰۰۰ تن از مردانش را به جزیره سیسیل ببرند، جایی‌که قصد داشت بَردگان آنجا را نیز بشوراند و بدین ترتیب نیروهای تقویتی دریافت کند. با این‌حال دزدان‌دریایی به وی خیانت کردند، و پولی که اسپارتاکوس به آنان داده بود را دریافت کرده امّا او و بَردگانش را رها کردند. منابع خُردتر می‌گویند که اسپارتاکوس در حقیقت تلاش‌های متعددی انجام داد تا تنگه مسینا را با کلک یا تشکیل ناوگان دور بزند و به سیسیل برسد، امّا کراسوس اقدامات نامعلومی انجام داد تا اطمینان یابد که بَردگان نتوانند به سیسیل برسند، و بدینگونه تمامی تلاش‌های اسپارتاکوس را نقش بر آب کرد. حال گنایوس پومپیئوس که در حال بازگشت از اسپانیا بود نیز به کراسوس ملحق شد تا متفقاً بردگان را سرکوب کند. در پایان شورش ۶٬۰۰۰ بَرده در طول جاده آپیا از کاپوآ تا روم مصلوب شدند.
پومپیئوس و کراسوس پس از سرکوبی شورش مزبور با لژیون‌های خود به روم بازگشتند، و از خلع سلاح لژیون‌هایشان خودداری کرده و آنان را درست در خارج دیوارهای شهر روم اردو زدند. این دو ژنرال توانستند به‌طور تمام و کمال، ثمرات سیاسی پیروزی خود بر شورشیان را درو کنند: هر دو خود را برای سال ۷۰ ق. م نامزد تصدی منصب کنسولی کردند، آن‌هم با وجود آنکه پومپیئوس به سبب سن جوان خود و این حقیقت که برخلاف ترتیبات لازمهٔ سلسله مناصب هنوز به عنوان پرایتور یا کوایستور خدمت نکرده بود، واجد شرایط تصدی سمت کنسولی نبود. با این وجود، هر دو به سمت کنسولی انتخاب شدند،آنهم به لطف تهدید ضمنی لژیون‌های مسلحی که خارج از روم اردو زده بودند.

### پیامدها
این شورش مشخصاً مردم رومی را به وحشت افکنده بود، مردمی که بر اثر این خوف و دهشت ظاهراً «آغاز به رفتار ملایم‌تری نسبت به گذشته با بردگان خود کردند». زمینداران ثروتمند آغاز به کاهش شمار بردگانِ شاغل در کشاورزی کردند، و در عوض برخی زمینداران خُرده‌مالک سابق که زمین‌هایشان از آنان سلب شده بود را با عنوان «متسادرو» در زمین خود استخدام کردند.
حتّی وضع قانونی و حقوقی بَردگان نیز رو به تحول نهاد. بعدها در دوران امپراتوری روم و در زمان حکمرانی امپراتور کلودیوس (۵۴–۴۱ پس از میلاد)، از قانون اساسیی رونمایی شد که کُشتن یک بَرده سالخورده یا بیمار را به مثابه قتل می‌انگاشت و مجازات برای آن قائل می‌شد، و همچنین به بردگانی که توسط اربابانشان آزاد می‌شدند آزادی می‌بخشید. در طول حکمرانی آنتونینوس پیوس (۱۶۱–۱۳۸ پس از میلاد)، حقوق بردگان بیش از پیش توسعه یافت، و اربابان مستقیماً مسئول قتل بَردگانشان پنداشته می‌شدند، و در همان حال بَردگانی که اثبات می‌کردند مورد سوءرفتار واقع شده‌اند، می‌توانستند رسماً و قانوناً خود را در معرض فروش بگذارند؛ همزمان نهادی [قضائی] و به لحاظ نظری مستقلی تأسیس شد که بردگان می‌توانستند در آن دادخواهی کنند. هرچند که این تغییرات حقوقی در چنان مدت طولانیی بعد از شورش اسپارتاکوس رخ دادند که نمی‌توان به سهولت آنان را پیامد بلافاصلهٔ این شورش دانست، با این حال این تغییر و تحولات حقوقی ترجمانی از تغییر رویکرد رومیان نسبت به بَردگان در طول دهه‌ها هستند.

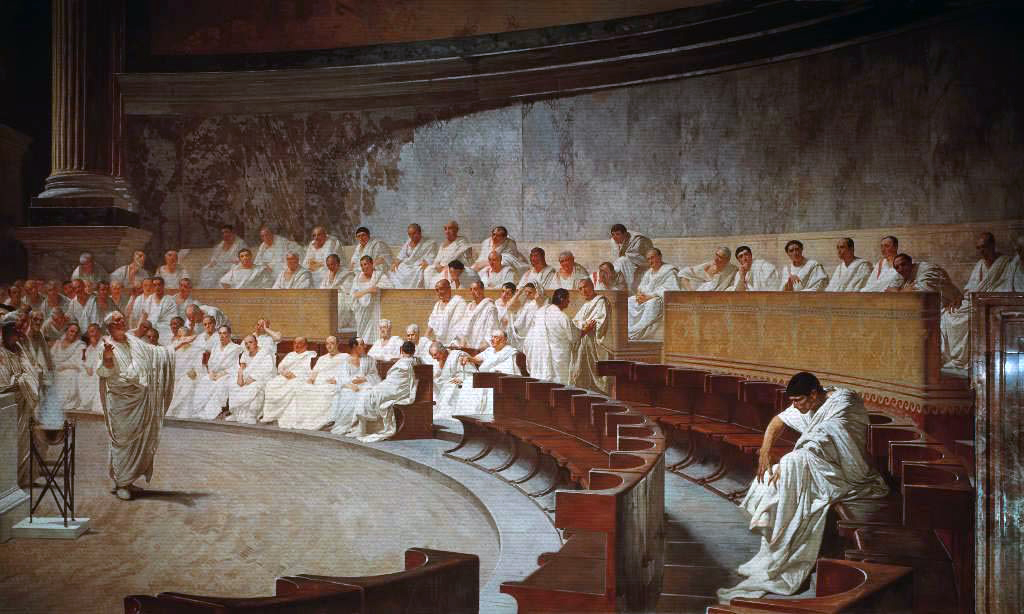
سیسرون با نطق خود کاتیلینا را محکوم می‌کند. نگاره از چزاره ماکاری، ایتالیایی نقّاش سده نوزدهم

## توطئه کاتیلینا
در ۶۳ ق. م، لوکیوس سرگیوس کاتیلینا پس از آنکه برای چندمین مرتبه از تصدی منصب کنسولی منع شد، تصمیم گرفت توطئه‌ای شکل دهد و جمهوری را براندازد. امّا کنسول آن سال، مارکوس تولیوس سیسرون، موفق شد توطئه را برملا کرده و نظم را (هرچند موقتی) به روم بازگرداند. کاتیلینا بیش از هرچیز متکی به حمایت پلبی‌ها ــ که بدانان اصلاحاتی رادیکال پیشنهاد می‌کردـ و نیز اشرافیان مضمحل شده‌ای بود که به آنان براندازی نظام فعلی (جمهوری) و محتملاً ایجاد یک نظام پادشاهی قدرتمند یا چیزی شبیه به آن را القا می‌کرد. سیسرون به لطف اخطار پنهانی مبنی بر در خطر بودن دولت که فولویا، معشوقه یکی از توطئه‌گران به نام کوینتوس کوریوس، در اختیارش نهاد از توطئهٔ در شرف وقوع مطلع شد، و یک فرمان نهایی سنا برای دفاع از جمهوری از سنا گرفت که به موجب آن، قدرت و اختیارات ویژه‌ای به دو کنسول تفویض می‌شد. سیسرون که از یک تلاش ترور از سوی توطئه‌گران‌جان سالم به در برده بود، نشست سنا را در معبد ژوپیتر فراخواند، و با نخستین نطق از مجموع چهار نطق موسوم به «خطابه‌های علیه کاتیلینا» اتهامات سختی به کاتیلینا زد. کاتیلینا که نقشه‌های خود را نقش بر آب می‌دید، ناچار شد روم را ترک کند تا با حامی‌اش گایوس مانلیوس به اتروریا عقب‌بنشیند، و در همین حال رهبری توطئه را به برخی از مردان مورد اعتمادش یعنی لنتولوس سورا و گایوس کِتِگوس سپرد.
این اتهام وارد است که کاتیلینا کوشیده بود قوم جنگجوی آلوبروگ (اهل گالیا ترانس‌آلپینا) را در این توطئه شرکت دهد. توطئه‌گران به سران این قوم نامه‌هایی مکتوب فرستاده بودند که در آن در صورت پشتیبانی‌شان از کاتیلینا بدان قوم امتیازاتی بزرگ وعده داده بودند، امّا سیسرون که با این گل‌ها همکاری داشت نامه‌های مزبور را ضبط کرده و توانست لنتولوس و کتگوس و سایر توطئه‌گران را هم به سنا بکشاند. امّا هنگام بحث بر سر اینکه چه مجازاتی برای آنان باید صادر شود، بحث داغی درگرفت: پس از آنکه بسیاری از سناتورها از حکم اعدام طرفداری کردند، گایوس ژولیوس سزار جوان طی نطقی پیشنهاد کرد که توطئه‌چینان با تبعید و ضبط دارایی مجازات شوند. نطق سزار غوغا و آشوبی برانگیخت، و چه بسا اگر نطقِ به همان اندازه آتشینِ کاتوی کوچک در حمایت از مجازات اعدام نمی‌بود، سناتورها را قانع به مجازات تبعید می‌کرد. بدین‌گونه توطئه‌گران محاکمه شده، و سیسرون مرگ آنان را با جمله ملایم «زندگی کردند» به مردم اعلام کرد. کاتیلینا هم که از روم گریخته بود، در ژانویه ۶۲ ق. م در نبردی به همراه ارتش خود شکست خورده و کشته شد.
سیسرون که از فخر کردن به نقش کلیدی خود در سلامت نگه داشتن جمهوری و سرکوبی توطئه کاتیلینا دریغ نمی‌کرد، چنان اعتبار والایی کسب کرد که مفتخر به لقب «پدر میهن» شد.

## از تریوم‌ویرات اول تا گذر از روبیکن
جهان رومی اکنون آغاز به چنان گسترشی کرده بود که برای نهادهای جمهوری بیش از حد بزرگ می‌نمود. ناتوانی این نهادها، به‌ویژه سنا و طبقهٔ آریستوکراتی که سنا آن را نمایندگی می‌کرد، اکنون در شرایط تریوم‌ویرات اول عیان شده بود. تریوم‌ویرات معاهده‌ای غیررسمی میان سه تن از نیرومندترین مردان روم یعنی کراسوس، پومپیئوس کبیر، و سزار بود که بر طبق آن، این مردان حوزه‌های نفوذی را میان خود تقسیم کردند و متعهد به پشتیبانی متقابل از یکدیگر شدند (۶۰ پیش از میلاد). این معاهدهٔ شخصی که در تاریخ‌نگاری امروزین از آن با عنوان تریوم‌ویرات اول یاد می‌کنند اتحادی میان سه شخص حقیقی بود که، با توجه به نفوذ این امضاکنندگان، بعدها پیامدهای بسیار قابل‌توجهی بر حیات سیاسی جمهوری گذارد.
کراسوس ثروتمندترین فرد روم بود که در حقیقت منابع مالیِ کارزار انتخاباتی کنسولی سزار را تأمین کرده بود و یکی از نمایندگان برجسته طبقهٔ اکوایتس (سواران) به‌شمار می‌رفت. پومپیئوس نیز پس از آنکه خط پایانی بر امپراتوری سلوکی کشید و جنگ مهردادی سوم در برابر مهرداد ششم در شرق را با موفقیّت به پایان رساند، فرماندهی نظامی با بیشترین موفقیّت در کارنامه‌اش بود. روابط میان کراسوس و پومپیئوس از نوع آرمانی‌ترین‌ها نبود امّا سزار با توانمندی دیپلماتیک تیز خود توانست آنان را با یکدیگر آشتی دهد؛ چراکه وی به اتحاد میان این دو مرد به عنوان تنها راهی که با آن می‌توانست به رأس هرم قدرت دست یابد می‌نگریست. کراسوس در حقیقت نفرت به‌خصوصی نسبت به پومپیئوس داشت، از زمانی‌که پومپیئوس یک تریومف (جشن پیروزی) به‌خاطر پیروزی بر کوینتوس سرتوریوس در هیسپانیا و نیز پیروزی در سرکوبی سومین جنگ بردگان برگزار کرده بود. در این تریومف‌ها بیشترین نقش در پیروزی را به پای پومپیئوس نوشتند درحالی‌که کراسوس، معمار حقیقی پیروزیِ پُرمشقت بر اسپارتاکوس، فقط توانست یک اوواتیو (تریومف کوچک) را جشن بگیرد.
بر طبق معاهده تریوم‌ویرات، پومپیئوس متعهد می‌شد از کاندیداتوری سزار به منصب کنسولی حمایت کند و در همان حال کراسوس آن را تأمین مالی کند. در عوضِ این پشتیبانی، سزار باید کاری می‌کرد که زمین‌ها برای کهنه‌سربازان پومپیئوس توزیع شوند و سنا نیز اقدامات پومپیئوس در شرق را تأیید کند. همزمان با آن، چنان‌که باب میل کراسوس و طبقه سواران بود، یک-سوم پولی که مقاطعه‌کاران مالیاتی استان آسیا باید می‌پرداختند را بدانان می‌بخشید. برای محکم کردنِ هرچه بیشتر این حکومت‌سه‌نفره، پومپیئوس با جولیا، دختر سزار، ازدواج کرد.
فاز دوم (تصویر میانی): تهاجم سزار به بریتانیا و ژرمن در سال ۵۵ ق. م
در ۵۹ پیش از میلاد که سزار برای نخستین بار به کنسولی رسید، وی محبوبیت سیاسی و پرستیژ خود را در خدمت این اتحاد به کار برد تا اصلاحاتی که با دو تریومویر دیگر (کراسوس و پومپیئوس) در موردشان توافق کرده بود را پیش ببرد. باوجود مخالفت‌های محکم کنسول همکار سزار (هر ساله دوکنسول انتخاب می‌شدند)، مارکوس کالپورنیوس بیبولوس، که کوشش کرد به هر قیمتی مانع ابتکاراتش شود، سزار موفق به بازتوزیع قسمتی از زمین‌های عام‌المنفعه برای کهنه‌سربازان پومپیئوس و حتّی برخی شهروندان با ثروت کمتر شد. بیبولوس هنگامی‌که متوجه شد سیاستش ــ که منحصراً متوجه پاسداری از منافع اشراف سناتوری بود ــ شکست خورده، از زندگی سیاسی کناره گرفت و با این اقدام پنداشت که اقدامات همکارش را محدود می‌کند امّا در عوض سزار توانست به شکلی کاملاً مسالمت‌آمیز برنامه انقلابی‌اش را پیش ببرد.

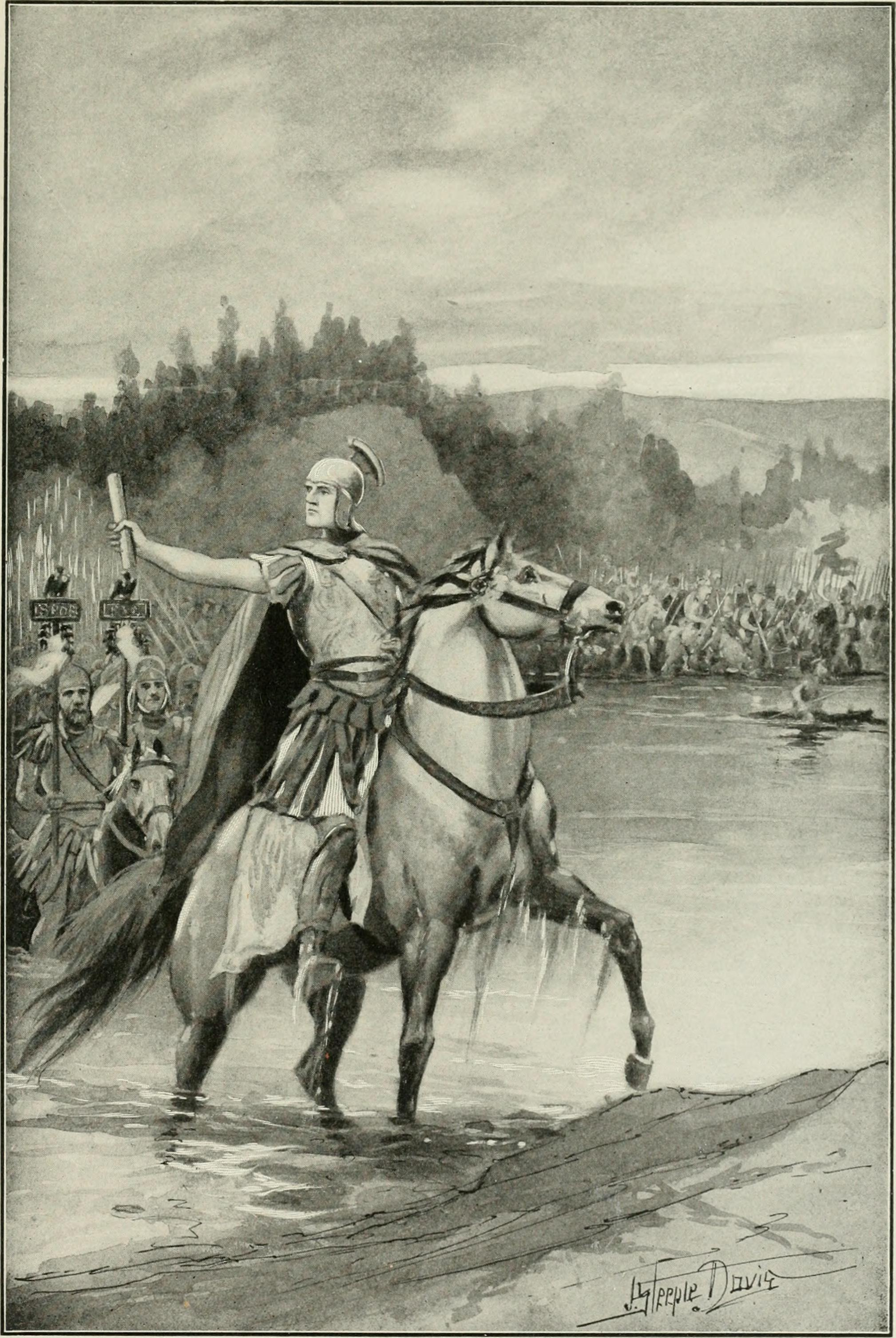
سزار با لژیون سیزدهم خود از روبیکن گذر می‌کند و جنگ داخلی را می‌آغازد.

سزار در حقیقت برای تأسیس مستعمرات جدید در ایتالیا، همچون کاپوآ، برنامه‌ریزی کرد، و برای حفاظت از استان‌ها در برابر فساد حُکام محلی نیز قوانینی برضد باج‌گیری تصویب نمود، همچنین در همان سال ۵۹ ق. م قوانین دیگری تصویب کرد که رضایت طبقه سواران (اکوایتس) را جلب کرد: با قانون موسوم به lex de publicanis وی یک-سوم پولی که سوارکاران باید به دولت می‌پرداختند را کاهش داد و بدین‌وسیله آنان را مورد مرحمت قرار داد. در نهایت قانونی هم از تصویب گذراند که سنا را وامی‌داشت گزارش هر جلسه‌اش را بنویسد (ارائه دهد). بدین‌گونه بود که سزار از پشتیبانی تمامی مردم روم اطمینان یافت و پایه موفقیّت‌های آینده‌اش را بنیان نهاد.
در طول مدت کنسولی‌اش در سال ۵۹ ق. م، به لطف حمایت دو تریوم‌ویر دیگر (کراسوس و پومپیئوس)، سزار با قانون موسوم به Lex Vatinia در یکم مارس این سال مقام پروکنسولی استان‌های ایلیریکوم و گالیا کیسالپینا را به علاوه ارتشی متشکل از سه لژیون (لژیون‌های هفتم، هشتم، و نهم) برای پنج سال به‌دست‌آورد. مدت کوتاهی بعد، بر طبق یک قطعنامه سنا به وی ایالت گل ناربونی، که پروکنسول آن به‌طور غیرمنتظره‌ای فوت کرده بود، نیز اعطا شد و یک لژیون دیگر (لژیون دهم) هم به جمع لژیون‌هایش اضافه شد.
در حقیقت در بدو سال ۵۸ ق. م ابتدا تنها استان ایلیریکوم با سه لژیون مستقر در آکویلیا به سزار واگذار شده بود و سپس استان‌های گالیا کیسالپینا و گل ناربونی بدان افزوده شدند؛ همین نشان می‌دهد که سزار می‌خواست با نبردهایی از فراسوی آلپ تا دانوب، به نیت جستجوی ثروت و شهرت و افزایش نفوذ نظامی‌ــ سیاسی‌اش، به گل (سرزمین) برود؛ و برای همین از تهدید فزایندهٔ قبایل داکیه که تحت امر پادشاه بوربیستا متحد شده بودند، سودجُست. در حالی که وی هنوز در روم حضور داشت، پی برد که هلوتی‌ها (ساکن در دریاچه کنستانس، رون، کوهستان ژورا، راین، و آلپ رتی) خود را آمادهٔ برگذشتن از قلمرو گل‌ناربونی می‌کردند. همچنین این خطر وجود داشت که آنان، با ورود به قلمرو روم، حملاتی انجام داده و اقوامی که در گل می‌زیستند از جمله، آلوبروگ‌ها، را بشورانند؛ و نیز ممکن بود سرزمین‌هایی که قرار بود تخلیه شوند بعدها تبدیل به شکاری برای دیگر اقوام مهاجر ژرمن شوند؛ اقوام ژرمنی که قرار بود همسایه رومیان شوند، و بدینگونه خطری در کمین بود که نباید دست‌کم گرفته می‌شد. در ۲۸ مارس، سزار اخباری دریافت داشت که هلوتی‌ها ضمن سوزاندن شهرهای خود، به کرانه‌های رون رسیده‌اند، و برای همین ناچار شد با شتاب روانه گل (سرزمین) شود، جایی که پس از تنها چند روز عزیمت، در ۲ آوریل بدانجا رسید و بدین‌گونه جنگ‌های گالی را آغازید.
کراسوس در سال ۵۳ ق. م نبرد حران در برابر پارتیان کُشته می‌شود، و این واقعه جاه‌طلبی‌های شخصی سزار و پومپیئوس را در برابر هم قرار می‌دهد؛ در این میان، سنای روم ترجیح می‌دهد جانب دومی را بگیرد، کسی‌که خود را به اپتیمات‌ها نزدیک‌تر نشان می‌داد و رویکرد دوستانه‌تری در قبال منافع طبقهٔ محافظه‌کاران سنا داشت. در عوض، سزار با گذر از روبیکن که مرز شمالی ایتالیای رومی به حساب می‌آمد، جنگ داخلی پنج ساله‌ای (۵۹ تا ۵۵ ق. م) را علیه پومپیئوس و سنای روم آغازید.

## از گذر از روبیکن تا ترور سزار (۴۹ تا ۴۴ پیش از میلاد)
جنگی که تاکنون در درون محدوده نهادهای سنتی جمهوری همواره نهان مانده بود، اکنون در ۴۹ ق. م با فرمان سنا به سزار مبنی بر معاف کردن لژیون‌هایش (همان لژیون‌هایی که با آنان نبردهای پیروزمند گالی را پیش برده بود) و بازگشت به روم همچون یک شهروند عادی، شعله‌ور شد. سزار از سویی می‌دانست که معاف کردن لژیون‌هایش و بازگشتش به روم خطر محاکمه‌اش به خاطر جرائم گذشته یا حتی ترور وی را در پی دارد و از سویی ورود به ایتالیا بدون معاف کردن لژیون‌ها به منزلهٔ اعلان جنگ به جمهوری و سنا است و برای همین مردد بود، تا اینکه در دهم ژانویه این سال، بر تردیدهایش غلبه کرد و با گفتن جمله «تاس انداخته شده‌است» با نیروهایش از روبیکن گذشت، رودی که حدود شمالی ایتالیای رومی را مشخص می‌کرد، و با این‌کار جنگ داخلی را آغازید. سنا، در عوض، خود را در کنار پومپیئوس قرار داد و برای دفاع از جمهوری تصمیم گرفت به سزار اعلان جنگ دهد. (۴۹ پیش از میلاد)
پس از تصادفات و برخوردهایی چند، دو حریف در فارسال یونان با یکدیگر رویارو شدند، جایی که سزار قاطعانه نیروهای پومپیئوس را شکست داد. پومپیئوس سپس به مصر بطلمیوسی پناهنده شد، امّا در آنجا کشته و سربریده شد (۴۸ ق. م). سزار هم که در تعقیب او بود به مصر رفت، و در آنجا درگیر جنگ جانشینی میان کلئوپاترای هفتم و برادر او بطلمیوس سیزدهم شد، او در جنگ مزبور طرف کلئوپاترا را گرفت. با پایان دادن به این جنگ جانشینی، جنگ داخلی خود را از سرگرفت و پادشاه پنتوس، فارناک دوم، را در نبرد زیله شکست داد (۴۷ ق. م). سپس روانه آفریکا (استان روم) شد، جایی که نیروهای بازمانده پومپیئوس و حامیان جمهوری تحت فرمان کاتوی کوچک بار دیگر خود را سازمان داده بودند؛ سزار آنان را نیز در نبرد تاپسوس شکست داد (۴۶ ق. م) و کاتوی کوچک دست به خودکشی زد. بازماندگان نیروهای دشمن، این بار به رهبری فرزندان پومپیئوس، گنایوس و سکستوس، به هیسپانیا پناهنده شدند، جایی که سزار در آنجا نیز آنان را در نبرد موندا شکست داد، و این بار چنان سنگین که دیگر نیروهای سنا کمر راست نکردند و جنگ داخلی پایان یافت (۴۵ ق. م).
سزار که حالا بر جناح مقابل (اپتیمات‌ها) برتری یافته بود، عنوان دیکتاتور (روم) را کسب کرده، و قدرت و نفوذ زیادی را به خود اختصاص داد، به گونه‌ای که تقریباً پیش‌درآمدی از یک امپراتور شده بود. امّا وی امپراتور نشد، چرا که در نیمه مارس ۴۴ ق. م ضمن توطئه دسته‌ای از سناتورها به سرکردگی مارکوس یونیوس بروتوس و گایوس کاسیوس لونگینوس به قتل رسید تا جنگ داخلی دیگری آغاز شود.

## پایان جمهوری (۳۱–۴۴ پیش از میلاد)
کُشتن دیکتاتور برخلاف نیت اعلام شدهٔ سناتورها به بازتوانی جمهوری نینجامید، بلکه منتج به دور تازه‌ای از منازعات و جنگ‌ها شد. گایوس اوکتاویانوس، نوهٔ خواهر ژولیوس سزار، پس از آن‌که قاتلین سزار بیش از یک ماه روم را ترک کرده بودند در ۲۱ مه ۴۴ پیش از میلاد به شهر بازگشت، آن‌هم به لطف بخشودگیی که کنسول آن سال، مارکوس آنتونیوس، به وی اعطا کرده بود. اکتاویانوس جوان با شتاب عنوان خانوادگی گایوس یولیوس کایسار (ژولیوس سزار) را به خود نسبت داد، و عموماً اعلام کرد که میراث پدرخوانده‌اش (سزار) را می‌پذیرد، و بنابراین درخواست کرد اموال خانوادگی را صاحب شود. آنتونیوس، که در قامت کنسول و مصدر جناح حامیان سزار بود و طبیعتاً در آن هنگام کنترل اموال بازمانده سزار را در دست داشت، هرگونه انتقال اموال به اکتاویانوس را به تأخیر می‌انداخت و بر لزوم صبرکردن تأکید می‌کرد تا این‌که سنا با یک قانون موسوم به lex curiata وصیت‌نامه سزار را تصویب کرد. اکتاویانوس اکنون تصمیم گرفت پول‌هایی که سزار در وصیت‌نامه خود برجای گذاشته بود، به علاوه دارایی‌های خودش، را به مردم قرض دهد و نیز بازی‌هایی به افتخار پیروزی در نبرد فارسال برگزار کند. این‌گونه بود که بسیاری از حامیان سزار در برابر آنتونیوس (که رقیب مستقیم اکتاویانوس در جانشینی سیاسی سزار بود) جانب وی را گرفتند. سنا، و به‌طور ویژه‌ای مارکوس تولیوس سیسرون ــ که در آن هنگام وی را به سبب سن جوانش چونان تازه‌کاری خام می‌دید که قرار است بازیچه دست اشرافیت سناتوری شود و مایل به تضعیف جایگاه مارکوس آنتونیوس بود ــ وصیت‌نامه را تصویب کرد و اکتاویانوس را به عنوان وارث مشروع سزار به‌رسمیت شناخت. اکتاویانوس نیز به لطف میراث سزار که اکنون در دسترس او بودند، توانست در ماه ژوئن ارتشی شخصی متشکل از حدود ۳۰۰۰ کهنه‌سرباز ایجاد کند، و برای هر یک از آنان حقوق ۵۰۰ دناریوس تضمین کند، و در همان حال نیز آنتونیوس بر مبنای لایحه ویژه‌ای قرار بود در پایان سال کنسولی خود (۴۴ ق. م) حکومت بر گالیا کیسالپینا را که اکنون در اختیار دکیموس بروتوس بود، تصاحب کند، و در همان حال خود را مهیای به‌راه‌انداختن جنگی علیه قاتلین سزار می‌کرد تا رضایت جناح حامی سزار (پوپولارها) را به دست آورَد. در این موقع سیسرون به دوستش آتیکوس اطمینان خود را بابت وفاداری اکتاویانوس به جمهوری ابراز کرد و نسبت به امکان بهره‌گیری از قابلیت‌های این فرزند جوان برای حذف آنتونیوس خوش‌بینی نشان داد، آنتونیوسی که از حادثهٔ مارس جان سالم به‌در برده بود و سیسرون از همین امر بسی متأسف بود. بعدها تاسیتوس گفت که در آن هنگام، این وارث سزار نسبت به جناح نو-پومپیئوس‌ها (اپتیمات‌ها) که در آن زمان توسط سیسرون رهبری می‌شد صرفاً ــ چنان‌که بعداً خواهیم دید ــ با هدف استفاده حداکثری از شرایط موجود، تظاهر به وفاداری می‌کرد.

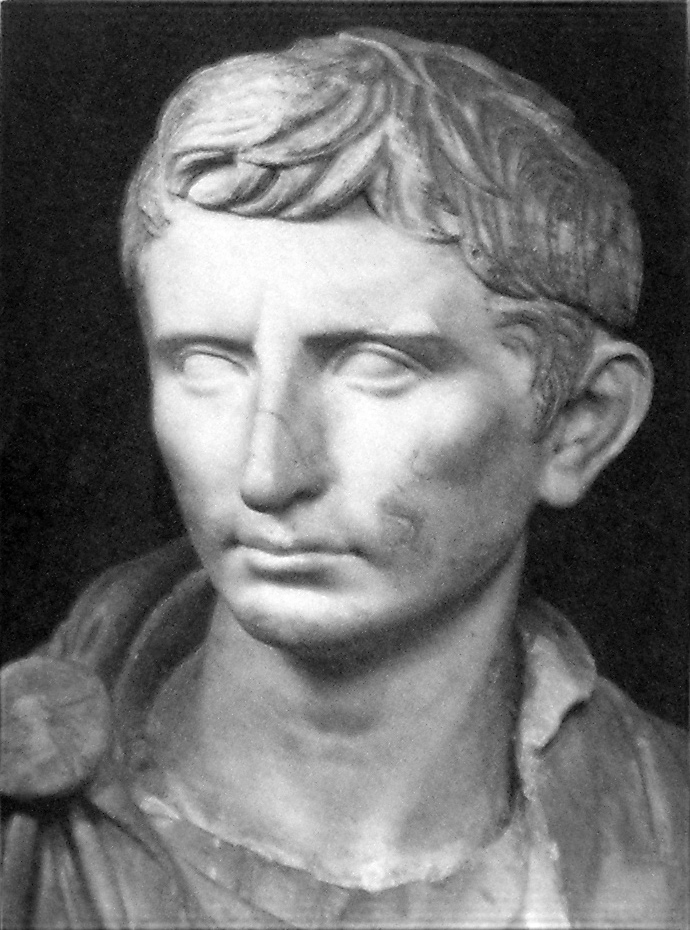
گایوس اکتاویانوس، نوهٔ خواهر و فرزندخواندهٔ ژولیوس سزار

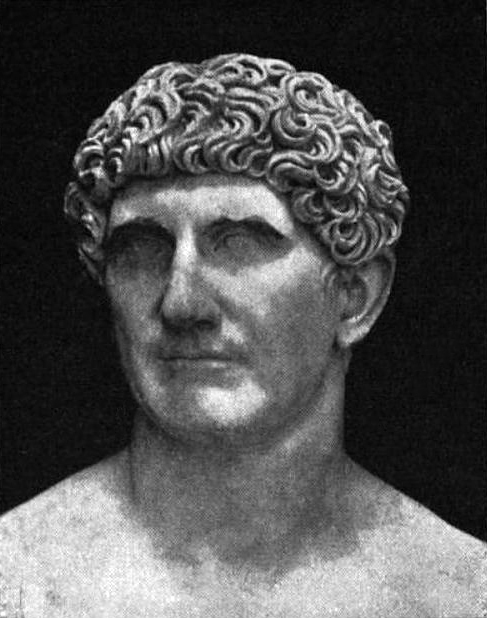
مارکوس آنتونیوس، ژنرال ارشد و معاون سابق ژولیوس سزار که اصلی‌ترین رقیب اکتاویانوس در جانشینی سزار بود

هنگامی‌که در ماه اکتبر ۴۴ ق. م، پشتیبانی سنا از اکتاویانوس محکم‌تر شد و سیسرون نیز با نطق‌هایش موسوم به Philippicae بر آنتونیوس می‌تاخت، آنتونیوس (که در آن سال کنسول بود) تصمیم گرفت لژیون‌های مستقر در مقدونیه را به ایتالیا فرابخواند تا کنترل اوضاع را در دست گیرد. در برابر این تهدید، اکتاویانوس نیز آن کهنه‌سربازان سزار که به وی وفادار بودند را فراخواند. کنسول آنتونیوس تلاش کرد اکتاویانوس را به این دلیل که بدون داشتن صلاحیت قانونیْ دست به جمع‌آوری یک ارتش زده‌است، دشمن مردم اعلام کند، امّا این تلاش به سبب مخالفت سنا به شکست انجامید؛ و حالا کنسول آنتونیوس تصمیم گرفت گام‌هایش برای تصرف گالیا کیسالپینا را تسریع کند تا برای سال بعد (که دیگر کنسول نبود) حرفی برای گفتن داشته باشد. پس از آن‌که حاکم آنجا، دکیموس بروتوس، (که از جمله قاتلین سزار نیز بود) از واگذاری گالیا کیسالپینا خودداری کرد، آنتونیوس در مودنا رژه رفت و در آنجا وی را تحت محاصره گرفت. در یکم ژانویه ۴۳ ق. م، که کنسول‌های جدید آن سال، گایوس ویبیوس پانسا و آئولوس هیرتیوس، بر سر کار آمدند، سنا فرمان داد قانونی که به آنتونیوس حکومت بر گالیا کیسالپینا را اعطا می‌کرد ملغی گردد، و همچنین دو کنسول مزبور را مأمور کرد در معیت اکتاویانوس به جنگ با آنتونیوس بروند. در ۲۱ آوریل آنتونیوس در نبرد مودنا شکست خورد، نبردی که در آن هر دو کنسول کُشته شدند و بدین‌ترتیب اکتاویانوس تنها پیروز نبرد شد.
در نتیجه اکتاویانوس قانوناً در رأس سیاست روم قرار گرفت، و حال کوشید با حامی اصلی آنتونیوس یعنی یک کاهن اعظم به نام مارکوس امیلیوس لپیدوس ارتباط برقرار کند تا اختلافات درونی جناح حامیان سزار را حل‌وفصل کند. با حمایت‌های لپیدوس، ملاقاتی میان این دو با آنتونیوس در بونونیا (بولونیای فعلی) انجام گرفت. با این مذاکرهٔ شخصی، قراردادی میان سه تن، اکتاویانوس، لپیدوس و آنتونیوس منعقد شد که پنج سال اعتبار داشت. این معاهده به تریوم‌ویرات دوم موسوم است که برخلاف تریوم‌ویرات اول که معاهده‌ای سِرّی و شخصی بود، توسط سنا در تاریخ ۲۷ نوامبر همان سال (۴۳ پیش از میلاد) با قانون موسوم به لکس تیتیا رسماً تصویب شد و «حکومت سه‌نفره برای تأسیس جمهوری با اتوریته‌ی کنسولی» نام گرفت.
این معاهده قلمرو جمهوری روم را به قرار زیر تقسیم می‌کرد: سوریه، ساردینیا-کورسیکا، و آفریکا نصیب اکتاویانوس شدند. همزمان، فهرست سیاهی از مخالفان و دشمنان سزار تهیه شد که به ضبط اموال و کشتار شمار زیادی از سناتورها و سواران انجامید؛ یکی از قربانیان، سیسرون بود که نطق‌هایی موسوم به فیلیپیکائه را علیه آنتونیوس ایراد کرده بود. حال برای کُشتن قاتلان اصلی سزار یعنی بروتوس و کاسیوس آماده می‌شدند. در اکتبر ۴۲ پیش از میلاد، آنتونیوس و اکتاویانوس، لپیدوس را به حکومت بر پایتخت گماشتند، و خود روانه جنگ با دو سناتور مزبور شدند. آنان در ناحیه فیلیپی، (واقع در استان مقدونیه شرقی کشور یونان) در دو نبرد آنان را شکست دادند. در پایان، دو قاتل سزار، بروتوس و کاسیوس، خود را کُشتند.
اکتاویان، آنتونیوس و لپیدوس اکنون خود را سرور قلمرو خاوری روم دیدند و از نو آغاز به تقسیم و تسهیم ایالات کردند: این‌بار نومیدیا و آفریقا نصیب لپیدوس، گل و گالیا کیسالپینا و روم خاوری نصیب آنتونیوس، و اکتاویانوس نیز به سهم خود صاحب ایتالیای رومی، سیسیل، شبه‌جزیره ایبری و ساردینیا-کورسیکا شد.
متعاقباً، تنش‌های جدیدی سر برآوردند: لوکیوس آنتونیوس، برادر مارکوس آنتونیوس و کنسول آن سال، در ۴۱ پیش از میلاد علیه اکتاویانوس شورش کرد، به این بهانه که اکتاویانوس برای کهنه‌سربازان سزار و خودش، زمین‌هایی را غصب و میان آنان توزیع کرده‌است، و انتظار داشت که برای کهنه‌سربازان برادرش نیز بایستی زمین‌هایی در ایتالیا اختصاص یابد، امّا در نبرد پروجا در ۴۰ ق. م شکست خورد. نمی‌توان اثبات کرد که مارکوس آنتونیوس از اقدامات برادرش (لوکیوس) مطلع بوده امّا پس از شکست برادرش، هر دو تصمیم گرفتند چندان اهمیتی به این وقایع ندهند: لوکیوس آنتونیوس بخشوده شد و حتّی به عنوان فرماندار به هیسپانیا فرستاده شد.
با معاهده بریندیزی (سپتامبر ۴۰ پیش از میلاد) بار دیگر ایالات میان اعضای تریوم‌ویرات تقسیم شدند: برای آنتونیوس همچنان ایالات خاوری روم از اشکودر گرفته تا مقدونیه و آخیا باقی‌ماندند، برای اکتاویانوس نیز سرزمین‌های باختری از جمله ایلیریا باقی‌ماندند، و برای لپیدوس که هم‌اکنون از بازی‌های سیاسی برکنار مانده بود، همان آفریکا (آفریقا) و نومیدیا برجای ماند، سکستوس پومپیئوس، فرزند گنایوس پومپیئوس کبیر، نیز صاحب سیسیل شد تا شاید با این پاداش وی را ساکت گذارند تا در غرب برای اکتاویانوس دردسر ایجاد نکند. همچنین این معاهده به یُمن ازدواج آنتونیوس (که همسرش فولویا اندکی پیش درگذشته بود) با خواهر اکتاویانوس به نام اکتاویای کوچک تحکیم شد. پس از معاهده بریندیزی، اکتاویانوس اتحاد خود با سکستوس پومپیئوس را از هم گسیخت، اسکریبونیا را طلاق داد و با لیویا دروسیلا وصلت کرد، زنی که مادر تیبریوس بود و تولد دومین پسرش را انتظار می‌کشید. سکستوس پومپیئوس بدل به متحد ناخوشایندی شده بود و اکتاویانوس تصمیم گرفت کمی بعد وی را از آن‌جا (سیسیل) بیرون کند. این‌چنین بود که نخستین رشته از جنگ‌هایی رخ داد که چندان هم برای اکتاویانوس آسان نبود: ناوگانی که برای هجوم به سیسیل آماده کرده بود، هم به‌دست پومپیئوس و هم به‌واسطه طوفانی شدید نابود شد.
در سال ۳۸ ق. م اکتاویانوس تصمیم گرفت در بریندیزی با آنتونیوس و لپیدوس ملاقات کند تا پیمان تریوم‌ویرات را برای پنج سال دیگر تمدید کنند. در ۳۶ ق. م، بالاخره اکتاویانوس موفق شد به کمک دوست و ژنرال خود مارکوس ویپسانیوس آگریپا به جنگ با سکستوس پومپیئوس خاتمه بخشد؛ کسی‌که همچنین به لطف نیروهای تقویتی که آنتونیوس برای اکتاویانوس فرستاده بود، در نزدیکی میلتو شکست سختی خورد. سیسیل سقوط کرد و سکستوس به قلمروهای خاوری گریخت، جایی که به‌دست آدم‌کُشان آنتونیوس به قتل رسید.
حال لازم می‌نمود اکتاویانوس حساب جاه‌طلبی‌های لپیدوس را هم برسد، کسی که معتقد بود سیسیل (که تازه از دست پومپیئوس خارج شده بود) باید به او واگذار شود، و ضمن زیر پا گذاشتن معاهده اتحاد، به‌سوی سیسیل رهسپار شد تا آن را به تملک درآورَد. امّا سربازانش وی را رها کرده و جانب اکتاویانوس را گرفتند، و برای همین فوراً پذیرای شکست شد، و در نهایت تبعید شده و در قامت کاهن اعظم به کار مشغول شد. از این لحظه به بعد، پس از حذف تدریجی تمامی رقبا (بروتوس، کاسیوس، سکستوس پومپیئوس، و لپیدوس) در طول شش سال، حال سرنوشت جمهوری در دستان تنها دو نفر، گایوس اکتاویانوس در غرب و مارکوس آنتونیوس در شرق بود؛ و به افزایش اجتناب‌ناپذیر تنش‌ها میان این دو تریوم‌ویر انجامید. هر یک از این دو تریوم‌ویر برای دیگری باری غیرقابل تحمل بود، به‌خصوص که جنگ‌های آنتونیوس در خاور در برابر پارتیان با موفقیّت‌های اکتاویانوس در نبردهایش در ایلیریا (بالکان) در سال‌های ۳۵ تا ۳۳ ق. م و نیز شکست دادن لپیدوس برابری نکرد؛ جنگ‌هایی که تنها به تصاحب ارمنستان انجامید.
با انقضای تریوم‌ویرات در ۳۳ پیش از میلاد، این معاهده تجدید نشد و بدتر اینکه آنتونیوس، همسر خود (که خواهر اکتاویانوس بود) را با توهینی غیرقابل تحمل به اکتاویانوس طلاق داد. اکنون جنگ اجتناب‌ناپذیر می‌نمود و کافی بود اکتاویانوس بهانه‌ای برای جنگ بیابد: این بهانه با وصیت‌نامه آنتونیوس به‌دست آمد که در آن تصمیمات وی مبنی‌بر واگذار کردن قلمروهای شرقی روم به کلئوپاترای مصر و فرزندانش، از جمله سزاریون (فرزند نامشروع جولیوس سزار)، به چشم می‌خورد. پس سنای روم در پایان سال ۳۲ ق. م به کلئوپاترا اعلان جنگ داد و آنتونیوس و کلئوپاترا در نبرد آکتیوم در دوم سپتامبر ۳۱ ق. م شکست خوردند و جملگی در سال بعد خودکشی کردند.
نبرد آکتیوم پایان جمهوری روم و تأسیس امپراتوری روم را رقم زد. با وجودی‌که آگوستوس رسماً برخی مناصب دوران جمهوری را عهده‌دار بود، امّا در حقیقت جمهوری روم را به پرینکیپاته گذار داده بود.

## عوامل انحطاط و سقوط جمهوری
در باب چرایی زوال و سقوط این جمهوری، ماکیاولی معتقد است که رومیانِ اوایلِ جمهوری مردمی پاسدار آزادی، خداترس و وفادار به سوگند خویش و دارای سنن اخلاقی نیرومند بودند و فساد شاه مخلوع در ایشان راه نیافته بود، و چون ایشان سر را بریدند در حالی‌که بدن هنوز سالم بود به‌آسانی توانستند آزادی را به کشور بازگردانند و آن را نگه دارند. یعنی مایه‌ی نیکبختی روم این بود که همین که آخرین شاهش به فساد گرایید، تبعید شد، پیش از آنکه فسادش به سراپای جامعه سرایت کند. اما در اواخر جمهوری، فساد اخلاقیی که گایوس ماریوس و سزار و پیروانش در روم رواج داده بودند سبب شد سزار بتواند توده‌ی مردم را چنان اغفال کند که آنان بر یوغی که به‌دست خود بر گردن خویش نهادند آگاه نشوند؛ و پس از قتل سزار نیز نتوانستند کوچک‌ترین کوششی برای حفظ آزادی بکنند، چنان‌که قدرت و اعتبار مارکوس یونیوس بروتوس با تمامی سپاه شرقیش نتوانست مردم روم را به نگاه‌داری آزادیی که او همانند جد اعلایش (لوکیوس یونیوس بروتوس) دوباره به آنان بخشیده بود برانگیزد و جمهوری سقوط کرد.
منتسکیو نیز معتقد است که در اواخر جمهوری ترویج فساد و هرج‌ومرج، خریدن قضات و رأی‌دهندگان، اِفساد در اخلاق مردم، تشویق رشوه‌خواری و توطئه‌چینی، و به کیفرنرساندن مجرمان اقداماتی بود که سزار و پومپیئوس و کراسوس (اعضای تریوم‌ویرات اول) رواج دادند. او از یکی از نویسندگان رومی نقل می‌کند که تریوم‌ویرات اول بیش از هرعاملی باعث انحطاط و سقوط جمهوری شد. او همچنین رواج عقاید اپیکور، فیلسوف یونانی، در اواخر دورهٔ جمهوری را باعث انحطاط رومیان می‌داند، چه تعالیم او مردم را به کامرانی و تن‌آسانی و عشرت سوق می‌داد، تعالیمی که رفته‌رفته یونانیان را و سپس رومیان را فاسد و دین و ایمانشان را سست کرد. پولیبیوس می‌گوید که قبل از رواج مسلک اپیکور در روم مردم تقوا داشتند و سوگند خویش را پاس می‌داشتند، چنان‌که اگر یک رومی سوگند می‌خورد، مثل این بود که قسمش چون زنجیری او را پای‌بند کرده است و او نمی‌تواند خلاف آن رفتار کند. اما در اواخر دورهٔ جمهوری، آنان سوگند می‌شکستند و دیگر پایبند قول و عهد خود نبودند؛ منتسکیو سبب این تغییر اخلاق را حضور عدهٔ نسبتاً زیادی از پیروان اپیکور در روم می‌داند که مرامشان در فساد اخلاق رومیان سهم بزرگی داشت.

## ویژگی‌های اجتماعی، دینی، سیاسی، نظامی، آموزشی و اداری جمهوری

### چگونگی توسعهٔ قلمرو
رویهٔ رومیان در بسط قدرت و تسلط‌بر کشورهای مجاور بدین ترتیب بود که وقتی بر کشوری مسلط می‌شدند، در مقام تصرفش برنمی‌آمدند، بلکه با او قرارداد می‌بستند و شرایط سنگین بدو تحمیل می‌کردند و آن ملت را رفته‌رفته جزء جمهوری می‌کردند و، بدون اینکه آن ملت متوجه کیفیت و کمیت تسلط رومیان شود، استقلالش را می‌گرفتند. آنان عادت داشتند آهسته‌آهسته پیش بروند و ملل مختلف را به تبعیت عادت دهند؛ به‌یکباره اقدام حادی ــ ازجمله تصرف کشوری ــ نمی‌کردند مگر اینکه ابتدا پایهٔ فتوحات خود را محکم کرده باشند. آنان با صبروحوصله ملل را در جمهوری مستحیل می‌کردند، زیرا معتقد بودند که مردم باید ابتدا به تبعیت و اطاعت خوبگیرند. مثلاً، وقتی آنتیوخوس سوم را سرکوب نمودند، بر آسیا (استان روم) و افریقا و یونان مسلط شدند ولی تصرفی در آنجاها نکردند. رومیان برای تربیت ملل مغلوب بسیار تلاش می‌کردند؛ برای نمونه، قوم سامنیت‌ها تنها پس از ۲۴ دفعه جنگ با رومیان توانست در عداد سربازان رومی درآید.

### جنگاوری
کنسولان جنگ را لازمهٔ ریاست و بلکه موجودیت و زیست ملت روم می‌دانستند و مردم را طوری عادت داده بودند که به‌محض رسیدن به کنسولی نخستین قدم تهیه و تدارک جنگ بود و نمی‌گذاشتند آتش جنگ گذشته سرد شود و جنگ‌های بی‌محابا و فتح و ظفر و چیره‌شدن بر دشمن و، در نتیجه، کشورگشایی جزو شرافت مردم شده بود و بدان افتخار می‌کردند. جنگ برای آنان یک سنت عادی و دائمی شده بود. رومیان چون دائم در جنگ بودند، در فنون رزم‌آرایی و نبرد مهارت به‌سزایی یافتند و نتیجهٔ جنگ‌های دائمی این شد که هیچوقت صلح نمی‌کردند مگر به‌عنوان فاتح، زیرا معتقد بودند که نباید به‌عنوان یک مغلوب صلح کنند، و چون بعد از هرصلحی بلافاصله جنگ با قومی دیگر آغاز می‌کردند، نمی‌خواستند نام «صلح» به‌میان آید. در موقع شکست، از بازخرید اسیران امتناع می‌کردند و زنانشان اجازهٔ گریستن نداشتند و ارتش مغلوبشان را بدون هیجگونه مزد فوراً به‌خدمت وامی‌داشتند و به جزایر نزدیک، مثل سیسیل، می‌فرستادند تا وقتی که دشمن از خاک روم خارج شود. با اینکه غالباً فاتح بودند و دنبالهٔ فتح همیشه استراحت و عیش‌وعشرت است، آنان همیشه حاضر به جنگ بودند و دنبال استراحت و تعیش نمی‌رفتند؛ شدت و پایداری و سختی در اینکه حتماً پیروزی نصیب سپاه روم شود روم را پیوسته در کوشش نگاه می‌داشت. اگر جنگ‌های رومیان بدون زحمت به نتایج مطلوب می‌رسید و می‌توانستند به‌سرعت شهرها را فتح کنند، مسلماً زوال و انحطاط در بینشان رخنه می‌کرد و نمی‌توانستند موقعی که هانیبال یا گل‌ها یا پیروس بر جمهوری حمله بردند مقاومت کنند و زود از پای‌درمی‌آمدند.
قراردادها و مقاوله‌نامه‌ها و معاهدات رومیان فقط برای این بود که جنگ موقتاً متوقف شود، و هیچگاه قراردادهای صلح را از روی حقیقت و خلوص‌نیت و به‌قصد صلح دائمی منعقد نمی‌کردند زیرا دائم به‌فکر تسخیر بودند. بعضی اوقات هم که قرارداد صلح را با شرایط نسبتاً معتدل می‌بستند، به‌محض اینکه صلح می‌شد، در عمل شرایط سنگین و موهن بر آن می‌افزودند که طرف را وادار به جنگ می‌کرد و همین را بهانهٔ نقض‌عهد و ادامهٔ جنگ قرار می‌دادند.

#### انضباط نظامی و انعطاف در شیوه‌های جنگی
در روم‌باستان، به‌قدری به انضباط اهمیت می‌دادند که کنسولْ مانلیوس برای حفظ انضباط و اقتدار فرماندهی خود پسرش را به‌عنوان اینکه بدون‌اجازه بر دشمن حمله برده است کُشت، آن‌هم درحالی که او پیروز شده بود. لوکیوس کورنلیوس سولا سربازان را چنان به‌ کار و زحمت و ریاضت وامی‌داشت که آنان آرزوی جنگ می‌کردند تا از زحمت و رنج کار برهند؛ و هرگاه احساس می‌کرد که از جنگ هراس و نگرانی دارند (برای نمونه، در موقع جنگ با مهرداد ششم) آنقدر آنان را به کارهای شاق وامی‌داشت که آرزوی جنگ کنند. تمام این اعمال برای اجتناب از تن‌آسانی و عیش‌وعشرت صورت می‌گرفت، زیرا رومیان از استراحت و عیش بیشتر از جنگ بیمناک بودند. برخلاف بسیاری از ارتش‌ها که بیشتر اتکایشان به کثرت افراد بود، ارتش روم از حیث تعداد قلیل بود و، برای همین، بیشتر به قدرت معنوی و انضباط خود اتکا داشت. چون نظم و انضباط به‌حد کمال بود، به‌ندرت اتفاق می‌افتاد که از هم جدا شوند یا متفرق گردند، و حتی بعد از شکست سخت نیز فوراً به‌هم می‌پیوستند و به‌دلیری و نیرومندی خود تکیه می‌کردند؛ بنابراین، اتحاد و انضباط و دلیری جانشین کثرت افراد بود. همچنین، به‌واسطهٔ قلت افراد فرمانده به‌حال و وضعیت نفرات خود وقوف کامل داشت و می‌توانست بهتر مراقبت نماید. اگر رومیان به‌واسطهٔ کثرت عدهٔ دشمن یا هرعلت دیگری شکست می‌خوردند، سرانجام پیروزی با آنان می‌بود، زیرا دائماً جست‌وجو می‌کردند که بدانند علت موفقیت دشمن چه بوده است، و همین‌که آن را درمی‌یافتند، فوراً آن عامل را بین خود به‌وجود می‌آوردند. برای نمونه، اتروسکان در ملاءعام با یکدیگر ستیزه می‌کردند که به‌ دیدن زخم و خون و ستیزه مأنوس شوند. رومیان این رسم را از آنان گرفتند و در بین خود رواج دادند تا خون و زخم برایشان عادی شود. آنان آنچه را در جنگ‌ها می‌آموختند در زمان صلح تمرین می‌کردند. از هرچیزی ممکن بود یک‌بار تعجب کنند اما بار دوم شیوهٔ خودشان می‌شد: پس از مشاهدهٔ فیل‌های جنگی اپیروس، جوانانِ خود را به اسب‌سواری بدون لگام عادت می‌دادند تا سواره‌نظامشان سریع‌تر بدود و با اسبان بی‌لگام از فیلان دشمن جلو بزند، یا وقتی شمشیرهای براق اسپانیاییان را دیدند، شمشیرهای خود را کنار گذاردند تا عین آن را اقتباس کنند، فن کشتی‌رانی را نیز، که تا قبل از جنگ اول کارتاژ بدان آشنا نبودند، با مهارت آموختند و به‌کار بستند. آنان از جزایر بالئاری فلاخن‌اندازی، از اهالی کرت کمان‌کشی و از اهالی رودس کشتی‌سازی و کشتی‌رانی را آموختند و از شمال افریقا اسبان عالی به‌دست می‌آوردند و به‌کار می‌بستند.
رومیان هیچگاه در کشورهای دوردست جنگ نمی‌کردند مگر اینکه از پیش در همسایگی آن کشور دور یک متحد پیدا کرده و آن کشور را پایگاه خود قرار داده و ارتش آن کشور را با آنِ خود یکی کرده و در داخل آن کشور قوای ذخیره نگهداری کرده باشند. بنابراین، ارتش اصلی رومیان غالباً در روم می‌ماند و فقط تعداد کمی پیشقراول که به میدان رزم می‌فرستادند رومی بودند؛ در نتیجه، قوای روم در عقب جبهه و در ذخیره باقی‌می‌ماند و کمتر در معرض حوادث قرار می‌گرفت؛ حال‌آنکه دشمن تمام قوا و ارتش خود را یکدفعه به میدان جنگ می‌فرستاد. آنان در جنگ‌ها معمولاً بیش از یکی دو دسته روانهٔ کارزار نمی‌کردند و حتی در جنگ با بزرگ‌ترین پادشاهان نیز همین رویه را داشتند. تنها موقعی دسته‌های بی‌شمار بسیج کردند که با هانیبال کارتاژی و گل‌ها رویارو شدند زیرا هجوم آنان شدید بود. برای همین، قوای روم هیچگاه تحلیل نمی‌رفت و غالباً آماده می‌ماند.

##### تمرین نظامی
رومیان سربازانشان را ابتدا به راه‌پیمایی عادت می‌دادند و آنان می‌بایستی ۲۰ تا ۲۵ میل راه را ظرف پنج ساعت طی کنند و در طی این حرکت شاق، که تقریباً درحال دویدن می‌پیمودند، باید در حدود سی کیلوگرم بار همراه خود می‌داشتند؛ و پس از آن درحالی‌که سلاح‌های سنگین مثل شمشیر و نیزه و تبر حمل می‌کردند باید به جست‌وخیز می‌پرداختند و می‌دویدند؛ وزن اسلحه‌ها باید دوبرابر وزن سلاح‌های معمولی باشد، و چون سلاح رومیان سنگین‌تر از سلاح دیگران بود، سرباز رومی هم طبعاً باید قوی‌تر و نیرومندتر از دیگران باشد. بدین‌ترتیب، همیشه از طریق تمرین و ورزش و ریاضت آنان را چالاک و سبک بار می‌آوردند.

#### لژیون
پیاده‌نظام سنگین روم را لژیون می‌نامیدند. لژیون‌ها دستهٔ به‌خصوصی از سربازان روم و رشیدترین و سرسخت‌ترین و میهن‌پرست‌ترینِ آنان بودند و همیشه در جنگ‌ها وظیفهٔ طلایه‌دار را داشتند و در خط‌مقدم واقع می‌شدند و برای نزدیک به شش قرن عظمت و اقتدار روم را حفظ کردند.

#### اسلحه
اسلحهٔ لژیون‌ها سنگین‌ترین اسلحهٔ زمان خود بود و چون بنابر مقتضیات جنگ اسلحهٔ سنگین به‌تنهایی نمی‌تواند وظایف خود را انجام دهد، یک‌دسته از سربازان را با اسلحه‌های سبک در داخل لژیون‌ها جای‌می‌دادند که به‌سرعت بتوانند از لژیون‌ها جداشده و به‌سرعت برگردند و به لژیون بپیوندند.

### دین
نیکولو ماکیاولی، فیلسوف سیاسی ایتالیایی، می‌گوید: «نوما پومپیلیوس، دومین پادشاه پادشاهی روم، دین را ضروری‌ترین ستون تمدن می‌دانست و پایه‌های دین را در روم چنان استوار ساخت که خداپرستی در آنجا برای قرون‌ متمادی پایدار ماند. اعمال مردم آن کشور نشان می‌دهد که شهروندان آن کشور از سوگندشکنی به‌مراتب بیش از قانون‌شکنی می‌ترسیدند، چون قدرت خدا را بالاتر از آنِ آدمیان می‌دانستند.» برای نمونه، پس از شکست رومیان از هانیبال در نبرد کانای، بسیاری از شهروندان روم نومید شدند و خواستند میهن را ترک کنند و به جزیرهٔ سیسیل بروند. شیپیو آفریکانوس چون از این ماجرا باخبر شد، با شمشیر برهنه در برابرشان ایستاد و وادارشان کرد سوگند بخورند که به میهنشان پشت نخواهند کرد. ایشان نیز سوگند خوردند و از مهاجرت چشم‌پوشیدند. یا وقتی سپاه روم مشغول محاصرهٔ شهر ویئی بود، سرداران رومی برای برقرار ساختن نظم در میان سپاهیان به دین توسل جستند. ماجرا چنین بود که در آن سال آب دریاچهٔ آلبانو بالا آمده و از کناره‌ها تجاوز کرده بود و سربازان از محاصرهٔ ده سالهٔ ویئی خسته شده بودند و می‌خواستند به خانه‌های خود برگردند؛ سرداران سپاه شایع کردند که آپولون و چند اراکل دیگر پیشگویی کرده‌اند که شهر ویئی در سالی به‌دست رومیان می‌افتد که دریاچهٔ آلبانو از کناره‌های خود تجاوز کند. سربازان همین‌که این داستان را شنیدند، به تصرف شهر امیدوار شدند و مشقات محاصره را تحمل کردند تا دیکتاتور مارکوس فوریوس کامیلوس شهر را متصرف شد. ماکیاولی نقش دین را در انضباط سپاه و اتحاد مردم و تقویت نیکان و شرمنده ساختن بدکاران اساسی می‌داند. آنان هنگام انتخاب کنسولان و لشکرکشی و حرکت دادن سپاه از شهر و پیش از شروع نبرد و دیگر امور مهم کشوری و نظامی از اوگورها می‌خواستند که از روی حرکت پرندگان فال بزنند و ببینند که خدایان با نقشه‌شان موافقند یا خیر. هرگاه که سپاه قصد حمله بر دشمن را می‌کرد، اوگورها بدین‌صورت فال می‌زدند که اگر ماکیان‌ها دانه بچینند، این امر به‌معنای پیشگویی پیروزی سپاه است، و اگر دانه نمی‌خوردند از حمله خودداری می‌شد.

### نظام آموزشی
تا سال سیصد قبل از میلاد در روم آموزشگاه وجود نداشت و کودکان در خانه و کشتزار و صحرا و اردو اوصاف و خصال لازم و منش نیاکان چون قناعت و احتیاط و دلاوری و جدیت و وظیفه‌شناسی و پافشاری و ثبات را به‌وسیلهٔ پندوسرمشق فرامی‌گرفتند. خواندن و نوشتن و حساب را پدر به پسر می‌آموخت و حکایات بزرگان روم را، که خدماتی به ملک و ملت کرده بودند، نقل می‌کرد و سرودهای جنگی تعلیمش می‌داد. پس از ۴۵۰ ق.م، هرکودک مجبور بود قوانین دوازده لوحه را یاد بگیرد و معنی آن را بفهمد. البته پسرانِ مهتران بیشتر از آنِ توده‌ها مطلب می‌آموختند و بهتر پرورش می‌یافتند، زیرا اطلاعات و معلومات طبقات ممتاز بیشتر بود. پس تا سیصد قبل از میلاد آموزش و پرورش منحصر بود بدانچه در خانه و کشتزار و میدان عمل می‌آموختند، زیرا تا آن‌زمان روم دولتی کوچک بود که با جهان خارج چندان ارتباطی نداشت و چنین تربیتی برایش کفایت می‌کرد، تا اینکه در ۲۰۱ ق.م، با پایان دومین جنگ کارتاژ، بر تمام شبه‌جزیرهٔ ایتالیا (خصوصاً سیسیل، که بدان یونان بزرگ می‌گفتند) دست‌یافتند و با یونانیان محشور شدند. از طرف دیگر، قبل‌تر، کشورگشایی‌های اسکندر کبیر (۳۳۴ تا ۳۲۳ ق.م.) موجب شده بود که زبان یونانی در مدیترانهٔ شرقی انتشار یابد و در نتیجه بازرگانان و دانشمندان یونانی در تمام مدیترانه رفت‌وآمد و به روم نیز مسافرت کنند. این عوامل سبب شدند که دانستن زبان یونانی برای بازرگانی و سفارت لازم آید. پس اسیران یونانی را که از جنوب ایتالیا می‌آوردند به آموزگاری گماشتند. یکی از ایشان لیویوس آندرونیکوس یونانی بود که در جریان تصرف شهر تارانتو اسیر رومیان شد و کارش را به عنوان یک مربی در خدمت یک خانواده اشرافی در روم با ترجمه آثار یونانی به لاتین، از جمله ادیسهٔ هومر، آغاز کرد و در روم معلم یونانی و لاتین شد. به‌مرور زمان، این ترجمه جای قانون دوازده لوحه را گرفت و کتاب قرائت گردید. زبان لاتین در نتیجهٔ این ترجمه شکل ثابتی پیدا کرد و کتاب‌های دیگر یونانی نیز ترجمه شد و طرز آموزش و پرورش و سازمان فرهنگ یونان در روم مورد توجه و اقتباس واقع گشت.
دبستان را «لودوس» می‌‌نامیدند که در زبان لاتین به‌معنای «بازی» است. برنامهٔ تحصیلاتشان مانند آنِ مدارس یونان و عبارت‌از خواندن و نوشتن و حساب بود. دختر و پسر هردو حق ورود داشتند، لیکن عموماً پسرکان به‌دبستان می‌رفتند و از سن شش یا هفت آغاز می‌کردند و تا دوازده‌سالگی ادامه می‌دادند. روش آموختن همانند آنِ یونانیان بود: نخست، الفبا و سیلاب‌ها و واژه‌ها و اعراب را می‌آموختند، سپس خواندن و نوشتن را. هرشاگرد برای خود جزوه‌نویسی می‌کرد و بدین‌ترتیب کتاب تهیه می‌نمود. چون رومیان مردمان عملی بودند و عادت داشتند حساب هزینهٔ خانه را درست نگاه دارند و با جهان متمدن آن زمان نیز بازرگانی داشتند در دبستان به حساب بسیار اهمیت می‌دادند و وقت زیاد صرف آموختنش می‌کردند. دبیران یا یونانی بودند یا از لاتین‌هایی که یونانیان تربیت کرده بودند. ازاین‌رو، برحسب ملیت معلم دوگونه دبیرستان وجود داشت و آن‌هایی که در دست یونانیان بود بر بقیه برتری داشت و پایه و حقوق دبیرانش بهتر و بیشتر بود. برنامهٔ درسی عبارت بود از صرف‌ونحو و ادبیات یونانی و لاتین و انشاء و اخلاق و تاریخ و جغرافیا و کمی هندسه و هیئت؛ و منظور این بود که سخنوران و خدمتگزاران خوب تربیت کنند؛ از مواد بالا به ادبیات توجه خاص داشتند. برای اینکه دانش‌آموز از ادبیات در سخنوری بهره‌مند شود، وادارش می‌کردند جملات و عبارات را ازبرکند تا نیروی بیان و گفتارش بهبود یابد.
رومیان مشاغل را با عمل یادمی‌دادند. برای سربازی یا کشتکاری یا دولتمردی می‌بایست ابتدا شاگردی کرد یا در اعمال و امور جامعه شرکت جست تا ضمن کار شغل را فراگرفت. منظور از تربیت این بود که کودک نیرومند و تندرست باشد، خدایان و نهادهای دولتی (سنا و ارتش و کنسولان و کنسوران) را تکریم کند، اولیای خود را فرمان برد و قوانین را به‌حداعلی گرامی شمارد، به خانواده و نیاکان خود مباهات کند و در جنگ دلیر و پُردل باشد. نتیجهٔ چنین تربیتی این بود که پرورش‌یافتگانِ پیش از سدهٔ سوم قبل از میلاد نسبت‌به دولت و کشور تسلیم و فرمانبردار بودند، جنگجویی و سلحشوری‌شان وسیلهٔ تسلط‌بر شبهٔ‌جزیرهٔ ایتالیا شد، ملتی عملگرا و دوراندیش و معتقد به رسالت فرمانروایی بر گیتی ساختند، به نژاد خود می‌بالیدند و در فرمانداری و جدیت و پشتکار ممتاز بودند، لیکن ــ برخلاف یونانیان ــ عشق به جمال و زیبایی و نیرومندی در فکر و تخیل نداشتند.

### جایگاه سخنوری
در جمهوری، آموزشگاه‌های سخنرانی به‌وجود آمد تا جوانان را برای مشاغل دولتی آماده سازد. رومیان این مدارس را از آموزشگاه‌های سخنرانی یونان، که سوفسطائیان به‌وجود آورده بودند، اخذ و اقتباس کردند. فن خطابه و سخنوری یکی از مهم‌ترین مرام و کمال مطلوب هر رومی بود و هرکس می‌خواست پایگاهی در جامعه احراز کند، کلانتر شود، به پروکنسولی برسد یا پیشوای قوم باشد می‌بایستی در سخنرانی و سخنوری ماهر شود. پس از انقراض جمهوری و استقرار امپراتوری در ۲۷ ق.م، آزادی بیان محو شد و دیگر به سخنرانی حاجت نبود و کسی بدان‌وسیله ترقی نمی‌کرد و مدارس نامبرده رفته‌رفته روبه‌انحطاط گذاشت و سخنوری جزو هنرهای زیبا (نه عملی و کاربردی) قرار گرفت.

### طبقات اجتماعی
طبقهٔ اعیان را پاتریکیان و تودهٔ ملت را پِلِبیان می‌نامیدند. میان این دو طبقه مدت ۲۵۰ سال (از ۵۰۹ ق.م. تا ۲۵۰ ق.م.) بر سر مساوات و حقوق سیاسی و اجتماعی کشمکش‌های بسیار بود تا رفته‌رفته توده‌ها به حقوق خویش نایل آمدند: نخست در ۵۰۹ ق.م، این حق را یافتند که از احکام صادره از مجلس سنا پژوهش بخواهند؛ در ۴۹۳ ق.م، توده‌ها با بست‌نشینی موفق به تأسیس کلانتر جدید و مردمیی به‌نام تریبون توده‌ها شدند که از ایشان در برابر دست‌درازی‌های اشراف محافظت می‌کرد؛ در ۴۴۹ ق.م، قوانینی موسوم‌به قوانین دوازده لوحه تصویب شد که پایهٔ مجموعهٔ قوانین و حقوق مدنی و جزایی روم شد؛ در ۴۴۵ ق.م، حق ازدواج با اعیان را پیدا کردند؛ در ۳۶۷ ق.م، توانستند در ادارات دولتی استخدام شوند و مقرر شد که یکی از کنسولان از میانشان برگزیده شود؛ در ۲۵۰ ق.م، امتیاز اعیان از میان رفت و با توده‌ها یکی شدند.

## سالشمار برخی رویدادها
- از سال ۱۲۰ تا ۹۰ پیش از میلاد دوران اتحاد مهرداد ششم پنتوس با جمهوری روم بود.[۲۴۲]
- ۱۰۰ تا ۹۱ پیش از میلاد: حمله مهرداد ششم پنتوس به خاک جمهوری روم در آسیای صغیر.[۲۴۲]
- در سال‌های ۶۷ تا ۶۳ پیش از میلاد، گنایوس پومپیئوس کبیر، سردار رومی، در خلال جنگ مهردادی سوم سوریه و ارمنستان را فتح کرده و آخرین پادشاه سلوکیان را از سلطنت عزل می‌نماید. جمهوری روم همسایه پادشاهی اشکانی می‌شود.[۲۴۲]
- در تاریخ ۵۳ پیش از میلاد؛ کراسوس رومی به امپراتوری اشکانی حمله کرده و قوای روم طی نبرد حران شکست می‌خورند. بنا بر برخی گزارش‌ها، سر کراسوس برای ارد دوم فرستاده می‌شود.[۲۴۲]

## یادداشت
1. ↑  سرزمینی متشکل از فرانسه، بلژیک، سوئیس، هلند و جنوب آلمان کنونی.
2. ↑  دو کنسول، مجلس سنا و تریبون‌های مردمی هریک به‌ترتیب نشانگر اقتدارهای شاهانه، اشراف‌سالار و مردم‌سالار بودند.
3. ↑  در آن دوران، آسیای صغیر یا آناتولی در تملک یونانیان بود. نخست کوروش هخامنشی در ۵۴۶ ق.م. با تصرف لیدیه آنجا را مسخّر ایرانیان ساخت، سپس اسکندر مقدونی در ۳۳۴ ق.م. آن را به قلمرو خود ضمیمه کرد، بعد جمهوری روم در ۱۴۶ ق.م. آنجا را متعلق به خود کرد و تا سال ۱۰۷۱ میلادی، که امپراتوری بیزانس در نبرد ملازگرد از ترکان سلجوقی شکست خورد، بر آن سیطره داشتند. سرانجام، در ۱۴۵۳ میلادی بیزانس سقوط کرد و از آن زمان تاکنون ترکان در آناتولی مستقرند.
4. ↑  Gabii (در جنوب‌غربی روم)
5. ↑  Volsci (انگلیسی: Volscians)
6. ↑  Rutuli (انگلیسی: Rutulians)
7. ↑  Ardea شهری در ایتالیا (گفتنی است در آن دورانْ رومْ جوان بود و هنوز کل ایتالیا را زیر سیطرهٔ خود در نیاورده بود)
8. ↑  لوکیوس تارکوئینیوس کولاتینوس و همسرش لوکرتیا در شهر کولاتیا منزل داشتند. اساساً «کولاتینوس» یک صفت نسبی به‌معنای «اهل کولاتیا» است. این شهر چندان فاصله‌ای با روم نداشت و آنموقع روم هنوز بدل به حکومتی جهانی نشده بود.
9. ↑  به لاتین: Rex Sacrificolum
10. ↑  پسران تارکوئینیوس متکبر تیتوس و آرونس و سکستوس (متجاوز به لوکرتیا) بودند.
11. ↑  به لاتین: Vitellii
12. ↑  به لاتین: Aquilii
13. ↑  Titus
14. ↑  Tiberius
15. ↑  منطقهٔ تحت سلطهٔ اتروسکان در شمال روم.
16. ↑  به اهالی ویئیْ وِیِنت‌ها (لاتین: Veientes) می‌گفتند.
17. ↑  توضیح آنکه پدرِ تارکوئینیوس، همان‌طور که از نام فامیلی‌اش برمی‌آید، از اهالی شهر تارکوئینیئی (از شهرهای اتروسکان) بود که در سدهٔ هفتم قبل از میلاد و در زمان سلطنت آنکوس مارکیوس، چهارمین شاه روم، به روم کوچید و با زرنگی جایگاهی برای خود دست‌وپا کرد و در ۶۱۶ ق.م. شاه شد. برای همین، خاندان تارکوئینیان اصالتاً اتروسک بودند نه رومی.
18. ↑  Velia
19. ↑  در آن اعصار بدوی، روم بر روی هفت تپه قرار داشت.
20. ↑  Publicola، مشتق از صفت Publicus به‌معنای «عمومی» است.
21. ↑  Marcus Horatius Pulvillus
22. ↑  Titus Lucretius
23. ↑  Clusium، از شهرهای اتروسکان (در شمال روم)
24. ↑  چنان‌که پیشتر اشاره شد، خاندان تارکوئینیان اصالتاً اتروسک بودند نه رومی. (بنگرید به لوکیوس تارکوئینیوس پریسکوس)
25. ↑  دولت‌شهری در جنوب روم واقع در استان کامپانیای کنونی
26. ↑  این تپه جزو هفت‌تپهٔ باستانی روم نبود، اما ارزش استراتژیک برای دفاع از شهر داشت.
27. ↑  تنها پل بر روی تیبر بود که در سدهٔ هفتم ق.م. توسط آنکوس مارکیوس ساخته شده بود.
28. ↑  سبب آن بود که آن روز مستمری سربازان اتروسک را پرداخت می‌کردند، و برای همین سروکار سربازان با کاتب یا دفتردارِ شاه بود و بیشتر به او مراجعه می‌کردند نه به خودِ شاه. پس موکیوس کاتب را شاه پنداشت و کشتش.
29. ↑  Tusculum
30. ↑  پس از نصب هر دیکتاتور، شخصی را با عنوان ارباب سواران (لاتین: Magister equitum) به‌عنوان معاون وی نصب می‌کردند.
31. ↑  چنان‌که رفت، برادرِ وی، پوبلیوس والریوس پوبلیکولا، نقشی مؤثر در برانداختن پادشاهی تارکوئینیان و تأسیس جمهوری روم داشت.
32. ↑  در سپاه روم، پیاده‌نظام عمدتاً متشکل از توده‌ها و شهروندان معمولی بود، و سواره‌نظام از شهروندان غنی.
33. ↑  Foedus Cassianum
34. ↑  مگنا گراسیا به بخش‌های جنوبی شبه‌جزیره ایتالیا (به‌ویژه سیسیل) می‌گفتند که از سدهٔ هشتم ق.م. مستعمرهٔ یونانیان باستان بودند.
35. ↑  Brutti
36. ↑  Lucani
37. ↑  Archidamus III
38. ↑  Capo Colonna
39. ↑  Cleonymus of Sparta
40. ↑  Gaius Fabricius Luscinus
41. ↑  Publius Valerius Laevinus
42. ↑  Cineas
43. ↑  Publius Decius Mus
44. ↑  Publius Sulpicius Saverrio
45. ↑  Battle of Asculum
46. ↑  Thoenon
47. ↑  Lilybaeum
48. ↑  Manius Curius Dentatus
49. ↑  Mamertines. اینان مزدورانی با اصالت ایتالیایی بودند که در زمان آگاتوکلس (۲۸۹–۳۶۱ق. م)، جبّار سیراکوز و پادشاه خودخواندهٔ سیسیل، از کامپانیا اجیر شدند. پس از مرگ آکاتوکلس در ۲۸۹ق. م، بسیاری از این سربازان مزدور در سیسیل بیکار و عاطل شدند. بسیاری از آنان به خانه خود بازگشتند، امّا برخی از ماجراجویانی که آب و هوای آن جزیره را می‌پسندیدند، باقی ماندند. همینان بودند که نقشی اساسی در آغاز نخستین جنگ کارتاژ داشتند.
50. ↑  Hiero II
51. ↑  Appius Claudius Caudex
52. ↑  البته این مجمع طایفه ای مورد بحث و اختلاف نظر محافل آکادمیک است. آقای Goldsworthy معتقد است که مراد مجمع چنتوراتا بوده‌است.
53. ↑  البته H, H. Scullard معتقد است که کائودکس پیروزمند نبوده‌است چرا که تریومفی به نام وی ثبت نشده‌است؛ و جای خود را به دشمن سیاسی اش، مانیوس مسالا، داد.
54. ↑  نوعی کشتی کارتاژی
55. ↑  Hannibal Gisco
56. ↑  Gaius Dullius
57. ↑  Marcus Atilius Regulus
58. ↑  Gaius Lutatius Catulus
59. ↑  Aegates
60. ↑  Hanno the Great
61. ↑  Hasdrubal the Fair
62. ↑  Karth Hadasht
63. ↑  بهانه هانیبال برای محاصره و به زانودرآوردن شهر سائونتو (متحد روم) این بود که این شهر در جنوب رود ایبرو قرار دارد و برای همین جزو حوزه نفوذ کارتاژ است.
64. ↑  Lucius Aemilius Paullus
65. ↑  Gaius Terentius Varro
66. ↑  Cunctator صفت لاتین به‌معنای «درنگ کننده»
67. ↑  Battle of the Baecula
68. ↑  Battle of the Great Plains
69. ↑  Viriathus
70. ↑  Eumenes III
71. ↑  Ronald Syme
72. ↑  Giorgio Ruffolo
73. ↑  Micipsa
74. ↑  Adherbal
75. ↑  Hiempsal I
76. ↑  Lucius Cassius Longinus
77. ↑  Arausio
78. ↑  Aquae sextiae
79. ↑  Vercelae
80. ↑  Marcus Livius Drusus
81. ↑  Gnaeus Pompeius Strabo
82. ↑  قانون مانیلیا (به لاتین: Lex Manilia) که نام خود را از پیشنهاددهنده‌اش، گایوس مانیلیوس، گرفته‌است، قانونی بود که در ۶۶ ق. م به لطف حمایت سیاسی سزار و سیسرون تصویب شد. این قانون به پومپیئوس اقتداری مطلق برای هدایت جنگ مهردادی سوم می‌داد؛ جنگی که تاکنون توسط لوکولوس رهبری می‌شد.
83. ↑  Eupatoria (لقب مهرداد ششم «اوپاتور» [Eupator] بود.)
84. ↑  Magnopolis
85. ↑  Pompeiopolis
86. ↑  Magnus
87. ↑  Mezzadria (ایتالیایی) نام نوعی معاهده کشاورزی است که در آن یک زمیندار از یک سو، و یک کشاورز با عنوان متسادرو (Mezzadro) از سوی دیگر، محصولات و منافع زمینشان را (غالباً به نسبت نصف) میان خود تقسیم می‌کردند.
88. ↑  به لاتین: Senatus consultum ultimum de re peblica defendenda. گفتنی است این فرمان ویژه در شرایط اضطراری صادر می‌شد.
89. ↑  به لاتین: Orationes in Catilinam
90. ↑  به لاتین: Vixerunt
91. ↑  Pater patriae
92. ↑  Ovatio
93. ↑  به لاتین ager publicus
94. ↑  به لاتین: Lex de permutatione provinciarum؛ به فارسی: قانون در باب مبادله استان‌ها
95. ↑  به لاتین: hostis publicus
96. ↑  به لاتین: Lex Titia
97. ↑  به لاتین: Triumviri rei publicae constituendae consulari potestate
98. ↑  Scribonia
99. ↑  ماکیاولی معتقد است که دین ضروری‌ترین ستون تمدن است، و در طی قرون و اعصار خداپرستی در هیچ کشوری به‌اندازه‌ی جمهوری روم پایدار نبود. اعمال بی‌شمار مردم روم و یکایک رومیان نشان می‌دهد که مردم از سوگندشکنی بیش از قانون‌شکنی می‌ترسیدند.
100. ↑  Albano
101. ↑  Ludus

## پی‌نوشت
1. ↑  Crawford 1974, pp. 455, 456.
2. ↑  مهندس فرشید (۱۳۶۱)، مکتب‌ها و احزاب سیاسی، اقبال
3. ↑  مونتسکیو. ملاحظاتی درباب علل عظمت و انحطاط روم. ترجمهٔ علی اکبر مهتدی. صص. ۴۲ (فصل چهارم).
4. ↑  عیسی صدیق (۱۳۴۷). تاریخ فرهنگ اروپا از آغاز تا زمان حاضر. ص. ۲۳-۲۶.
5. ↑  نیکولو ماکیاولی. گفتارهایی در باب ده کتاب نخست تیتوس لیویوس. ج. یکم. ترجمهٔ محمد حسن لطفی. انتشارات خوارزمی. صص. فصل ۱۱.
6. ↑  مونتسکیو. ملاحظاتی درباب علل عظمت و انحطاط روم. ترجمهٔ علی اکبر مهتدی. صص. ۴۰ (فصل چهارم).
7. ↑  مونتسکیو. ملاحظاتی درباب علل عظمت و انحطاط روم. ترجمهٔ علی اکبر مهتدی. صص. ۲۵ و ۴۰ و ۵۰.
8. ↑  جهانبگلو، رامین (۱۳۷۸). ماکیاولی و اندیشه رنسانس. تهران: نشر مرکز. ص. ۶۱ و ۶۲.
9. ↑  جهانبگلو، رامین (۱۳۷۸). ماکیاولی و اندیشه رنسانس. تهران: نشر مرکز. ص. ۶۱ و ۶۲.
10. ↑  جهانبگلو، رامین (۱۳۷۸). ماکیاولی و اندیشه رنسانس. تهران: نشر مرکز. ص. ۷۱.
11. ↑  مونتسکیو. ملاحظاتی درباب علل عظمت و انحطاط روم. ترجمهٔ علی اکبر مهتدی. صص. ۳۸ و ۴۱ (فصل چهارم).
12. ↑  نیکولو ماکیاولی. گفتارهایی در باب ده کتاب نخست تیتوس لیویوس. ترجمهٔ محمد حسن لطفی. انتشارات خوارزمی. صص. کتاب نخست، فصل‌های ۶ و ۷.
13. ↑  نیکولو ماکیاولی. گفتارهایی در باب ده کتاب نخست تیتوس لیویوس. ترجمهٔ محمد حسن لطفی. انتشارات خوارزمی. صص. کتاب نخست، فصل‌های ۳ و ۴.
14. ↑  نیکولو ماکیاولی. گفتارهایی در باب ده کتاب نخست تیتوس لیویوس. ترجمهٔ محمد حسن لطفی. انتشارات خوارزمی. صص. کتاب نخست، فصل ۲.
15. ↑  رابرت بی. داونز. کتاب‌هایی که دنیا را تغییر دادند. ترجمهٔ هوشنگ پیرنظر. انتشارات ابن‌سینا. ص. ۲۸ (کتاب اول، تشریح سیاست و قدرت).
16. ↑  جهانبگلو، رامین (۱۳۷۸). ماکیاولی و اندیشه رنسانس. تهران: نشر مرکز. ص. ۶۱ و ۶۲.
17. ↑  نیکولو ماکیاولی. گفتارهایی در باب ده کتاب نخست تیتوس لیویوس. ترجمهٔ محمد حسن لطفی. انتشارات خوارزمی. صص. کتاب نخست، فصل ۶.
18. ↑  رابرت بی. داونز. کتاب‌هایی که دنیا را تغییر دادند. ترجمهٔ هوشنگ پیرنظر. انتشارات ابن‌سینا. ص. ۲۸ (کتاب اول، تشریح سیاست و قدرت).
19. ↑  تیتوس لیویوس. از پیدایش روم. ج. یکم. صص. گفتار ۵۷.
20. ↑  تیتوس لیویوس. از پیدایش روم. ج. یکم. صص. گفتار ۵۸.
21. ↑  تیتوس لیویوس. از پیدایش روم. ج. یکم. صص. گفتار ۵۹.
22. ↑  تیتوس لیویوس. از پیدایش روم. ج. یکم. صص. گفتار ۶۰.
23. ↑  تیتوس لیویوس. از پیدایش روم. ج. دوم. صص. گفتار ۱.
24. ↑  تیتوس لیویوس. از پیدایش روم. ج. یکم. صص. گفتار ۸.
25. ↑  مونتسکیو. ملاحظاتی درباب علل عظمت و انحطاط روم. ترجمهٔ علی اکبر مهتدی. صص. فصل اول، ۱۵.
26. ↑  تیتوس لیویوس. از پیدایش روم. ج. دوم. صص. گفتار ۱.
27. ↑  تیتوس لیویوس. از پیدایش روم. ج. دوم. صص. گفتار ۲.
28. ↑  تیتوس لیویوس. از پیدایش روم. ج. دوم. صص. گفتار ۲.
29. ↑  تیتوس لیویوس. از پیدایش روم. ج. دوم. صص. گفتار ۳.
30. ↑  تیتوس لیویوس. از پیدایش روم. ج. دوم. صص. گفتار ۴.
31. ↑  تیتوس لیویوس. از پیدایش روم. ج. دوم. صص. گفتار ۵.
32. ↑  تیتوس لیویوس. از پیدایش روم. ج. دوم. صص. گفتار ۵.
33. ↑  تیتوس لیویوس. از پیدایش روم. ج. دوم. صص. گفتار ۶.
34. ↑  تیتوس لیویوس. از پیدایش روم. ج. دوم. صص. گفتار ۷.
35. ↑  تیتوس لیویوس. از پیدایش روم. ج. دوم. صص. گفتار ۷.
36. ↑  "1911 Encyclopædia Britannica/Valerius, Publius". wikisource (به انگلیسی). Retrieved 30 September 2023.
37. ↑  تیتوس لیویوس. از پیدایش روم. ج. دوم. صص. گفتار ۸.
38. ↑  نیکولو ماکیاولی. گفتارهایی در باب ده کتاب نخست تیتوس لیویوس. خوارزمی. ص. کتاب اول، فصل ۳۲.
39. ↑  تیتوس لیویوس. از پیدایش روم. ج. دوم. صص. گفتار ۹.
40. ↑  Dionysius of Halicarnassus. Roman Antiquities. ص. V, ۲۴.
41. ↑  تیتوس لیویوس. از پیدایش روم. ج. دوم. صص. ۱۰.
42. ↑  تیتوس لیویوس. از پیدایش روم. ج. دوم. صص. گفتارهای ۱۱–۱۳.
43. ↑  "Lars Porsena: The Famous Etruscan Ruler Who Threatened Rome". ancient-origins (به انگلیسی). 11 February 2021. Retrieved 5 October 2023.
44. ↑  "Gaius Mucius Scaevola". britannica.com (به انگلیسی). Retrieved 30 September 2023.
45. ↑  تیتوس لیویوس. از پیدایش روم. ج. دوم. صص. گفتار ۱۵.
46. ↑  تیتوس لیویوس. از پیدایش روم. ج. دوم. صص. گفتار ۱۶.
47. ↑  تیتوس لیویوس. از پیدایش روم. ج. دوم. صص. گفتار ۱۸.
48. ↑  نیکولو ماکیاولی. گفتارهایی در باب ده کتاب نخست تیتوس لیویوس. ترجمهٔ محمدحسن لطفی. خوارزمی. ص. کتاب نخست، فصل ۳۴.
49. ↑  تیتوس لیویوس. از پیدایش روم. ج. دوم. صص. گفتار ۱۹.
50. ↑  تیتوس لیویوس. از پیدایش روم. ج. دوم. صص. گفتار ۲۰.
51. ↑  تیتوس لیویوس. از پیدایش روم. ج. دوم. صص. گفتار ۲۲.
52. ↑  تیتوس لیویوس. از پیدایش روم. ج. دوم. صص. گفتار ۳۳.
53. ↑  Scullard، Howard H (۱۹۹۲). Storia del mondo romano. Milan: Rizzoli. ص. ۱۷۵.
54. ↑  Scullard، Howard H (۱۹۹۲). Storia del mondo romano(تاریخ جهان رومی). Milan: Rizzoli. ص. ۱۷۶.
55. ↑  Devoto، Giacomo (۱۹۵۱). Gli antichi Italici. Firenze: Vallecchi. ص. ۱۴۷.
56. ↑  Attilio Levi، Mario. L'Italia nell'Evo antico. ص. ۱۹۱.
57. ↑  پولیبیوس. Storie (Histoties). ج. I. ص. ۶ ٫۶.
58. ↑  Piganiol، Andre. Le conquiste dei Romani. ص. ۱۸۱.
59. ↑  Scullard، Howard H (۱۹۹۲). Storia del mondo romano. Milan: Rizzoli. ص. ۱۷۵.
60. ↑  Musti، Domenico. La spinta verso il Sud, espansione Romana e rapporti internazionali. ص. ۵۳۷.
61. ↑  Musti، Domenico. La spinta verso il Sud, espansione Romana e rapporti internazionali. ص. ۵۳۸.
62. ↑  آپیان. Storia romana, III. ص. ۱۵.
63. ↑  دیون کاسیوس. Storia romana, IV. ص. ۳۹, ۴.
64. ↑  دیون کاسیوس. Storia romana, IV. ص. ۳۹, ۴.
65. ↑  آپیان. Storia romana, III. ص. ۱۵.
66. ↑  Orosio. Historiarum adversus paganos libri septem, IV. ص. ۲.
67. ↑  Dionysius of Halicarnassus, xix. 5, 6.
68. ↑  Plutarch, Pyrrhus, 14.
69. ↑  Franke, Cambridge Ancient History, vol. 7, part 2, pp. 456, 457.
70. ↑  Cicero, Cato Maior de Senectute, 6.
71. ↑  Plutarch, Pyrrhus, 18, 19.
72. ↑  Franke, Cambridge Ancient History, vol. 7, part 2, pp. 466–471.
73. ↑  Dionysius of Halicarnassus, xx. 3.
74. ↑  Plutarch, Pyrrhus, 21 § 9.
75. ↑  Franke, Cambridge Ancient History, vol. 7, part 2, pp. 473–480.
76. ↑  Dionysius of Halicarnassus, xx. 8.
77. ↑  Grant, The History of Rome, p. 80
78. ↑  Scullard، H, H. Cambridge Ancient History. ج. جلد۷. صص. ۵۱۷–۵۳۷.
79. ↑  Goldsworthy، Adrian. The Punic Wars. ص. ۶۹.
80. ↑  مونتسکیو. ملاحظاتی درباب علل عظمت و انحطاط روم. ترجمهٔ علی اکبر مهتدی. صص. ۷۴ (فصل ششم).
81. ↑  Polybius. Histories. ج. جلد i. صص. ۱۱–۱۲.
82. ↑  Scullard، H, H. Cambridge Ancient History. ج. جلد۷. صص. ۵۴۷.
83. ↑  Goldsworthy، Adrian. The Punic Wars. ص. ۱۱۳.
84. ↑  Scullard، H, H. Cambridge Ancient History. ج. جلد۷. صص. ۵۵۴–۵۴۸.
85. ↑  Polybius. Histories. ج. ۱. ص. ۶۳, ۱-۳.
86. ↑  Polybius. Histories. ج. ۱. ص. ۶۲, ۹.
87. ↑  Polybius. Histories. ج. ۱. ص. ۶۲, ۸.
88. ↑  Polybius. Histories. ج. ۱. ص. ۶۵, ۸۸.
89. ↑  Scullard، H, H. Cambridge Ancient History. ج. جلد۷. صص. ۵۶۹–۵۶۵.
90. ↑  تیتوس لیویوس. از پیدایش روم. ج. XXI. صص. ۲, ۱.
91. ↑  Polybius. Histories. ج. ۲. ص. ۱, ۸-۱.
92. ↑  آپیان. Guerra annibalica. ج. ۷. صص. ۱, ۲.
93. ↑  تیتوس لیویوس. از پیدایش روم. ج. XXI. صص. ۲, ۲–۱.
94. ↑  تیتوس لیویوس. از پیدایش روم. ج. XXI. صص. ۲, ۳–۵.
95. ↑  Polybius. Histories. ج. ۲. ص. ۱۳, ۱-۲.
96. ↑  آپیان. Guerra annibalica. ج. ۷. صص. ۱, ۲.
97. ↑  Polybius. Histories. ج. ۲. ص. ۱۳, ۱-۷.
98. ↑  Polybius. Histories. ج. ۲. ص. ۳۶, ۱-۲.
99. ↑  آپیان. Guerra Annibalica. ج. ۷. ص. ۱–۳.
100. ↑  Polybius. Histories. ج. ۳. ص. ۱۳, ۳-۴.
101. ↑  Polybius. Histories. ج. ۳. ص. ۶, ۱-۳.
102. ↑  Polybius. Histories. ج. ۳. ص. ۱۶, ۶.
103. ↑  Polybius. Histories. ج. ۳. ص. ۱۱۷.
104. ↑  تیتوس لیویوس. از پیدایش روم. ج. xxii. صص. ۴۹.
105. ↑  Briscone. Cambridge Ancient History. صص. ۵۳–۵۲.
106. ↑  Briscone. Cambridge Ancient History. صص. ۴۹–۵۰.
107. ↑  Briscoe. Cambridge Ancient History. ص. ۵۹.
108. ↑  Briscoe. Cambridge Ancient History. ص. ۵۵.
109. ↑  Briscoe. Cambridge Ancient History. ص. ۶۰.
110. ↑  مونتسکیو. ملاحظاتی درباب علل عظمت و انحطاط روم. ترجمهٔ علی اکبر مهتدی. صص. ۴۳ و ۴۴ (فصل چهارم).
111. ↑  مونتسکیو. ملاحظاتی درباب علل عظمت و انحطاط روم. ترجمهٔ علی اکبر مهتدی. صص. ۴۸ (فصل چهارم).
112. ↑  مونتسکیو. ملاحظاتی درباب علل عظمت و انحطاط روم. ترجمهٔ علی اکبر مهتدی. صص. ۵۳ (فصل چهارم).
113. ↑  اورلیوس ویکتور. De Viris illustribus Urbis Roma. ص. ۴۲-۵۵.
114. ↑  آپیان. Guerra Siriaca. ص. ۱-۴۴.
115. ↑  Grant. The History of Rome. ص. ۱۲۰.
116. ↑  Goldsworthy. , In the Name of Rome. ص. ۷۵.
117. ↑  Goldsworthy. , In the Name of Rome. ص. ۹۲.
118. ↑  Matyszak. The Enemies of Rom. ص. ۵۳.
119. ↑  Goldsworthy. , In the Name of Rome. ص. ۲۱۸.
120. ↑  Isaac Asimov. History of Rome – The republic.
121. ↑  پلوتارک، Life of Cato the elder, 27
122. ↑  Scullard، Howard. H (۲۰۰۲). A History of the Roman World, 753 to 146 BC. London: Routledge. صص. ۳۱۰, ۳۱۶.
123. ↑  Scullard، Howard. H (۱۹۵۵). "Carthage". Greece & Rome. 2 (3). صص. ۱۰۳.
124. ↑  Ruffolo، Giorgio (۲۰۰۴). Quando Italia era una superpotenza. Einaudi. ص. ۷۲.
125. ↑  Ruffolo، Giorgio (۲۰۰۴). Quando Italia era una superpotenza. Einaudi. ص. ۱۸.
126. ↑  Ruffolo، Giorgio (۲۰۰۴). Quando Italia era una superpotenza. Einaudi. ص. ۱۸.
127. ↑  Bishop, Paul. "Rome: Transition from Republic to Empire" (PDF). Hillsborough Community College. Archived from the original (PDF) on 24 September 2015. Retrieved 19 February 2014.
128. ↑  Abbott، Frank Frost (۱۹۰۱). A History and Description of Roman Political Institutions. Elibron Classics. ص. ۹۷.
129. ↑  Stobart, J.C. (1978). "III". In Maguinness, W.S; Scullard, H.H. The Grandeur That was Rome (4th ed.). Book Club Associates. pp. 75–82.
130. ↑  Bishop, Paul. "Rome: Transition from Republic to Empire" (PDF). Hillsborough Community College. Archived from the original (PDF) on 24 September 2015. Retrieved 19 February 2014.
131. ↑  Matyszak, The Enemies of Rome, p. 64
132. ↑  Sallust, The Jugurthine War, XII
133. ↑  Abbott, 100
134. ↑  Matyszak, The Enemies of Rome, p. 75
135. ↑  Ruffolo، Giorgio (۲۰۰۴). Quando Italia era una superpotenza. Einaudi. ص. ۴۹.
136. ↑  Abbott, 103
137. ↑  Abbott, 106
138. ↑  Grant, The History of Rome, p. 161
139. ↑  Abbott, 104
140. ↑  André Piganiol (۱۹۸۹). Le conquiste dei Romani. Milano. ص. ۲۹۷.
141. ↑  Appiano. Guerre Mitridatiche. صص. ۲۰.
142. ↑  تیتوس لیویوس. از پیدایش روم، جلد=Periochae. ص. ۷۷٫۹.
143. ↑  Appiano. Guerre Mitridatiche. صص. ۲۲.
144. ↑  تیتوس لیویوس. از پیدایش روم. ج. Periochae. ص. ۷۸٫۱.
145. ↑  تیتوس لیویوس. از پیدایش روم. ج. Periochae. ص. ۸۲٫۱.
146. ↑  تیتوس لیویوس. از پیدایش روم. ج. Periochae. ص. ۸۲٫۲.
147. ↑  تیتوس لیویوس. از پیدایش روم. ج. Periochae. ص. ۸۳٫۱.
148. ↑  تیتوس لیویوس. از پیدایش روم. ج. Periochae. ص. ۸۳٫۳.
149. ↑  Appiano. Guerre Mitridatiche. صص. ۵۷–۵۸.
150. ↑  Plutarch. Vita di Pompeo. ص. ۲۴-۲۹.
151. ↑  Cassio Dione. Storia romana. ج. XLII. ص. ۴۲٫۳-۴۳٫۴.
152. ↑  تیتوس لیویوس. از پیدایش روم. ج. Periochaeّ. ص. ۱۰۰٫۱.
153. ↑  Plutarch. Vita di Pompeo. ص. ۳۳٫۶.
154. ↑  Cassio Dione. Storia romana. ج. XXXVII. ص. ۲۰٫۲.
155. ↑  Cassio Dione. Storia romana. ج. XXXVI. ص. ۳۷٫۶.
156. ↑  Cassio Dione. Storia romana. ج. XXXVII. ص. ۲۱٫۳.
157. ↑  تیتوس لیویوس. از پیدایش روم. ج. Periochae. ص. ۱۰۳٫۱۲.
158. ↑  Emilio Gabba (۱۹۷۳). Esercito e società nella tarda repubblica romana. Firenze. ص. ۳۸۳.
159. ↑  Mommsen. «I». Storia di Roma antica. ج. II. ص. ۵۸۱.
160. ↑  Mommsen. «I». Storia di Roma antica. ج. II. ص. ۶۲۲.
161. ↑  Howard H. Scullard (۱۹۹۲). Storia del mondo romano, vol. 2 Dalle riforme dei Gracchi alla morte di Nerone. Milano. ص. ۱۲۱-۱۲۰.
162. ↑  Mommsen. Storia di Roma antica. ص. ۶۵۶-۶۵۹.
163. ↑  André Piganiol. Le conquiste dei Romani. ص. cap٫ ۲۱.
164. ↑  Cicerone. Per Quinto. ص. v٫۲.
165. ↑  Plutarch. Vita di pompeo. ص. ۲۱٫۲.
166. ↑  Plutarch. Vita di Crasso. ص. ۱۱٫۷.
167. ↑  Appiano di Alessandria. Guerra civile. ج. I. ص. ۱۲۰.
168. ↑  Appiano di Alessandria. Guerra civile. ج. I. ص. ۱۱۶.
169. ↑  Plutarch. Vita di Crasso. ج. xii. ص. ۲.
170. ↑  Appiano di Alessandria. Guerra civile. ج. I. ص. ۱۲۱.
171. ↑  Davis. Readings in Ancient History. ص. ۹۰.
172. ↑  Smitha, Frank E. «From a Republic to Emperor Augustus: Spartacus and Declining Slavery». دریافت‌شده در ۲۰۰۶-۰۹-۲۳.
173. ↑  Svetonio. Vita di Claudio. ج. xxv. ص. ۲.
174. ↑  Gaius. Institutionum commentarius. ص. i٫۵۲.
175. ↑  Sallustio. De Catilinae Coniuratione. ص. ۵.
176. ↑  Plutarch. Vita di Cicerone. ص. ۱۰,۳-۴.
177. ↑  Plutarch. Vita di Cicerone. ص. ۱۶,۲.
178. ↑  Plutarch. Vita di Cicerone. ص. ۱۵,۵.
179. ↑  Sallustio. De Catilinae Coniuratione. ص. ۲۹,۲.
180. ↑  Sallustio. De Catilinae Coniuratione. ص. ۲۸,۱-۳.
181. ↑  Plutarch. Vita di Cicerone. ص. ۱۶,۴-۵.
182. ↑  Sallustio. De Catilinae Coniuratione. ص. ۳۱,۶.
183. ↑  Plutarch. Vita di Cicerone. ص. ۱۶,۶.
184. ↑  Sallustio. De Catilinae Coniuratione. ص. ۳۲,۱.
185. ↑  Plutarch. Vita di Cesare. ص. ۱۴,۱-۲.
186. ↑  Svetonio. Vite dei Cesari, Cesare. ص. ۱۹,۲.
187. ↑  Appiano. Le Guerre Civili. ج. II. ص. ۸.
188. ↑  Cassio Dione. Storia romana. ج. XXXVII. ص. ۵۵-۵۷.
189. ↑  Cicerone. Lettere ad Attico. ج. II. ص. ۳,۳.
190. ↑  J. Carcopino traduzione di Anna Rosso Cattabiani (۱۹۸۱). Giulio Cesare. Rusconi Libri. ص. ۲۲۱.
191. ↑  J. Carcopino traduzione di Anna Rosso Cattabiani (۱۹۸۱). Giulio Cesare. Rusconi Libri. ص. ۲۱۱.
192. ↑  J. Carcopino traduzione di Anna Rosso Cattabiani (۱۹۸۱). Giulio Cesare. Rusconi Libri. ص. ۲۲۰.
193. ↑  Luciano Canfora (۱۹۹۹). Giulio Cesare. Il dittatore democratico. ج. "mostro a tre teste". Laterza. ص. cap٫ XI.
194. ↑  J. Carcopino traduzione di Anna Rosso Cattabiani (۱۹۸۱). Giulio Cesare. Rusconi Libri. ص. ۲۲۱-۲۲۲.
195. ↑  J. Carcopino traduzione di Anna Rosso Cattabiani (۱۹۸۱). Giulio Cesare. Rusconi Libri. ص. ۲۲۵-۲۲۸.
196. ↑  Luciano Canfora (۱۹۹۹). Giulio Cesare. Il dittatore democratico. ج. "Il primo consolato". Laterza. ص. cap٫ XI.
197. ↑  W. Warde Fowler (۲۰۰۴). Social life at Rome in the age of Cicero. Kissinger Publishing.
198. ↑  Luciano Canfora (۱۹۹۹). Giulio Cesare. Il dittatore democratico. ج. "Il primo consolato". Laterza. ص. cap٫ XI.
199. ↑  Svetonio. Vite dei Cesari, Cesare. ص. ۲۰٫۱.
200. ↑  Luciano Canfora (۱۹۹۹). Giulio Cesare. Il dittatore democratico. ج. "Il primo consolato". Laterza. ص. cap٫ XI.
201. ↑  Lawrence Keppie (۱۹۹۸). (in The making of the roman army, from Republic to Empire. Oklahoma. ص. ۸۰-۸۱.
202. ↑  Julius Caesar. Commentarii de bello Gallico. ج. I. ص. ۶.
203. ↑  Julius Caesar. Commentarii de bello Gallico. ج. I. ص. ۶,۴.
204. ↑  دان ناردو (۱۳۸۹). ژولیوس سزار، فرمانده و سیاستمدار رومی. ترجمهٔ شهربانو صارمی. تهران: ققنوس. ص. ۵۵–۵۷.
205. ↑  Cicerone. Ad Atticum, XV. ص. ۱۲, ۲.
206. ↑  Tacito. Annales, I. ص. ۱۰.
207. ↑  Velleius Paterculus. Historiae romanae ad M. Vinicium libri duo. ج. II. ص. ۱۱, ۷۰.
208. ↑  Mario Attilio Levi (۱۹۹۴). , Augusto e il suo tempo,. Milano. ص. ۱۴۳.
209. ↑  Colin M. Wells (۱۹۹۵). L'impero romano. Bologna.
210. ↑  Colin M. Wells (۱۹۹۵). L'impero romano. Bologna.
211. ↑  Colin M. Wells (۱۹۹۵). L'impero romano. Bologna.
212. ↑  Francois Chamoux (۱۹۸۸). Marco Antonio. Milano. ص. ۲۵۴.
213. ↑  نیکولو ماکیاولی. گفتارهایی در باب ده کتاب نخست تیتوس لیویوس. ترجمهٔ محمد حسن لطفی. انتشارات خوارزمی. صص. کتاب نخست، فصل‌‌های ۱۳ و ۱۱.
214. ↑  نیکولو ماکیاولی. گفتارهایی در باب ده کتاب نخست تیتوس لیویوس. ترجمهٔ محمد حسن لطفی. انتشارات خوارزمی. صص. کتاب نخست، فصل‌های ۱۶ و ۱۷.
215. ↑  مونتسکیو. ملاحظاتی درباب علل عظمت و انحطاط روم. ترجمهٔ علی اکبر مهتدی. صص. ۱۴۷ (فصل سیزدهم).
216. ↑  مونتسکیو. ملاحظاتی درباب علل عظمت و انحطاط روم. ترجمهٔ علی اکبر مهتدی. صص. ۱۲۲ (فصل یازدهم).
217. ↑  مونتسکیو. ملاحظاتی درباب علل عظمت و انحطاط روم. ترجمهٔ علی اکبر مهتدی. صص. ۱۱۰-۱۱۱ (فصل دهم).
218. ↑  مونتسکیو. ملاحظاتی درباب علل عظمت و انحطاط روم. ترجمهٔ علی اکبر مهتدی. صص. ۸۲ و ۸۱ (فصل ششم).
219. ↑  مونتسکیو. ملاحظاتی درباب علل عظمت و انحطاط روم. ترجمهٔ علی اکبر مهتدی. صص. ۴۱ (فصل چهارم).
220. ↑  مونتسکیو. ملاحظاتی درباب علل عظمت و انحطاط روم. ترجمهٔ علی اکبر مهتدی. صص. فصل اول، ۱۸ و ۱۹.
221. ↑  مونتسکیو. ملاحظاتی درباب علل عظمت و انحطاط روم. ترجمهٔ علی اکبر مهتدی. صص. فصل چهارم، ۴۸ و ۴۹.
222. ↑  مونتسکیو. ملاحظاتی درباب علل عظمت و انحطاط روم. ترجمهٔ علی اکبر مهتدی. صص. فصل اول، ۲۰.
223. ↑  مونتسکیو. ملاحظاتی درباب علل عظمت و انحطاط روم. ترجمهٔ علی اکبر مهتدی. صص. ۷۸ و ۷۰ (فصل ششم).
224. ↑  مونتسکیو. ملاحظاتی درباب علل عظمت و انحطاط روم. ترجمهٔ علی اکبر مهتدی. صص. ۲۸-۳۲ (فصل دوم).
225. ↑  مونتسکیو. ملاحظاتی درباب علل عظمت و انحطاط روم. ترجمهٔ علی اکبر مهتدی. صص. ۷۶ و ۷۷ (فصل ششم).
226. ↑  مونتسکیو. ملاحظاتی درباب علل عظمت و انحطاط روم. ترجمهٔ علی اکبر مهتدی. صص. ۴۲ (فصل چهارم).
227. ↑  مونتسکیو. ملاحظاتی درباب علل عظمت و انحطاط روم. ترجمهٔ علی اکبر مهتدی. صص. ۲۷ (فصل دوم).
228. ↑  مونتسکیو. ملاحظاتی درباب علل عظمت و انحطاط روم. ترجمهٔ علی اکبر مهتدی. صص. ۲۶ (فصل دوم).
229. ↑  مونتسکیو. ملاحظاتی درباب علل عظمت و انحطاط روم. ترجمهٔ علی اکبر مهتدی. صص. ۲۶ (فصل دوم).
230. ↑  نیکولو ماکیاولی. گفتارهایی در باب ده کتاب نخست تیتوس لیویوس. ج. یکم. ترجمهٔ محمد حسن لطفی. انتشارات خوارزمی. صص. فصل ۱۱.
231. ↑  نیکولو ماکیاولی. گفتارهایی در باب ده کتاب نخست تیتوس لیویوس. ج. یکم. ترجمهٔ محمد حسن لطفی. انتشارات خوارزمی. صص. فصل ۱۳.
232. ↑  نیکولو ماکیاولی. گفتارهایی در باب ده کتاب نخست تیتوس لیویوس. ج. یکم. ترجمهٔ محمد حسن لطفی. انتشارات خوارزمی. صص. فصل ۱۱.
233. ↑  نیکولو ماکیاولی. گفتارهایی در باب ده کتاب نخست تیتوس لیویوس. ج. یکم. ترجمهٔ محمد حسن لطفی. انتشارات خوارزمی. صص. فصل ۱۴.
234. ↑  عیسی صدیق (۱۳۴۷). تاریخ فرهنگ اروپا از آغاز تا زمان حاضر. ص. ۲۶-۲۸.
235. ↑  عیسی صدیق (۱۳۴۷). تاریخ فرهنگ اروپا از آغاز تا زمان حاضر. ص. ۳۰-۳۱.
236. ↑  عیسی صدیق (۱۳۴۷). تاریخ فرهنگ اروپا از آغاز تا زمان حاضر. ص. ۳۳.
237. ↑  عیسی صدیق (۱۳۴۷). تاریخ فرهنگ اروپا از آغاز تا زمان حاضر. ص. ۲۶-۲۷.
238. ↑  عیسی صدیق (۱۳۴۷). تاریخ فرهنگ اروپا از آغاز تا زمان حاضر. ص. ۳۴-۳۵.
239. ↑  تیتوس لیویوس. از پیدایش روم. ج. دوم. صص. ۳۲-۳۳.
240. ↑  نیکولو ماکیاولی. گفتارهایی در باب ده کتاب نخست تیتوس لیویوس. ترجمهٔ محمد حسن لطفی. انتشارات خوارزمی. صص. کتاب نخست، فصل‌های ۳ و ۴.
241. ↑  عیسی صدیق (۱۳۴۷). تاریخ فرهنگ اروپا از آغاز تا زمان حاضر. ص. ۲۵.
242. 1 2 3 4  CHRONOLOGY OF IRANIAN HISTORY PART 1 iranicaonline.org